# Historia de La Rioja (España)

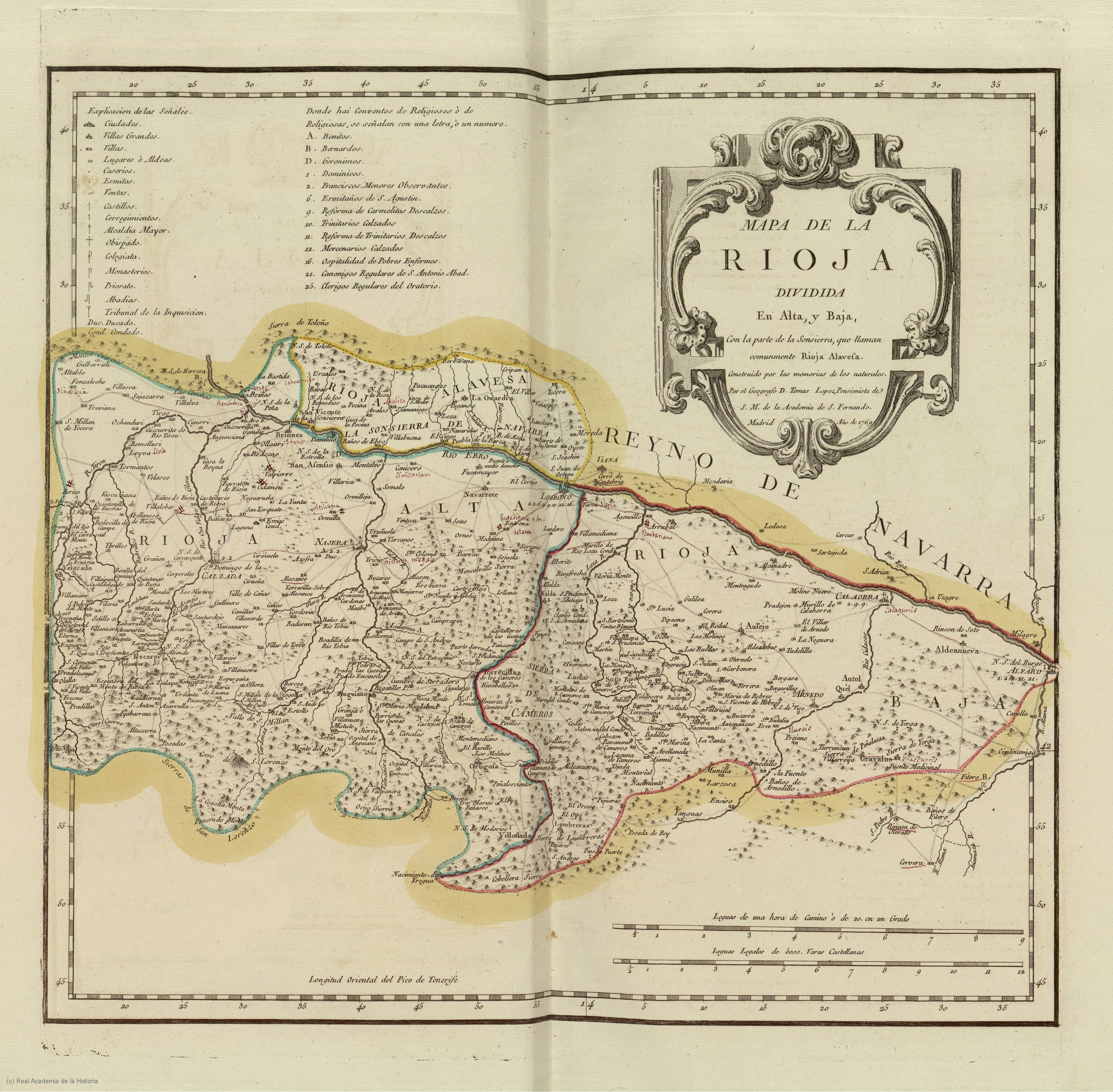
Mapa de La Rioja dividida en alta y baja de Tomás López. Publicado en el año 1769.

La historia de La Rioja comprende todos los sucesos históricos acaecidos en su espacio desde la Prehistoria hasta la actualidad. Su territorio dio cobijo a diferentes pobladores y durante la Edad Media estuvo muy disputado.

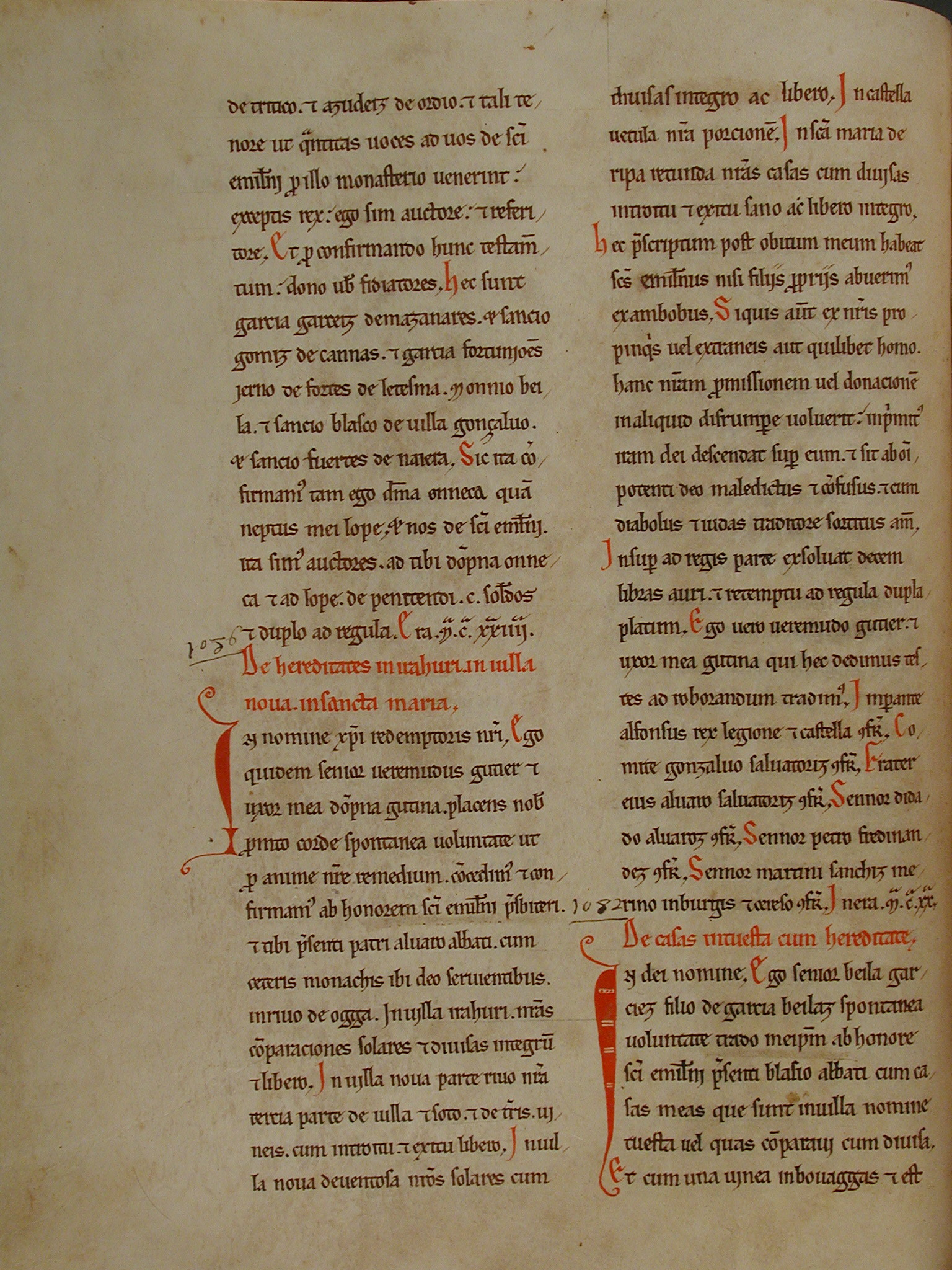
Página del Becerro Galicano de San Millán de Cogolla donde se menciona a La Rioja. Su nombre aparece latinizado y transcrito como "rivo de ogga" (año 1082).

La Rioja tiene un origen medieval. Las primeras referencias documentales en las cuales se da constancia de la existencia de una región llamada La Rioja (Rioga y Rivo de Ogga) datan del siglo XI. En la Edad Media existieron distintas entidades territoriales riojanas –de carácter político, civil y eclesiástico– que llevaban su nombre. Estas fueron la merindad de Rioja, el arciprestazgo de Rioja y después el corregimiento de Rioja, institucionalizado por los Reyes Católicos y que tuvo vigencia durante varios siglos. La existencia de estas entidades y su ampliación territorial, fueron una de las causas históricas de que los límites riojanos comenzaran a cubrir un espacio geográfico mayor, ya que en sus inicios el área identificada como riojana era más reducida. Existen discrepancias entre los investigadores sobre el lugar exacto donde estaría ubicada la primitiva Rioja; sin embargo, todos coinciden en que este término, en sus orígenes, incluía aproximadamente el entorno de la zona más occidental de la actual comunidad autónoma, donde se localiza el río Oja.
Con el tiempo, por los acontecimientos históricos mencionados y otros no bien estudiados, ni bien conocidos, estos límites riojanos irían ampliándose paulatinamente, extendiéndose su nombre a un territorio cada vez mayor, hasta acabar conociéndose como La Rioja a todo el espacio que abarca el conjunto de valles desde el río Tirón hasta el Alhama, con sus sierras al sur, el cual corresponde a La Rioja actual. La Rioja aparece mencionada multitud de veces en la documentación antigua desde el siglo XI, y se refleja en la cartografía desde el siglo XVII, datando del siglo XVIII el primer mapa de la región en solitario. Este es el titulado como mapa de la Rioja dividida en Alta y Baja con la parte de la Sonsierra que llaman comúnmente Rioja alavesa de Tomás López.

Durante el proyecto de división provincial española que tuvo lugar a comienzos del siglo XIX, se buscó dotar a esta Rioja de un marco administrativo provincial de los que se estaban creando entonces. Esto fue demandado por la Real Sociedad Económica de La Rioja, fundada en el año 1790 en Fuenmayor; diversas reuniones de representantes de pueblos riojanos celebradas en Santa Coloma o Torremontalbo y por personalidades riojanas, como Juan Antonio Llorente, Antonio Fernández de Navarrete o su hermano Martín Fernández de Navarrete, que elaboraron varias solicitudes con dicho objetivo, como la célebre misiva titulada Carta de un riojano a un señor diputado en cortes, elaborada por este último en el año 1821. Finalmente, se logró el mencionado propósito de erigir a La Rioja en provincia en el año 1822. Sin embargo, lo hizo bajo la denominación de provincia de Logroño, debido al acuerdo por el cual la mayoría de circunscripciones debían adoptar los nombres de sus capitales con el fin de obtener una uniformidad nominal, lo que conllevó la supresión de su nombre tradicional de La Rioja. En un oficio de la época, llegado desde las cortes de Madrid a Logroño y que da constancia de la aprobación de la provincia, puede leerse: «En la sesión de Cortes celebrada este día se ha declarado a La Rioja por provincia independiente bajo la denominación de provincia de Logroño y por capital a esta ciudad». La misma fue disuelta en 1823 como consecuencia de la reacción absolutista de Fernando VII, que derogó las disposiciones liberales, incluida la división administrativa española, que fue reinstaurada a su muerte en 1833.

Bandera de La Rioja.

Con la llegada de la Transición, la provincia logroñesa recuperó su nombre histórico de La Rioja en 1980, que tantas veces se había podido leer en la documentación desde la Edad Media.Este realmente nunca había llegado a perderse, y continuaba siendo utilizado por sus propios habitantes, que se llamaban riojanos y diferenciaban entre Logroño –que era la capital– de La Rioja, el conjunto del territorio, así como distintos medios de comunicación e instituciones provinciales eran riojanos y no logroñeses (el periódico La Rioja fundado en 1889, el Diario de La Rioja fundado en 1900, el Instituto de Estudios Riojanos fundado en 1946 etc..). Para la oficialización del nombre se solicitó un estudio histórico y dictamen de la Real Academia de la Historia, el cual fue afirmativo a la permutación nominal.
Se constituyó en comunidad autónoma uniprovincial en 1982, tras una serie de movilizaciones populares de sus ciudadanos que reivindicaban la identidad riojana y demandaban su autonomía. Se realizó asimismo una votación, en la cual 171 de los 174 municipios riojanos apoyaron la iniciativa autonómica y conforme al art. 143 de la constitución de 1978,  por tratarse de una provincia con entidad regional histórica, tal como expresa el art. 1 del Estatuto de San Millán.

## Resumen
Hasta la llegada de los romanos en el siglo II a. C. estuvo ocupada por tres tribus: los berones, que se encontraban en el valle del Ebro, los pelendones en las zonas de sierra y los vascones en algunas zonas de la Rioja Baja. La región fue invadida por musulmanes a principios del siglo VIII. Tras su reconquista, a comienzos del siglo X, la región pasó a formar parte del Reino de Pamplona.

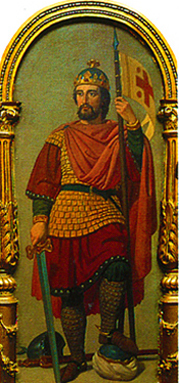
Rey García Sanchéz I de Pamplona-Nájera

La Rioja Alta y Media fueron reconquistadas en 923 por el Rey Sancho Garcés I del Reino de Pamplona con la colaboración del Reino de León. El este del río Leza, comarca de La Rioja Baja, sería reconquistada también por este rey, pero volvería a pasar más adelante a manos musulmanas, siendo recuperada otra vez de manera definitiva por el Rey de Nájera-Pamplona García Sánchez III "el de Nájera" (1035-1054). Todos estos territorios reconquistados pasaron a pertenecer al Reino de Pamplona. El rey Sancho Garcés I de Pamplona (también llamado Sancho Garcés I de Navarra en algunas fuentes), después de haber realizado las mencionadas conquistas, le entrega estas nuevas tierras anexionadas a su hijo García Sánchez I (918-970) para que le descargue de las tareas de gobierno y se prepare para ser un buen rey. Sitúa su casa y corte en Nájera (La Rioja) y recibe el título de "rey de Nájera". De esta manera nacería el Reino de Nájera.
Posteriormente, con la muerte de Sancho Garcés I, su hijo García Sánchez I, que ya reinaba en Nájera, heredó también los territorios de Pamplona. Mantuvo la sede de la corte en la localidad najerina, creando así el llamado reino de Nájera-Pamplona, cuya primera etapa histórica terminaría mucho tiempo después, con el asesinato del rey najerino Sancho Garcés IV, "el Noble" (1054-1076).
Durante este siglo, el XI, se sucedieron las fundaciones de los grandes monasterios riojanos, las cuales son realizadas por reyes navarros. En 1052 el rey navarro García Sánchez III del reino de Nájera-Pamplona funda el monasterio de Santa María la Real de Nájera, que sería el panteón de los reyes, infantes y nobles navarros así como también en el año 1053 funda el monasterio de San Millán de Yuso.

Del siglo XI datan también los documentos más antiguos encontrados en los que aparecen menciones escritas a La Rioja. Uno de ellos es el Cartulario Galicano de San Millán de la Cogolla, que data del año 1082, en él que aparece el topónimo Rioja transcrito como rivo de ogga y otro en el fuero de Miranda de Ebro del año 1099, en el que aparece como Rioga, pronunciado como Rioja. El documento más antiguo encontrado en el que aparece el gentilicio riojano data de comienzos del siglo XIII. Así se autodenomina un arcipreste de la diócesis de Calahorra llamado Martino Pascasii. Aparece escrito como “archiprestibero riogeñ”, abreviatura esta que debemos completar leyendo riogensi, es decir, riojano. Existieron en la Edad Media distintas instituciones políticas y eclesiásticas riojanas. Estas fueron la merindad de Rioja, el arciprestazgo de Rioja y después el corregimiento de Rioja, institucionalizado por los Reyes Católicos, que estaría vigente durante varios siglos. La ampliación jurisdiccional de estas instituciones para cubrir una región mayor, fue una de las causas de que progresivamente se comenzara a conocer como La Rioja a un territorio más amplio, ya que en un principio La Rioja primitiva estaba situada aproximadamente en el entorno de los ríos Oja u Oja y Tirón. Con el tiempo, por estos y otros sucesos históricos, la ampliación progresiva de estos límites riojanos acabó alcanzando varios valles, con sus sierras al sur, hasta llegar al río Alhama por el este.La Rioja aparece mencionada multitud de veces en la documentación antigua desde el siglo XI y se refleja en la cartografía desde el siglo XVII, datando del siglo XVIII el primer mapa de la región en solitario. Este fue elaborado en 1769 por el cartógrafo Tomás López de Vargas y titulado mapa de La Rioja dividida en Alta y Baja. Sería criticado en 1805, por contener el error de dejar algunas partes del territorio riojano fuera del mismo.

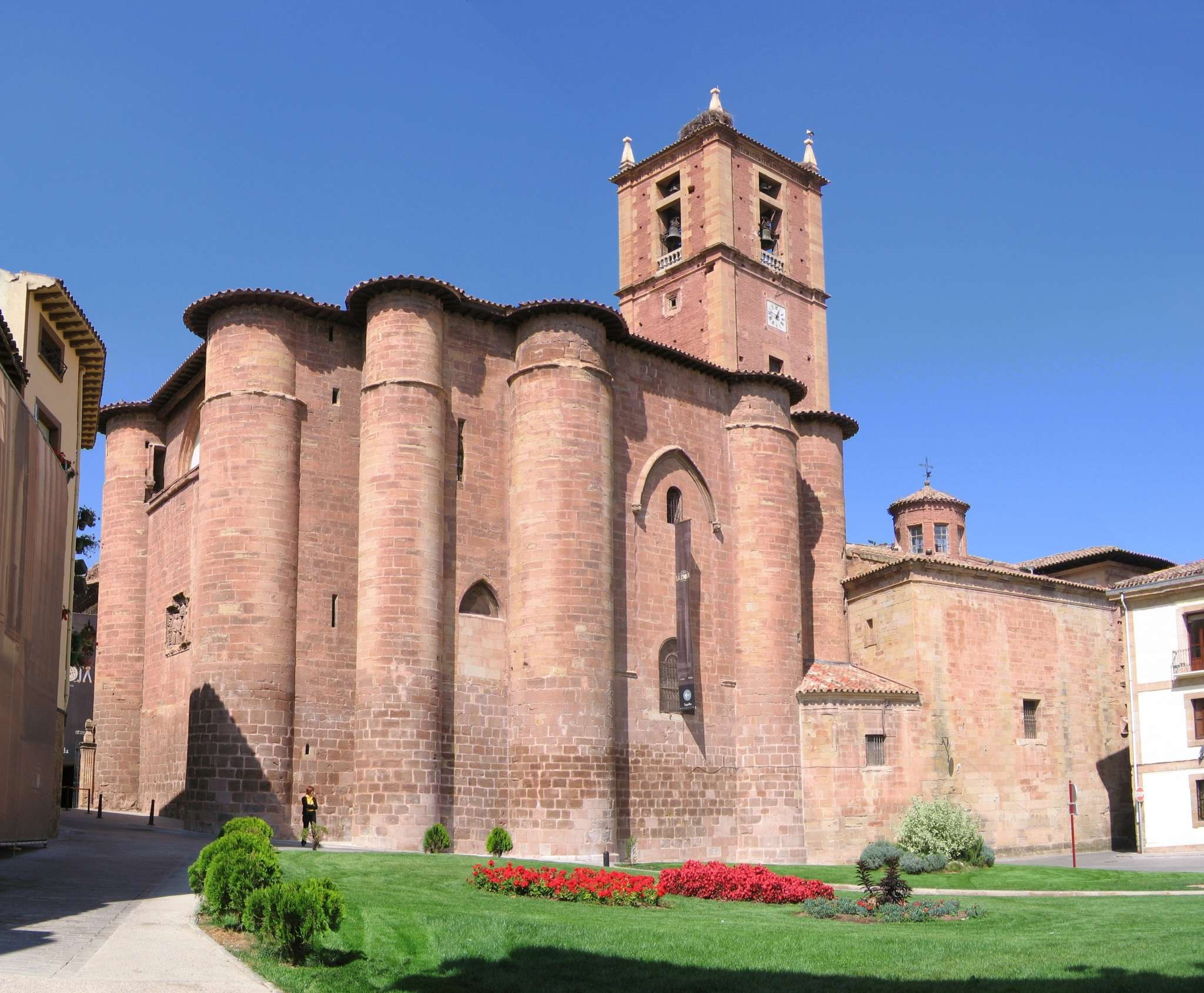
Monasterio de Santa María la Real de Nájera.

A continuación de la muerte de Sancho Garcés IV de Pamplona (también denominado Sancho Garcés IV de Navarra) en 1076 se produjo la conquista por parte de Alfonso VI de León de la región riojana, dando comienzo a una disputa militar que durará más de un siglo y en la que distintos monarcas intentaran apoderarse de este espacio perteneciente a los reyes pamploneses. En favor de Alfonso VI jugaron algunos nobles que lo llamaron para que tomase posesión de La Rioja y fuese reconocido como monarca del Reino de Nájera. Esta adquisición territorial durará poco tiempo, ya que tras la muerte de Alfonso VI la región volverá a dominio del Reino de Pamplona. En 1134, Alfonso VII el Emperador conquistó Nájera y toda La Rioja. En 1163, aprovechando la minoría de edad de Alfonso VIII de Castilla, el rey navarro Sancho VI el Sabio ocupa una parte del territorio riojano en un intento por recuperar las antiguas posesiones del reino, tomando Logroño y otras ciudades; aunque no, Nájera y Calahorra. Estas adquisiciones territoriales empezaron a ser revertidas hacia 1173.

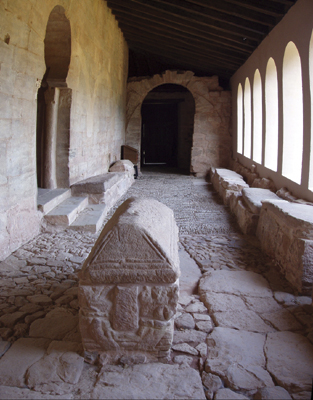
Monasterio de San Millán de Suso con el Portaliello de Gonzalo de Berceo con los sarcófagos de los siete infantes de Lara y tres reinas navarras.

 Para solucionar sus disputas, los reyes Sancho VI el Sabio y Alfonso VIII acordaron en 1176 someter sus diferencias al arbitraje de Enrique II de Inglaterra en una entrevista celebrada entre Nájera y Logroño. El laudo del rey inglés dictaminó que las fronteras volvieran a la situación anterior a 1163, finalizando así las disputas por La Rioja. La monarquía navarra perdió la soberanía sobre la región y se consolidó, a partir de 1179, el territorio riojano como tierra de frontera del reino de Castilla. El paso de La Rioja del reino navarro al castellano por conquista supuso para la región dejar de ser una parte importante del primer reino, donde residían los reyes con su corte, a ser un territorio periférico que cobraría importancia en ciertos momentos. Lo mismo que acabaría ocurriendo con las provincias vascas, entre otras zonas. Después de este momento, el título de rey de Nájera se conservaría como parte de la intitulación regia castellana; amén de que el reino seguiría existiendo, durante varios siglos más, como un estado diferenciado en el conjunto de los que regían los monarcas castellanos, al igual que sucedió con otros territorios como el reino de Galicia. También se produce un alejamiento de la monarquía de dicho reino de los intereses riojanos, que favorece el protagonismo de los señores y de los campesinos, se asiste a una creciente señorialización, que produce cambios estructurales en la sociedad. Así pues, la región pasaría entonces al poder de los López de Haro, señores de Vizcaya.

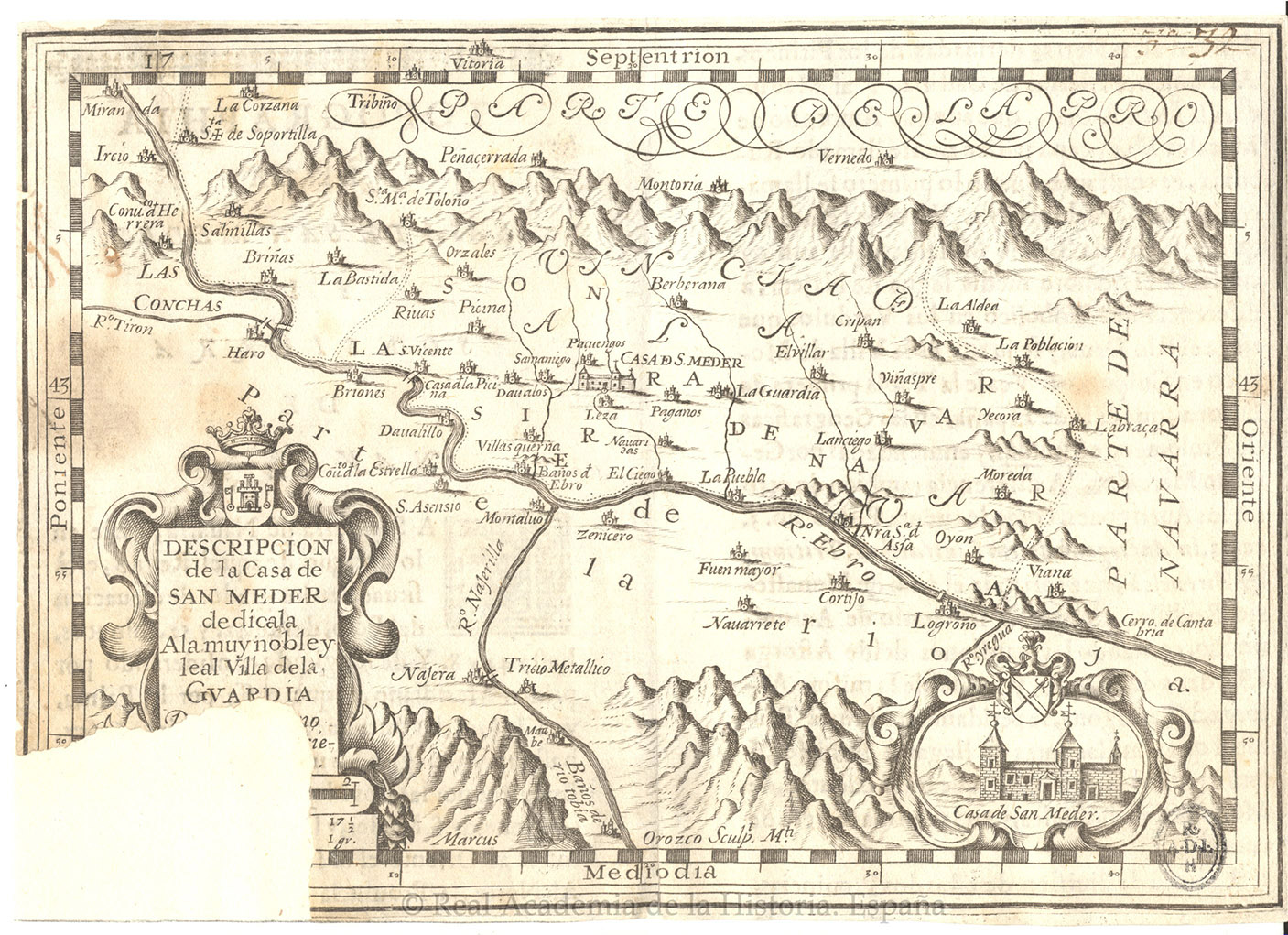
Mapa de la Casa de San Meder, elaborado en el año 1678. En él se muestra parte de Navarra, parte de Álava y parte de La Rioja. En este último caso sobre ella aparece escrito el texto: «Parte de La Rioja».

Durante épocas posteriores, se producirían numerosos sucesos históricos importantes, como por ejemplo, el asedio de Logroño por las tropas de Asparrot en 1521, la publicación del Compendio Historial de la provincia de La Rioja en 1701 obra de Mateo Anguiano o los levantamientos en Logroño y Fuenmayor contra las tropas francesas en 1808, durante la guerra de la Independencia española. Contienda durante la cual en La Rioja se organizó La Junta de Rioja en 1809 para luchar contra el invasor, cuya capital se situaba en Soto de Cameros. Existían tres grupos de resistencia comandados desde la misma: El Batallón de voluntarios de La Rioja, el Regimiento provincial de Logroño y el Escuadrón de los Húsares de La Rioja. Asimismo, también cabe mencionar la fundación de la Real Sociedad Económica de La Rioja en 1790, la cual fue una de las sociedades de amigos del país fundadas en España durante la ilustración y que tanta importancia tuvo en las reivindicaciones políticas de reunificación riojana posteriores.

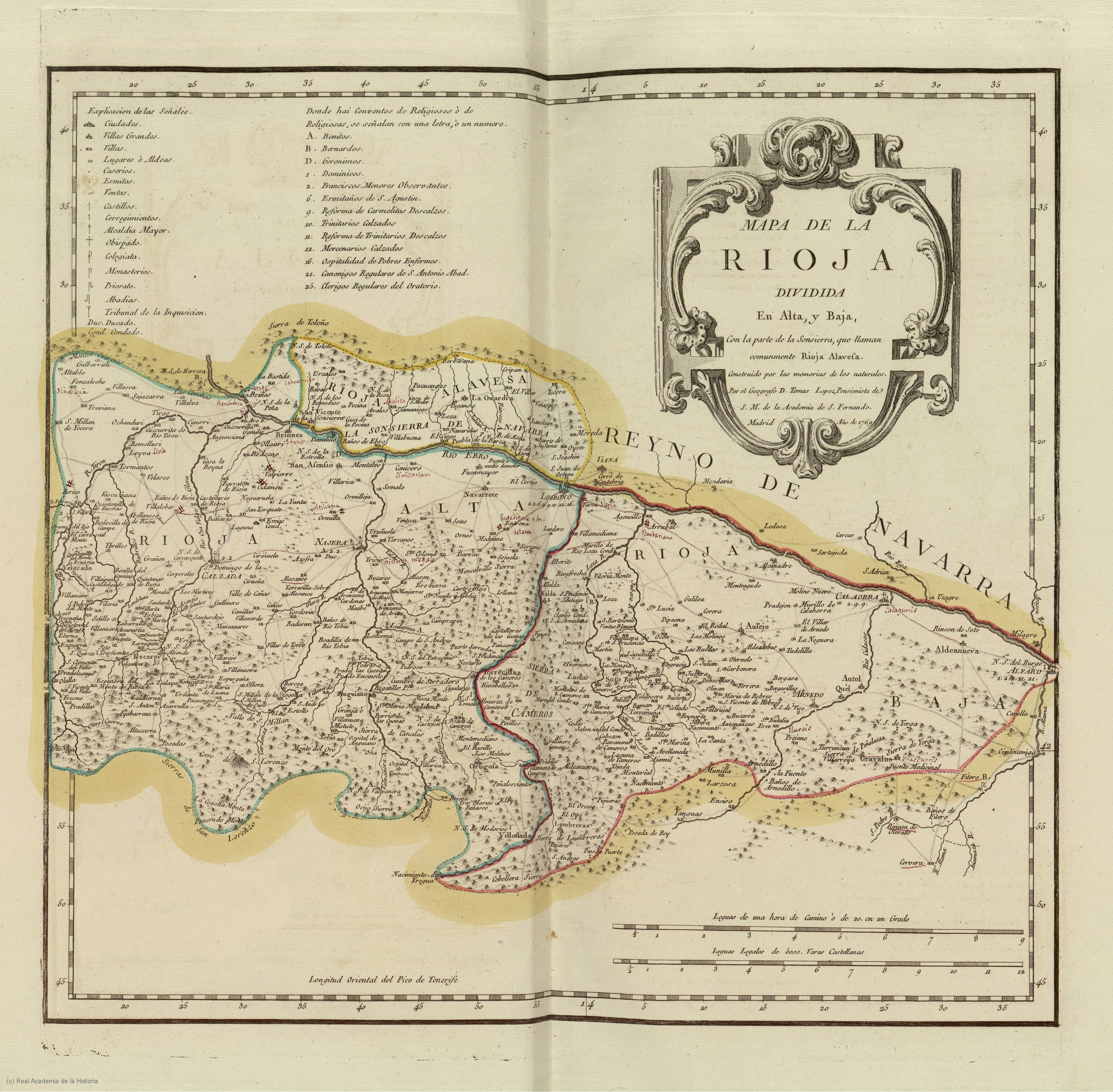
Mapa de La Rioja dividida en Alta y Baja, realizado por Tomás López en el año 1769.

En el siglo XVIII, tras la guerra de Sucesión y la llegada de los Borbones a España, se realizó la división del territorio español al modo francés en 18 circunscripciones llamadas intendencias, buscando de esta manera mejorar la administración del estado. Hasta ese momento, España era un país atomizado, dividido por antiguos señoríos y legislaciones locales entre otras figuras, sin una estructura que permitiera gobernar de manera eficiente. La Rioja quedaría asignada a las recién creadas intendencias de Burgos y Soria principalmente. Desde La Rioja se empezaron a escuchar quejas como consecuencia de la mencionada organización territorial y voces que reivindicaban un marco administrativo, de los que se habían creado en la época, propio para la región. Estas demandas fueron especialmente provenientes de la Real Sociedad Económica de La Rioja, la cual era una de las sociedades de amigos del país fundadas en el siglo XVIII; de un grupo de representantes de los municipios riojanos llamado Junta General de La Rioja y de varios ilustrados riojanos. Estas reivindicaciones presentaban un marcado discurso identitario. Estas organizaciones demandaban según sus propias palabras la «reunificación territorial de La Rioja». Otras acciones como la misiva de 66 folios realizada por el ilustrado riojano Martín Fernández de Navarrete y titulada "Carta de un Riojano a un señor diputado en cortes" tendrían el mismo objetivo. En ella se alegaban criterios étnicos, económicos, históricos y geográficos en defensa del mencionado propósito. En 1809, durante la guerra de la independencia, los riojanos se organizaron en la Junta de Rioja, la cual era un territorio político prácticamente autónomo con sede en Soto en Cameros desde el que se hacía frente al invasor, consiguiendo así la unión del territorio. Fue disuelta en 1811 para volver a dividir la región. Esto acrecentó aún más las reivindicaciones riojanas y en 1812 se celebró la Convención de Santa Coloma, en la que representantes de los municipios riojanos se reunieron para remitir a las cortes de Cádiz una nueva demanda provincialista riojana. Las reclamaciones serían satisfechas durante el Trienio Liberal, en la división provincial de España de 1822, al dotar a La Rioja de una administración provincial propia, aunque bajo la denominación de provincia de Logroño debido al acuerdo por el cual la mayoría de ellas debían adoptar los nombres de sus capitales, lo que supuso la supresión de su nombre histórico de La Rioja –que era el tradicional del territorio– y su sustitución por el de Logroño. En relación con esto, uno de los documentos de la época que da constancia del mencionado suceso dice así: «En la sesión de cortes celebrada este día se ha declarado a la Rioja por provincia independiente bajo la denominación de provincia de Logroño y por capital a esta ciudad». Sin embargo, la reacción absolutista de Fernando VII, en 1823, provocó la eliminación de las disposiciones liberales, entre ellas la división provincial española, por lo cual, La Rioja se quedaría nuevamente sin provincia. El 30 de noviembre de 1833, con la división de España en provincias de Javier Burgos, basada en la división territorial realizada durante el Trienio Liberal, se obtiene de forma definitiva la unidad administrativa. España quedaría dividida en 49 provincias, institucionalizándose políticamente otra vez La Rioja como una de ellas, aunque nuevamente bajo la denominación de provincia de Logroño. Esto se debió a que si bien en 1826 —año en el cual se comenzó a plantear este nuevo proyecto de división administrativa española— ya se pretendía recuperar el nombre histórico de La Rioja para la provincia, dicho término, junto con el de Asturias, fue suprimido en algún momento de la tramitación del mismo. Por ello Asturias y La Rioja adoptarían las denominaciones de sus capitales, conservándose únicamente los de las cuatro provincias forales, es decir, las vascas y Navarra. Fue el propio Javier de Burgos quien al parecer suprimió el nombre tradicional de La Rioja, sustituyéndolo por el de Logroño. De esta manera concluiría una reivindicación histórica que reclamaba la reunificación de La Rioja. Se instauraron 9 partidos judiciales.
En el año 1980, recuperó su nombre de La Rioja, que tantas veces se había podido leer en la documentación desde la Edad Media.Para su oficialización, se solicitó un estudio histórico y dictamen de la Real Academia de la Historia, que fue afirmativo al cambio. No obstante, el nombre nunca había llegado a perderse, puesto que los habitantes de la provincia siguieron llamándose riojanos y diferenciando Logroño, su capital, de La Rioja, el conjunto del territorio. También los medios de comunicación y algunas instituciones provinciales, eran riojanos o de La Rioja y no logroñeses (el periódico La Rioja fundado en 1889, el Diario de La Rioja fundado en 1900, el Instituto de Estudios Riojanos fundado en 1946 etc..).
Se conformó en comunidad autónoma uniprovincial durante la transición a la democracia, después de múltiples movilizaciones de sus ciudadanos que reivindicaban la autonomía,y tras un rechazo de sus habitantes a ser integrada en otra región, fuera Castilla y León, como proponía UCD, o en un país Vasco-Navarro, como proponía PSOE y PC. El Estatuto de Autonomía se firmó el 9 de junio de 1982, después de un proceso electoral en el que 172 de los 174 municipios riojanos votaron a favor de la decisión autonomista.Pasando a celebrarse a partir de ese año en esa fecha el Día de La Rioja.

## Prehistoria

### Periodo de los dinosaurios
Desde el Carbonífero Superior hasta la base del Jurásico, la región riojana permaneció emergida excepto durante el Triásico Medio.

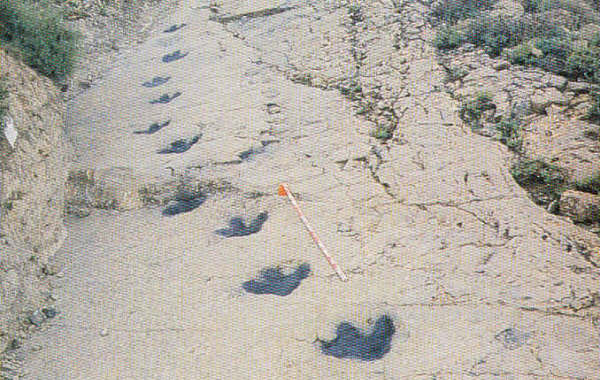
Yacimiento de icnitas de Valdeté.

Durante el periodo Cretácico Inferior la zona geográfica de Cameros formó parte de una llanura encharcada que se desecaba periódicamente, dejando atrás zonas fangosas en las que las huellas de dinosaurio quedaban marcadas a su paso. Con el tiempo éstas se secaban y cubrían con nuevos sedimentos cuyo peso prensaba las capas inferiores, haciéndolas solidificar en rocas con el paso de millones de años. La erosión ha ido desgastando las capas superiores haciendo visibles muchas de estas formaciones rocosas, permitiendo observar las icnitas (pisadas fósiles). La Rioja destaca por el número y conservación de estos yacimientos, haciéndola según los expertos, uno de los territorios paleontológicos más importante del mundo, amén de los que se encuentran en la zona norte de Soria, tales como Yanguas, Santa Cruz de Yanguas y otras localidades de Tierras Altas.
En La Rioja se encontraron por primera vez dos nuevas especies de trilobites: Riojaia perezi y Urbionia felixi.

### Edad de Piedra

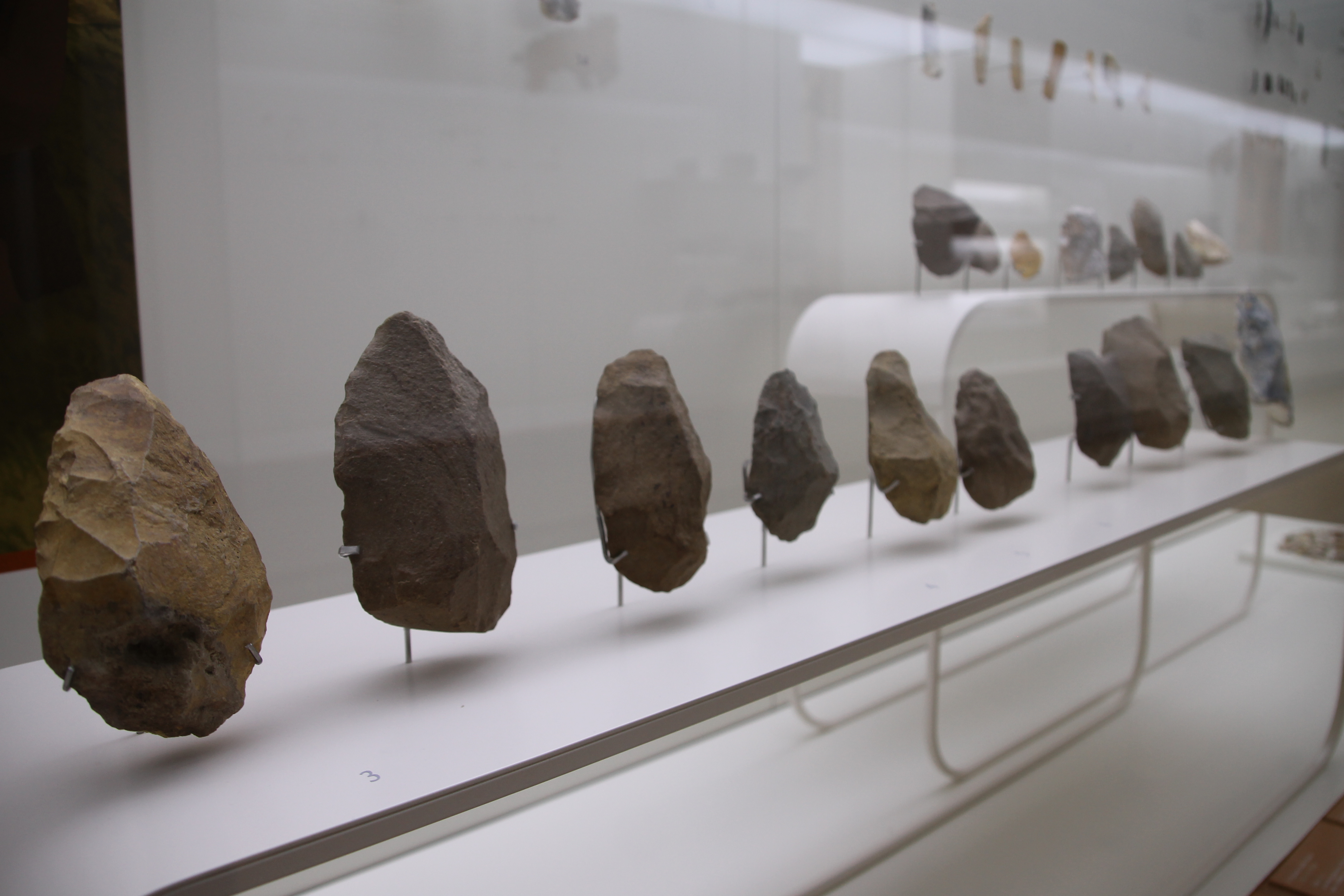
Bifaces del paleolítico inferior (500.000 a. C.) procedentes del Villar de Torre, en el Museo de La Rioja.

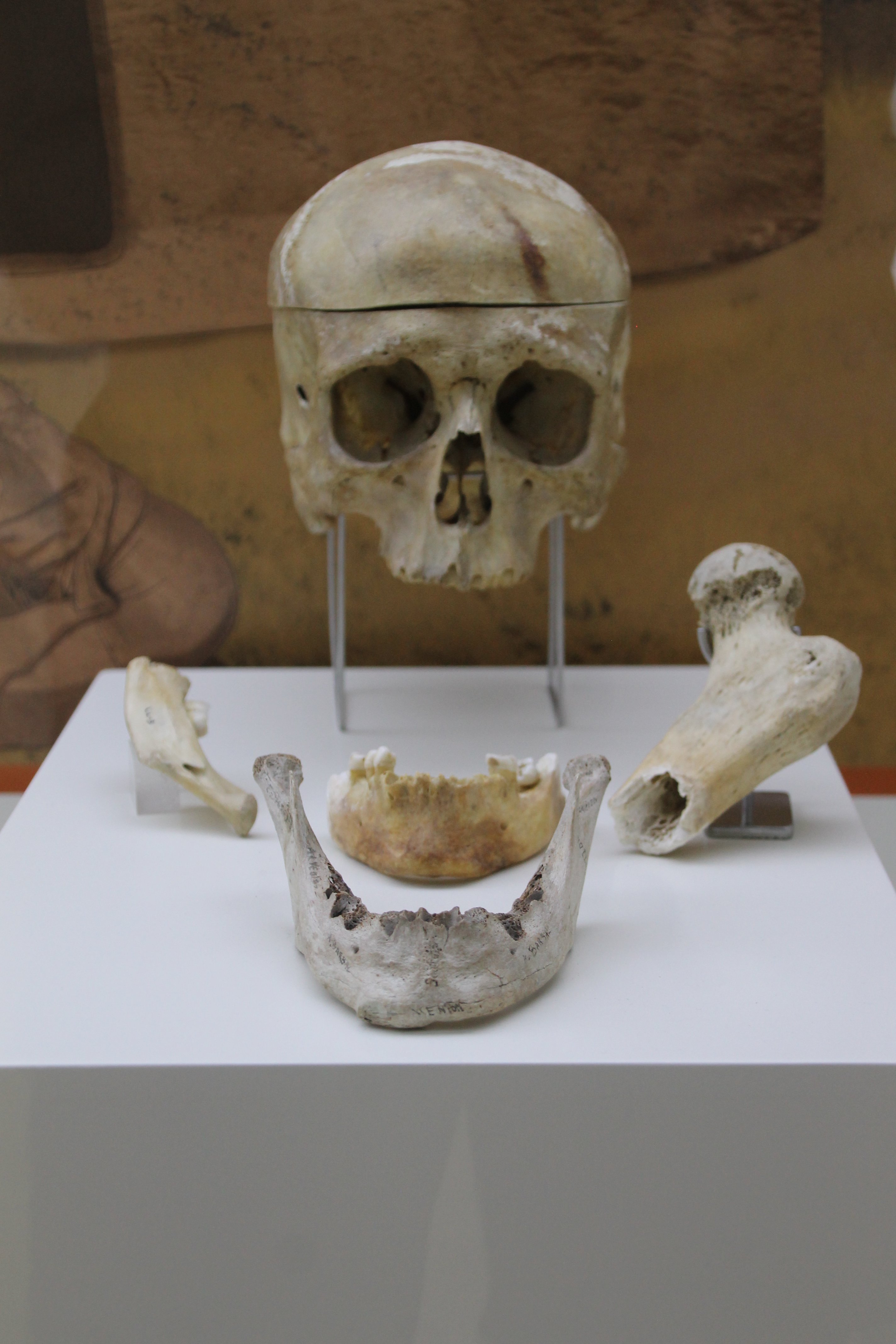
Restos neolíticos hallados en Torrecilla de Cameros datados hacia el 5.100 a. C. en el Museo de La Rioja.

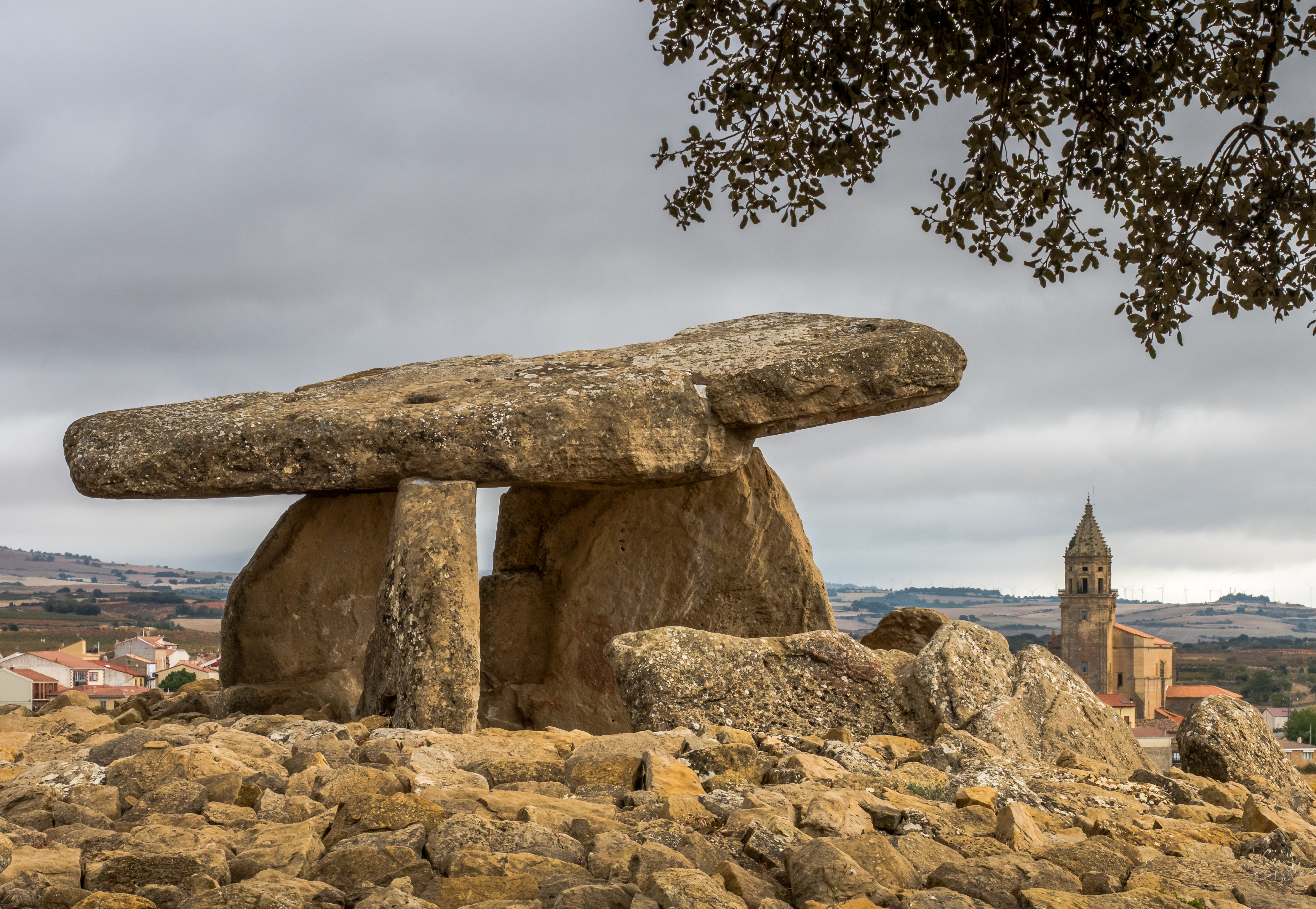
Dolmen en Elvillar (Rioja Alavesa).

Las primeras citas sobre prehistoria riojana en el Paleolítico se remontan a 1866 con las excavaciones de Luis Lartet en la cueva de Peña Miel en Nieva de Cameros. La primera presencia humana en La Rioja data de hace unos doscientos mil años, durante el paleolítico Inferior (hace 1.700.000 años), documentada abundantemente en los yacimientos del valle del río Cárdenas y en las terrazas del Najerilla, y perteneciente a la cultura Achelense. El hombre de Neanderthal ocupó la Sierra de Cameros y la comarca de Calahorra. Los principales sepulcros neolíticos de Cameros son de difícil acceso y localización, no están señalizados y por lo tanto no se pueden visitar, salvo en compañía de expertos. También hay presencia de dólmenes neolíticos en Trevijano, San Vicente de la Sonsierra y zonas de la Rioja Alavesa.
Se hallan distintos asentamientos del paleolítico medio en Calahorra, Villar de Torre y Badarán. Destacan "los yacimientos de cueva Cristales y cueva Drólica en Sarsa de Surta y los monumentos megalíticos de La Capilleta y Pueyoril en las proximidades de Paúles de Sarsa". Se suma el arte rupestre de la cueva de Peña Miel en Nieva de Cameros.
Del paleolítico superior "existen restos en Logroño (Monte Cantabria), Santa Engracia de Jubera, Arnedo, Villarroya y Brieva de Cameros".
En el 6.000 a. C. se comienza el neolítico en La Rioja con el yacimiento de la Cueva Lóbrega en Torrecilla en Cameros. Destacan "los dólmenes de Viguera, Nalda, Torrecilla, Almarza, Montalvo y Trevijano", además dólmenes de la Laguardia por la Rioja Alavesa.

## Edad de los Metales

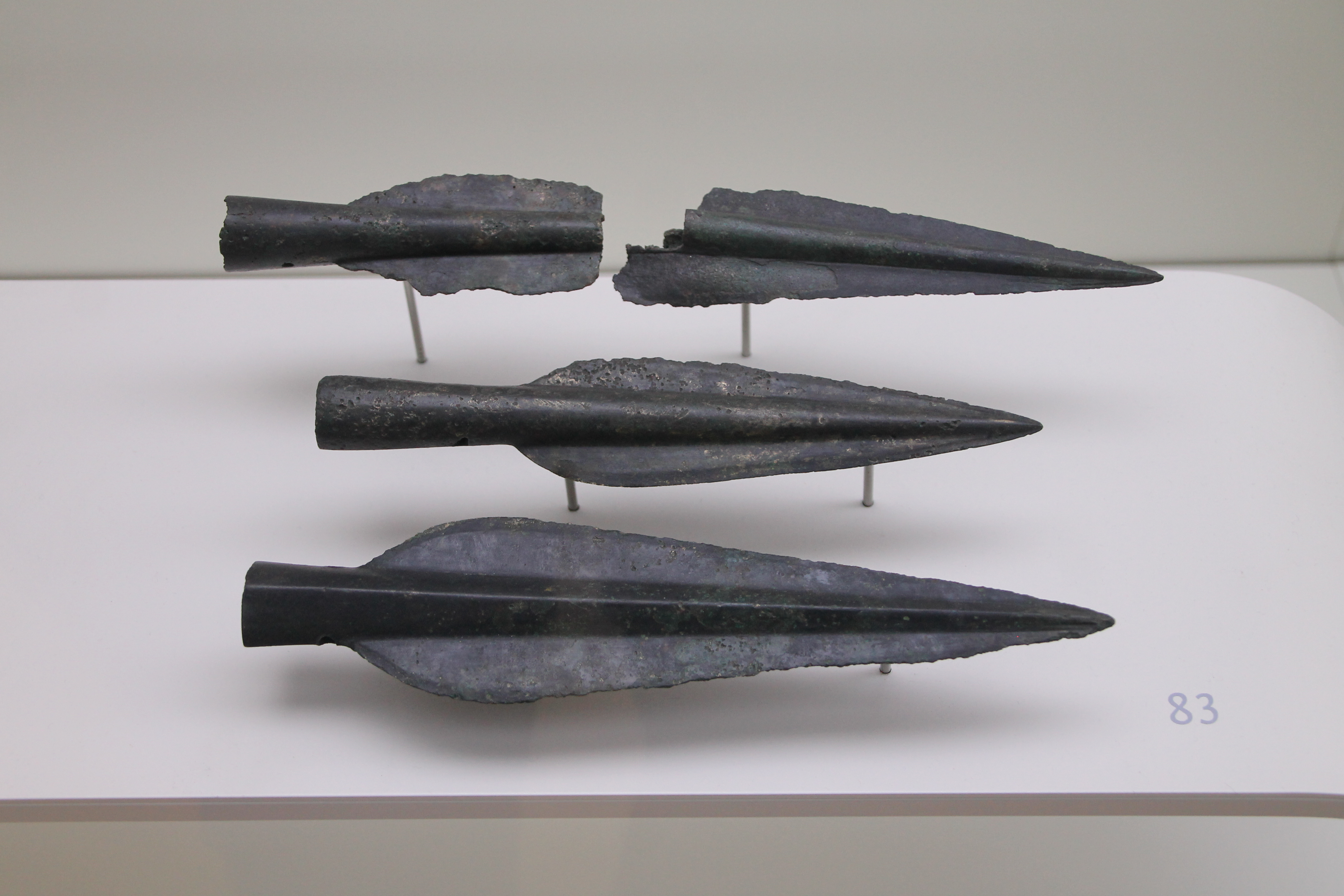
Lanzas y regatones de bronce hallados en Los Cascajos, Grañón, datados hacia el 1.100 a. C., en el Museo de La Rioja.

A partir de restos arqueológicos de artesanía siderúrgica de metales como oro se da comienzo a la Edad del Cobre en el 2.500 y 1.500 a. C. (aunque en La Rioja apenas aparece este nuevo material). Este periodo se mezcla con el yacimientos megalíticos del periodo neolítico de Agoncillo y Rincón de Soto.
La Edad del Bronce es mejor conocida con el megalitismo descubierto en La Rioja, así como con el enterramiento colectivo de la Atayuela de Agoncillo. En torno a 1800 a. C. surge la primera metalurgia del bronce; la del hierro, en el siglo VIII a. C. Surgiendo poblados estables en Partelapeña en El Redal, Cerro Sorbán en Calahorra, Eras de San Martín en Alfaro, el Raposal en Arnedo, y Santa Ana en Entrena.
La revolución de la Edad del Hierro comienza en La Rioja por el siglo VIII a. C., donde se encuentra "una sociedad plenamente desarrollada que vive de la agricultura y la ganadería en poblados estables".

## Historia Antigua

### Primer milenio antes de cristo, Berones, vascones y pelendones

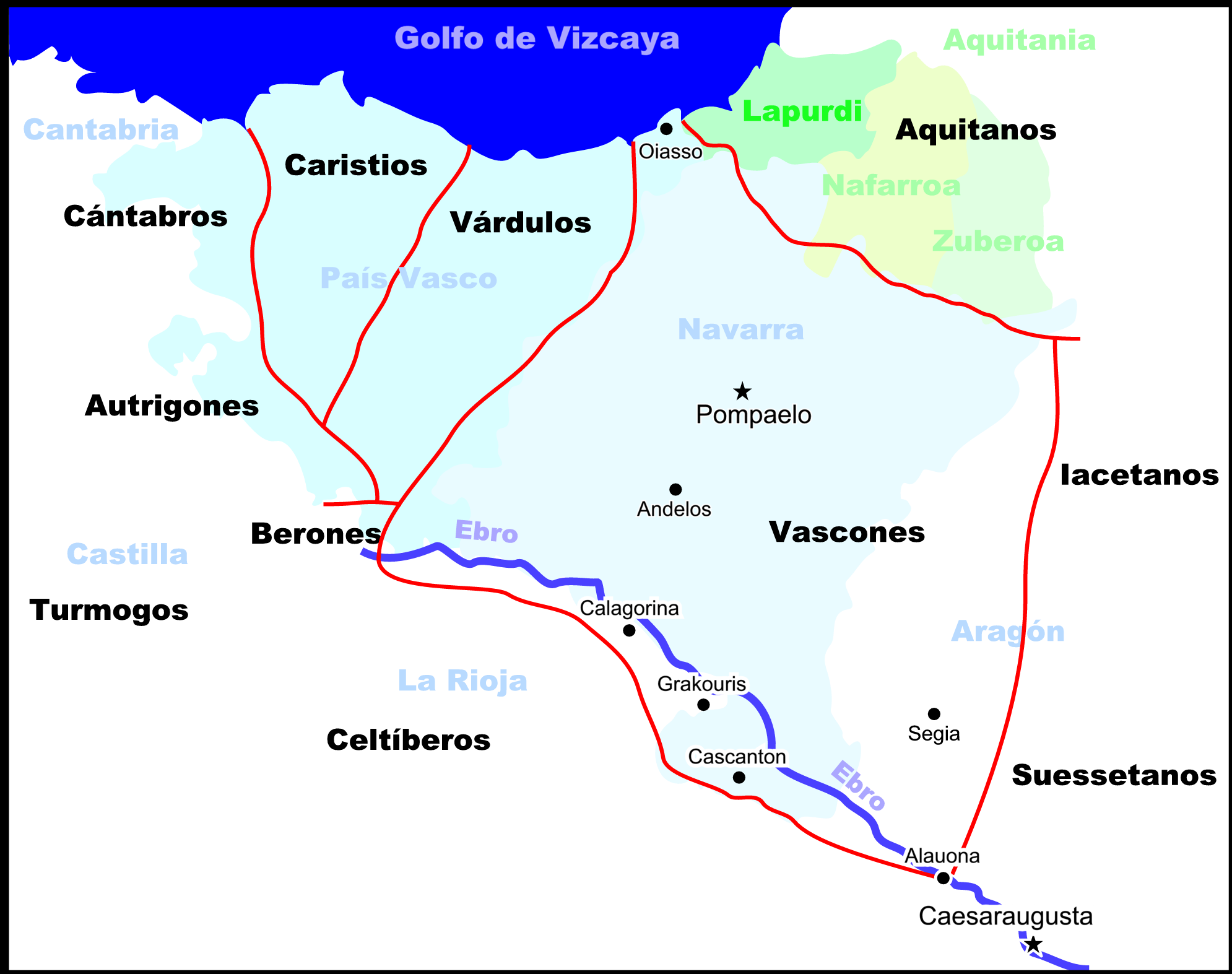
Distribución de las diferentes tribus antiguas.

A principios de la Edad de Hierro, existían en la zona asentamientos indoeuropeos de tipo hallstático. Se conservan algunos restos datados en el siglo X a. C. Sin embargo hay que tener cautela a la hora de identificar la cultura material de un grupo con su etnia. Sin duda, diferentes pueblos, de distintas raíces, podían adoptar los mismos tipos cerámicos, construcciones, etc. Y esto es importante pues hay indicios de que en La Rioja poblaron desde muy antiguo pueblos no indoeuropeos, en concreto pueblos vascoides. Tales indicios se basan entre otras cosas en la antroponimia vasca de las estelas del Alto Cidacos de la zona riojano-soriana.
Posteriormente con la llegada de los romanos ya tenemos las primeras referencias textuales de los pueblos que habitaban La Rioja en esas épocas.  
Los berones se encontraban en el Valle del Ebro preferentemente por la Rioja Alta, los vascones por la Rioja Baja en el Ebro y en las cuencas bajas de sus afluentes, y los pelendones en las zonas de sierra. 
Los principales asentamientos berones fueron Vareia (capital de facto situada en los alrededores de Logroño), Oliva (actual Herramélluri), Tritium (actual Tricio).

La principal ciudad vascona de las que se documentan en La Rioja fue Calagurris (probablemente un exónimo ya que esta denominación se registra en los autores grecolatinos); sería mejor denominarla Calagorri como consta en fragmento cerámico de una pieza del taller del calahorrano Gaius Valerius Verdulius, el cual, sin duda, sabía como sus paisanos calahorranos denominaban a su ciudad mejor que los escritores grecolatinos, los cuales no la pisaron nunca. La otra ciudad vascona de La Rioja fue Graccurris/Gracouri, localizada en las actuales eras de San Martín de Alfaro. Los pelendones ocuparon, entre otros, el asentamiento de Contrebia Leucade, situado en la actual Aguilar del Río Alhama.

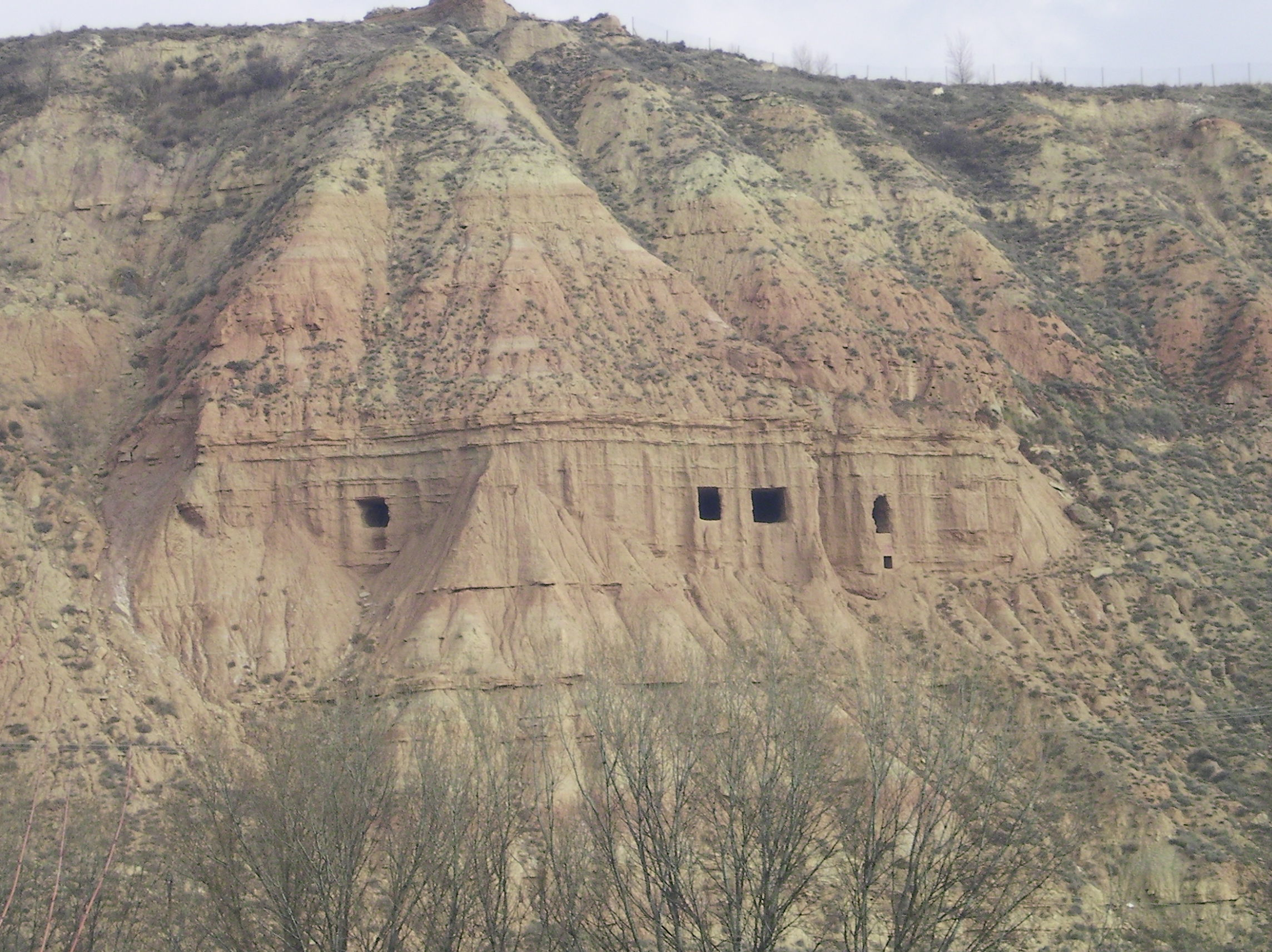
Ciudad de Cantabria.

La ciudad celtíbera de Cantabria es el nombre sui generis dado a un importante yacimiento protohistórico ubicado al sur del término o paraje denominado Cerro de Cantabria en Logroño. El sustrato arqueológico ha sido objeto de atención por los eruditos desde el siglo XVII y contiene restos de extensos períodos que abarcan la Edad del Hierro II en el siglo IV a. C., la Romanización de Hispania, la época visigótica y la Edad Media durante los siglos XII y XIII, es decir, aproximadamente 1.500 años. El cultivo de la vid llega a La Rioja a través de los romanos, los fenicios y los primitivos celtíberos.

### Romanización

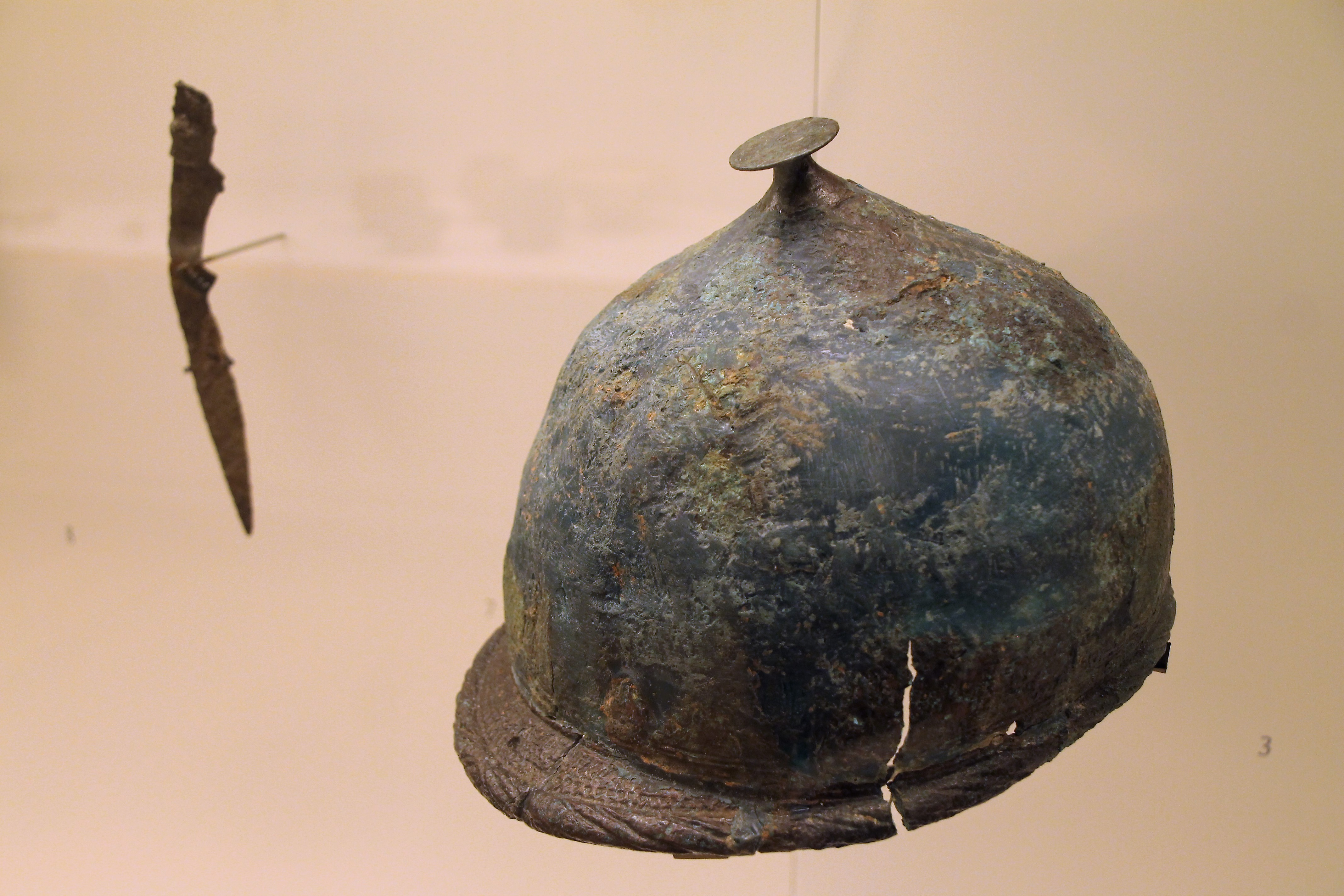
Casco de tipo montefortino y cuchillo afalcatado del yacimiento de la Azucarera, Alfaro (s. II-I a. C.).

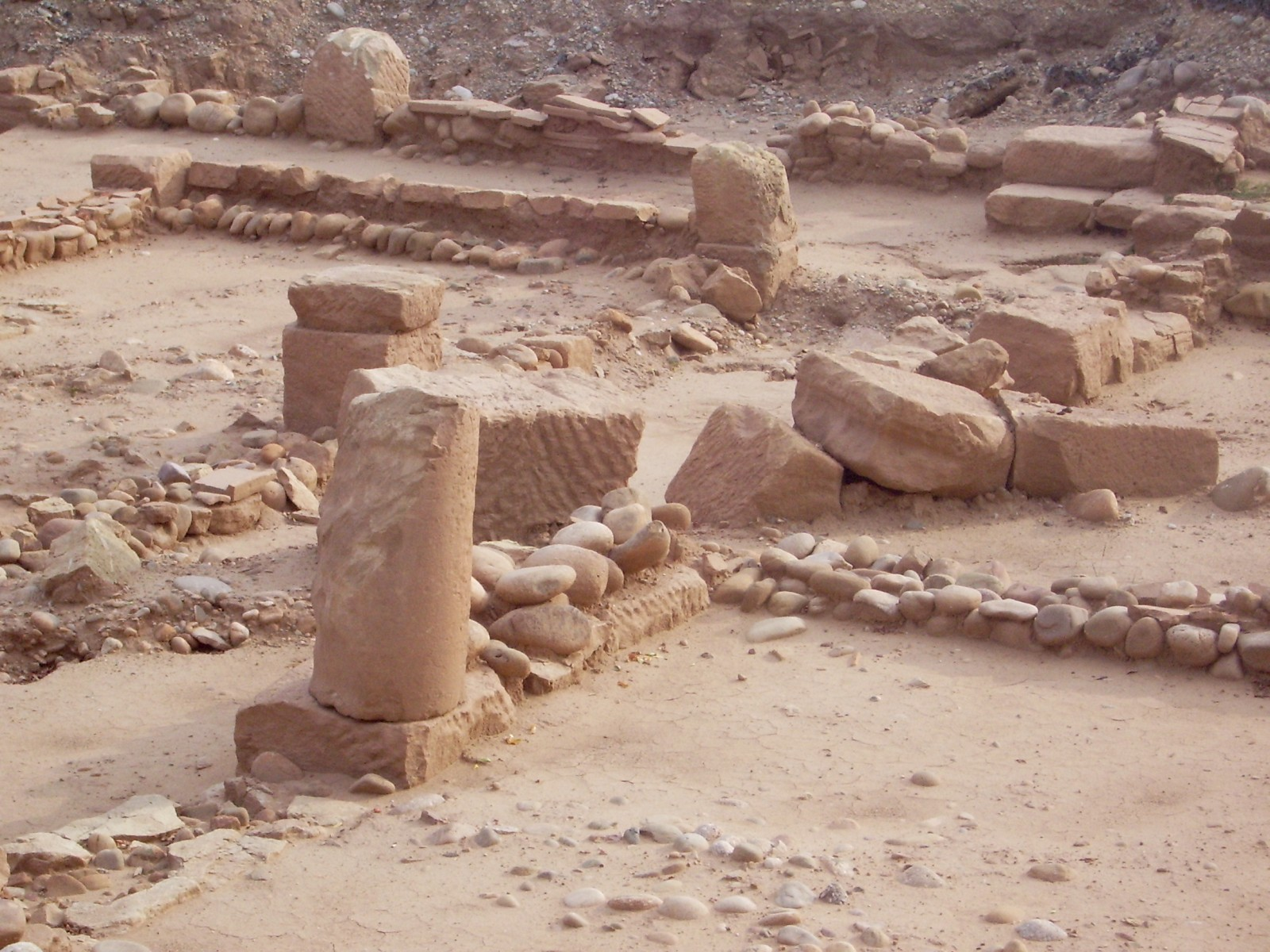
Restos romanos de Varea (Vareia).

Los romanos, debido a las guerras púnicas contra los cartagineses, se ven empujados hacia la península ibérica, encontrándose en Ampurias en el 218 a. C. El 193 a. C., Catón el Viejo atacaba a los pueblos celtíberos del valle del Ebro. En el 187 a. C. se documenta una batalla cerca de Calagurris donde los celtíberos eran derrotados por M. Acinio. Sin embargo, nunca en los textos se dice que Calagurris sea una ciudad celtíbera. Desde el principio se la nombra como vascona.
En el 179 a. C., Tiberio Sempronio Graco fundaba Gracurris (la actual Alfaro) sobre otra ciudad previa, Ilurcis. Graccurris, como Calagurris, en los textos grecolatinos, aparece desde el principio como vascona.

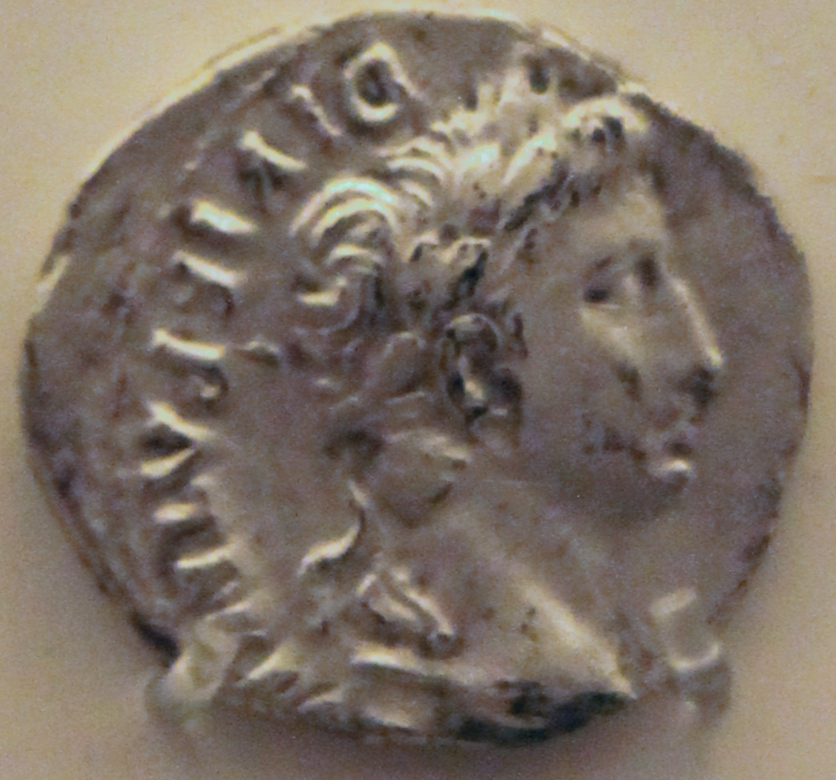
Denario de Augusto (2 a. C. - 14 d. C.) en el Museo de La Rioja.

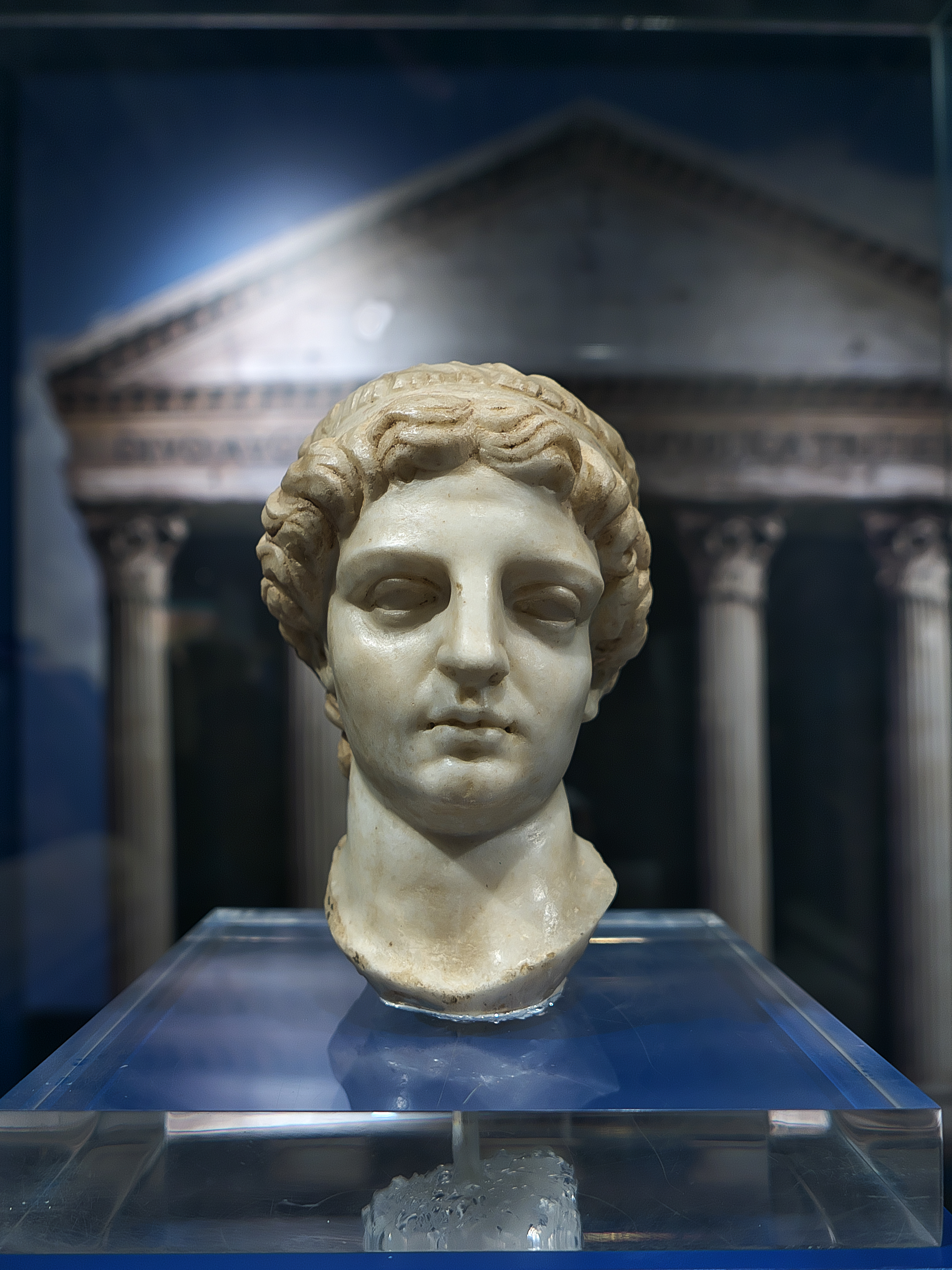
Escultura de Minerva del (Museo de la Romanización) encontrada en el Yacimiento de la Clínica, Calahorra.

Hispania no fue ajena a las disputas políticas y militares de los últimos años de la República Romana, cuando Quinto Sertorio se enfrentó al partido de los aristócratas encabezado por Sila en 83 a. C. Sertorio arrasó Vareia el 76 a. C. sometiendo a los berones. Pompeyo conquista Calagurris y Gracurris en el 74 a. C.
Sobre la base de obras como el Anónimo de Rávena o el Itinerario Antonino y los restos encontrados, se deduce que existieron en La Rioja largas redes de comunicaciones, muchas de ellas comunicaban con Vareia. Estas fueron vigiladas por legiones romanas, siendo algunas la Legio VII Gemina (que crearía León)), la Legio VI Victrix o la Legio IV Macedónica.
El Senado Romano dividió Hispania en dos provincias, Citerior, la más próxima a Roma y la Ulterior, la más lejana, quedando el territorio de La Rioja en la Citerior. Posteriormente César Augusto reforma la administración provincial subdividiendo en conventus. La Rioja quedaría dentro del Caesaraugustano en la provincia Tarraconense.
Las costumbres romanas se implantan en el territorio, encontrándose algunos ejemplos de arquitectura romana en Calagurris, Cihuri y Vareia. De la primera procede el retórico y pedagogo Quintiliano. 
La zona era un importante eje comercial, tanto terrestre (por las calzadas), como fluvial (el Ebro era navegable hasta Varea), siendo uno de sus mayores exponentes el comercio de cerámica de terra sigillata, donde destacaba la fabricación en Tritium Magallum. Derivado de la importancia del comercio, se crearon en la zona dos importantes cecas, una en Calagurris y otra en Gracurris.
La religión cristiana se va introduciendo, proveniente de profetizaciones que llegaban desde la desembocadura del Ebro a finales del siglo II. Siendo ejemplo de la implantación de la religión en Calagurris, la actual veneración en Calahorra a los santos Emeterio y Celedonio, legionarios romanos. 
Por el Edicto de Milán En el año 313 se permite libertad de culto en el Imperio Romano. En el siglo IV se crea la diócesis de Calahorra.

## Edad Media
La Edad Media es un período de la historia europea que transcurrió desde la desintegración del Imperio Romano de Occidente, en el año 476 (siglo V) y la entrada de los visigodos en la Península, hasta el siglo XV con la caída de Constantinopla en 1453.
Al inicio de esta época varias zonas de la actual Rioja eran repobladas por vascones, hablándose el euskera en algunas de ellas, en especial en la Rioja Alta como queda evidenciado en su toponimia.

### Las invasiones germánicas y el reino visigodo

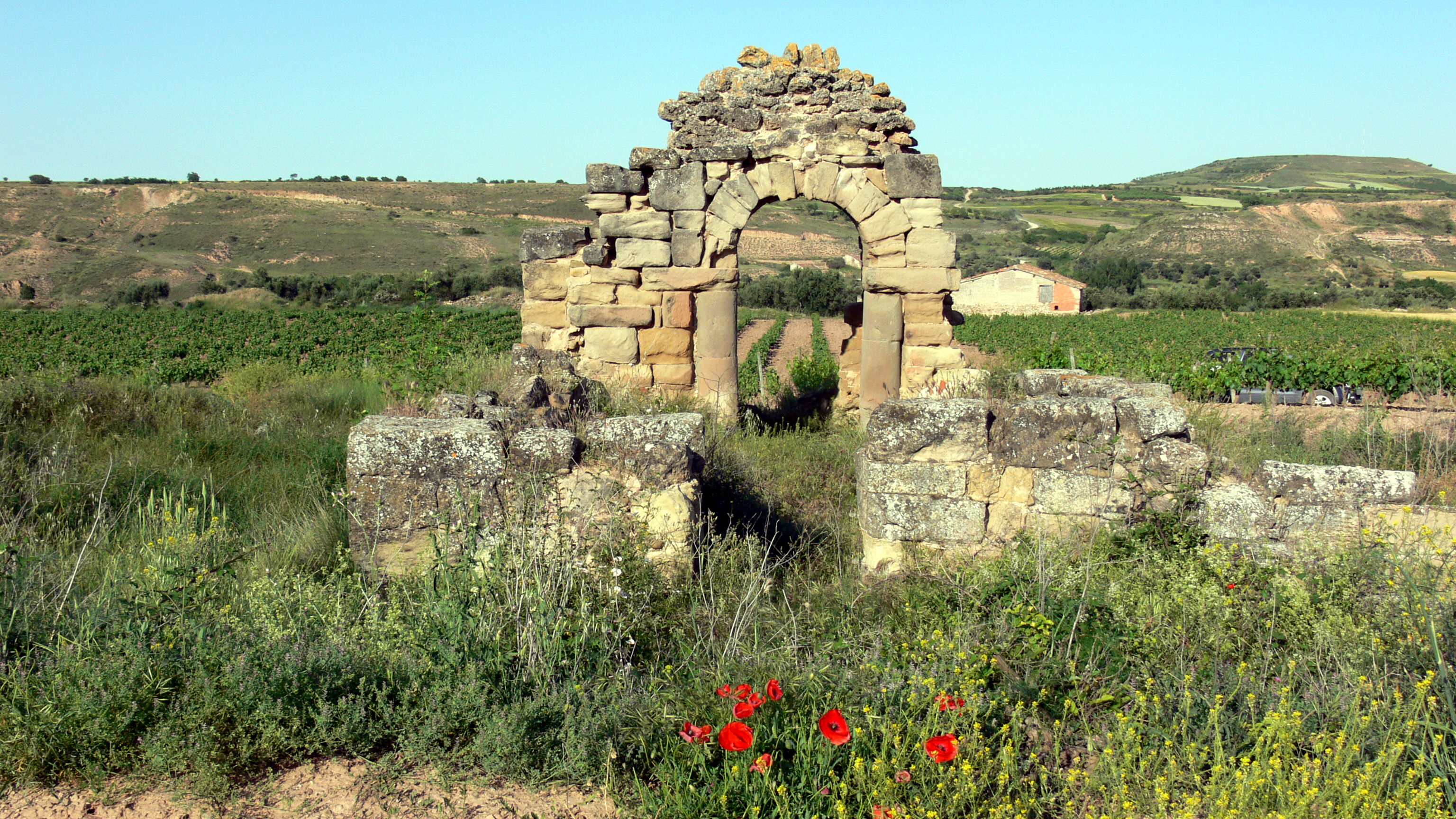
Ruinas visigodas de la ermita de Santa María de Rute en Ventas Blancas.

En el 409 vándalos, suevos y alanos entran en la península ibérica cruzando los Pirineos.
En el 416 los visigodos penetran como aliados de Roma, derrotando a los alanos y a cierta parte de los vándalos. Aunque en el 418 se los recoloca en la Aquitania, este abandono llevó a los suevos a ocupar buena parte de la península, con capital en Emérita Augusta, la actual Mérida. Tal acción impulsó al Imperio Romano a pedir nuevamente a los visigodos, a través de su rey Teodorico II, la ayuda precisa para controlar Hispania. Las tropas visigodas cruzan los Pirineos y en el 456 capturan al rey Requiario, quedando el resto de los suevos en lo que hoy se conoce como Galicia. El resto de la península pasa a manos visigodas con capitalidad en Tolosa (Toulouse, actual Francia). Las oleadas de conquista se sucederán con posterioridad, pero ahora para ocupar espacios donde domina todavía el Imperio Romano.
En el año 476, los visigodos ya se habían asentado en la península ibérica y en el 490 termina el grueso de las migraciones desde el norte. Véase Hispania Visigoda.
En esta época los textos mencionan uno de los primeros castillos documentados en la región, el castillo de Bilibio, donde hacia el año 500 habitaba el ermitaño Felices.
El ermitaño Millán se reúne con una asamblea cántabra en Amaya, para comunicarles que ha tenido una visión sobre la destrucción de la ciudad de Cantabria por el rey Leovigildo. Sus palabras no fueron tenidas en cuenta y Amaya, Cantabria y Monte Cildá fueron destruidas por las tropas de Leovigildo en el 574.
En el 574 fallece Millán que llegaría a ser santo patrón de Castilla, de Navarra y copatrón de España. Fue el creador de uno de los centros monásticos más importantes de la Edad Media, situado en la zona de San Millán de la Cogolla, lugar donde fue enterrado y donde se construiría el Monasterio de San Millán de Suso.

### Incursiones musulmanas

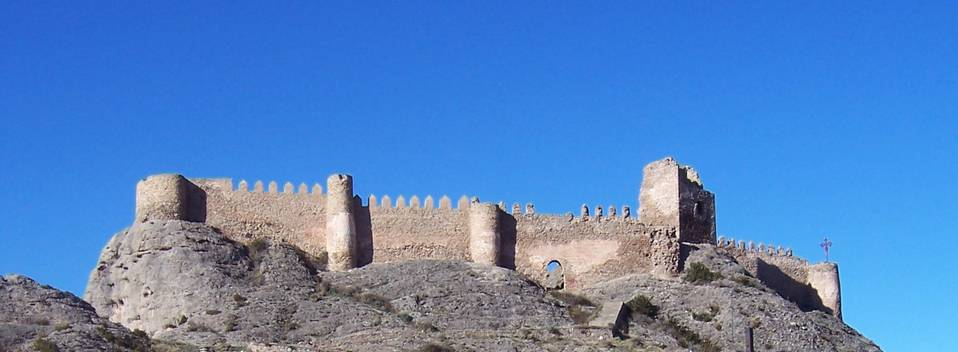
Castillo de Clavijo.

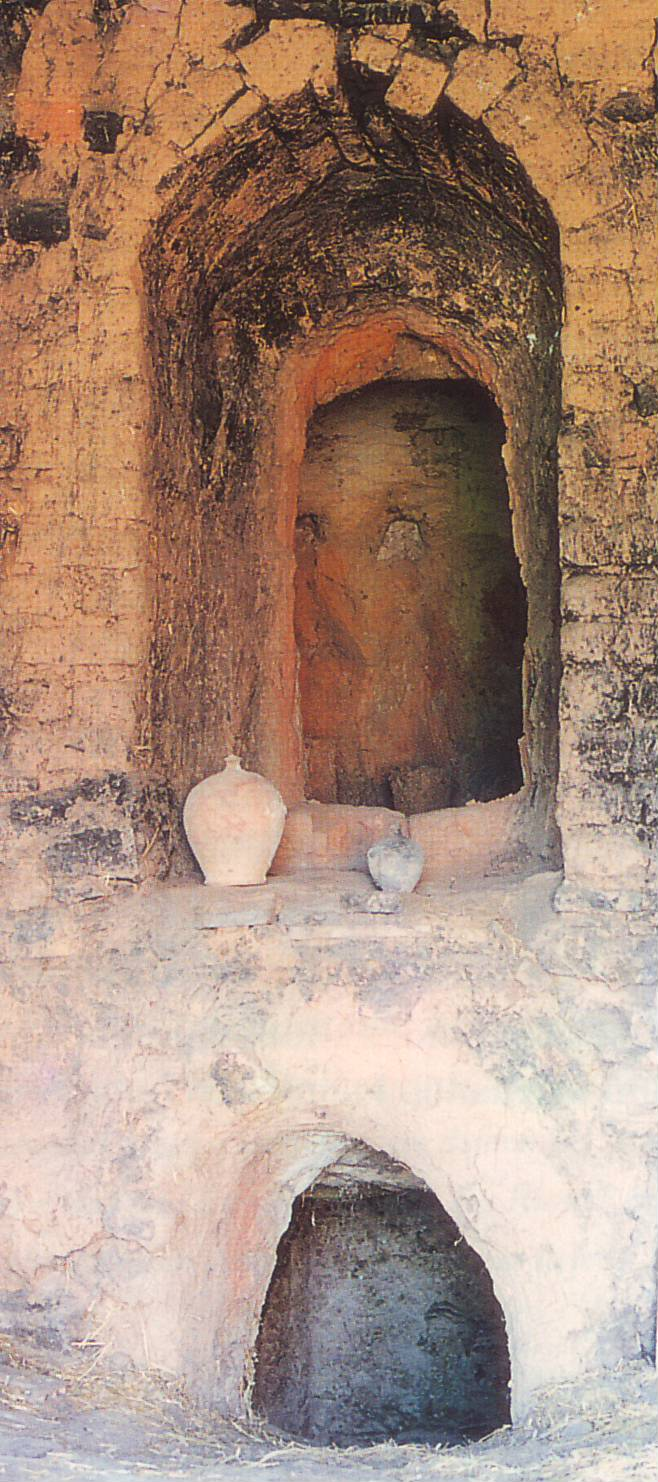
Horno alfarero árabe en Navarrete.

En el 711 se produce la Invasión musulmana de la península ibérica.
Los judíos ayudan a los musulmanes en su penetración, las principales comunidades judías se asentaron en: Alfaro, Cornago, Arnedo, Jubera, Logroño, Nájera, Leiva, Briones y Haro.
Los musulmanes comandados por Táriq penetraron en La Rioja por Alfaro en 714, aprovechando las vías romanas y ocupando el llano de Ebro. Ante esta amenaza, en 717, se fortificaron los accesos a los ríos Tirón, Ebro, Najerilla, Cidacos y Alhama. 
La invasión hizo huir de su sede al prelado de la diócesis de Calahorra y alrededor del año 714 se trasladó a San Millán de la Cogolla que acogió la Sede episcopal.
En el 755 Alfonso I de Asturias asoló el valle del Ebro llegando por la Bureba y Pancorbo, y permaneció en la zona hasta que fue reconquistado por Abderramán I en el 759, que confirmó su autoridad en 781.
Los Banu Qasi contaban en La Rioja con varios enclaves para defenderse de las acometidas cristianas en los siete valles de los ríos que afluyen al Ebro, siendo estos los castillos de Castro Bilibio, Sajazarra, Leiva, Grañón, Nájera, Clavijo, Viguera, Arnedo, Cervera, Cornago y, más tarde, Albelda.
En el 822 el emir Al-Mundir de Córdoba entró en La Rioja desde Zaragoza subiendo por el Ebro, para intentar en la batalla de Cellorigo, hacerse con el castillo defendido por Vela Jiménez sin conseguirlo. El año siguiente volvió a intentarlo sin éxito.
En la batalla de Clavijo en el año 844 Ramiro I de Asturias venció a Abderramán II gracias a la aparición del Apóstol Santiago. 
Musa ibn Musa se enfrentó a tropas asturianas y gasconas cerca del 852 en Albelda resultando vencedor. En el 859, apoyado por Ausejo y Albelda entre otras, lucharon en la fortaleza que estaba construyendo en Albelda contra Ordoño I de Asturias resultando vencedor este último. Estas fueron las llamadas Batallas de Albelda.
Muhammad ibn Lubb, hijo de Lubb ibn Musa y nieto de Musa ibn Musa, hizo la paz con Córdoba y volviéndose contra sus parientes les arrebató Zaragoza. Pero no podía mantenerla por lo que la entregó al emir y se limitó a sus dominios en La Rioja apoyándose en las plazas de Tarazona, Tudela y Arnedo por oriente y Viguera y Nájera por occidente.
El castillo de Arnedo fue reconstruido y usado como fortificación defensiva por los musulmanes. Fue uno de los castillos más importantes de la región.

## La Reconquista

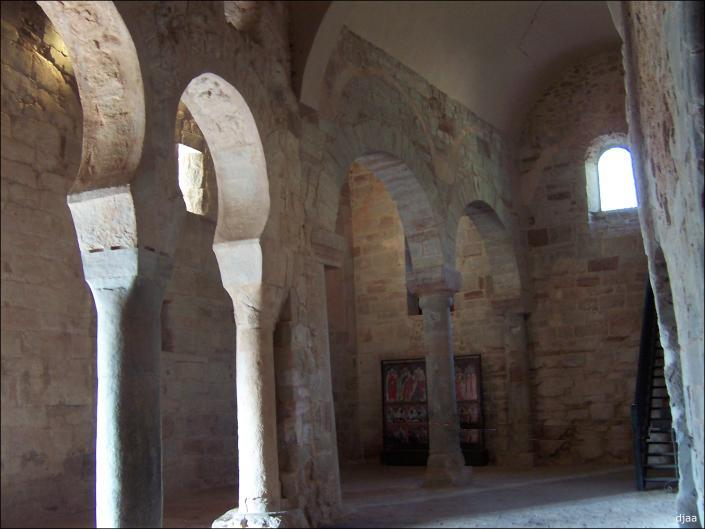
Arcos de herradura en el monasterio de San Millán de la Cogolla.

En el año 899 los reyes de León se apoderan de plazas occidentales y realizan restauraciones de los castillos de Nájera y Viguera, llegando incluso hasta la villa de Borja, cuna de los Banu Qasi, lo que despertaría la conciencia reconquistadora.
La presencia musulmana en la zona del río Oja y Tirón será breve; en la del río Iregua y Cameros termina a principios del siglo X; en cambio en Alfaro y Calahorra permanecerán los Banu Qasi durante varios siglos.
Pancorbo y Cellorigo pasarán a ser cristianas en 870, Ibrillos y Oca en 875, Grañón en 899.
El siglo IX se caracterizó por la fortificación. El Obispo don Sancho funda el fuerte de Pazuengos y Alfonso III refuerza las murallas de Grañón y Alcocero.
La riqueza económica de la zona y la existencia de calzadas romanas suscitaba interés.
A la muerte de Alfonso III su hijo García somete Nájera llegando hasta Calahorra, pero muere en Arnedo y retornan las posesiones a los musulmanes.

### Sancho Garcés I de Pamplona. 905-925
En el 923, Sancho Garcés I de Pamplona conquistó Nájera y Ordoño II Viguera, cediéndosela este a Sancho. Más tarde ambos conquistaron Calahorra, quedándosela también el primero a cambio de que Sancha de Pamplona, hija de Sancho Garcés, casara con Ordoño II.
Reconquistada La Rioja, Sancho Garcés I se la cedería (excepto la Rioja Baja que se perdió) a su hijo García Sánchez I para que aprendiera a ser un buen rey y le descargara de las tareas de gobierno bajo la tutela de su tío Jimeno Garcés. De esta manera, nacería el Reino de Nájera.

### García Sánchez I de Nájera y Pamplona. 925-970

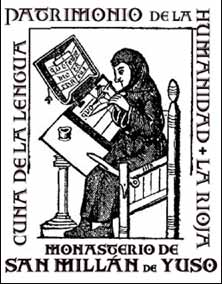
Escritorio de San Millán

A la muerte de Sancho Garcés I, el 10 de diciembre de 925 y encontrándose su hijo García Sánchez de seis años viviendo en Nájera, tomó la regencia Jimeno Garcés, hermano de Sancho. Al morir Jimeno el 29 de mayo del 931, se provocó una crisis por el control de la tutoría, hasta que por intervención de su madre la reina Toda y a la mediación de Abderramán III, la situación quedó controlada. Asimismo con la muerte de su padre, García Sánchez I, que ya reinaba en Nájera, heredaría también los territorios de Pamplona. Mantuvo la sede de la corte en Nájera en lugar de desplazarla nuevamente a Pamplona. Este reino se llamaría Reino de Nájera-Pamplona.
En 953 da junto a su madre Toda al monasterio de San Martín de Albelda la villa de Bagibel, situada en los montes de Cameros, primera vez que aparece escrita esta denominación geográfica. Tras la expulsión de los musulmanes con la toma de Calahorra, el Monasterio de San Millán cuenta con la protección de los reyes de Pamplona. En el 959 es consagrada la iglesia de Suso y se cuenta con la seguridad suficiente para reemprender la tarea del scriptorium o escritorio, iniciado muy pronto por los monjes de San Millán
En 961 tomó parte en las disputas entre el condado de Castilla y el Reino de León y apresó a Fernán González, conde de Castilla. Por estos acontecimientos le otorgan las tierras del curso alto de Najerilla con el monasterio de San Millán de Suso.
En 966, el monarca pamplonés pierde las tierras de Calahorra y el valle del Cidacos a manos de los Sarracenos.
Antes del 943 casó en segundas nupcias con Teresa, hija del rey Ramiro II de León, fruto de cuya relación nacería Ramiro para quien crearía el Reino de Viguera adjunto al Reino de Nájera-Pamplona. Este comprendía probablemente los márgenes del Leza y el Iregua hasta Ajamil de Cameros, además de Almarza de Cameros, Albelda con su monasterio y Alberite.
Murió el 22 de febrero de 970 siendo sepultado en el pórtico de la pequeña iglesia de San Esteban, en el castillo de Monjardín.

### Sancho Garcés II de Nájera y Pamplona. 970-994
Sancho Garcés II es el primero del que existe constancia escrita de que se denominara "Rey de Navarra" con motivo de la donación de la villa de Alastué realizada al monasterio de San Juan de la Peña en 987:

"reinando Yo, D. Sancho, rey de Navarra, en Aragón, en Nájera y hasta Montes de Oca ..."

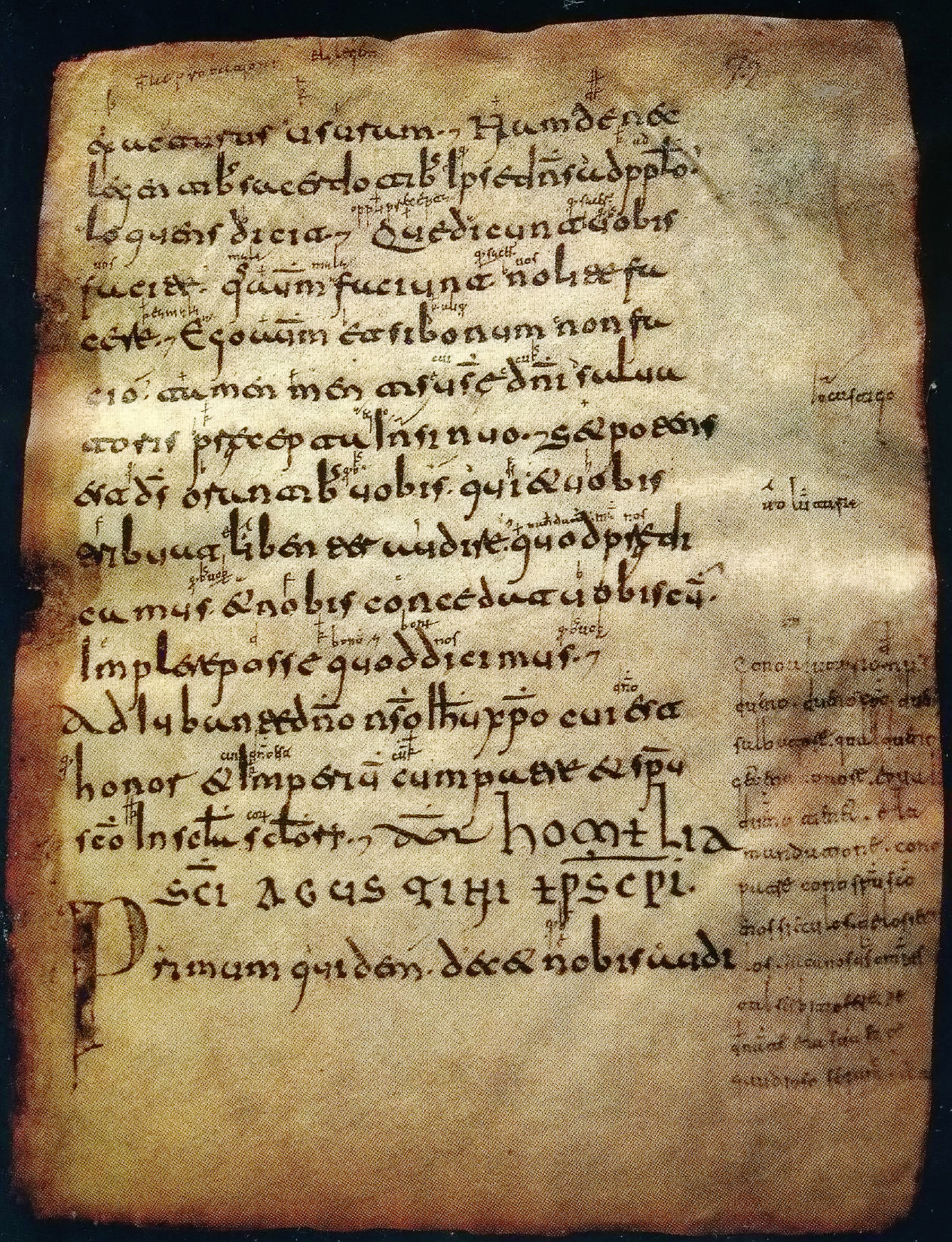
Página 72 del Códice Emilianense 60. Se aprecia la glosa al margen.

Sancho Garcés II de Pamplona en el 972 llevó a cabo la repoblación del monasterio de San Andrés de Cirueña.
Durante su reinado se escribieron dos códices de máxima importancia histórica, el Códice Albeldense de 976 y el Códice Emilianense de 992, siendo este último una copia del anterior con algunos añadidos.

### García Sánchez II de Nájera-Pamplona. 994-1000
García Sánchez II de Pamplona sube al trono tras la muerte de su padre y comienza un periodo de luchas que le llevó a atacar Calatayud. Almanzor respondió luchando contra él en varias ocasiones. En junio del año 1000 en la batalla de Cervera, Almanzor ganó aunque con algunas dificultades, ascendiendo posteriormente por el río Najerilla para saquear en 1002 el Monasterio de San Millán de Suso.

### Sancho Garcés III de Nájera-Pamplona. 1000-1035
Con Sancho Garcés III el Mayor, el Reino de Pamplona alcanzó su mayor extensión, abarcando casi todo el tercio norte peninsular, desde Astorga a Ribagorza. Sancho III fue el gran impulsor de la ciudad de Nájera, convirtiéndola en la capital del primer Imperio Hispánico. En ella celebró Cortes y le otorgó el fuero de Nájera, origen de la legislación navarra. Durante su reinado construyó en Nájera una ceca, donde se acuñó la que algunos autores consideraron la primera moneda de la Reconquista con su efigie y la palabra IMPERATOR en su anverso y NAIARA junto a una cruz en el reverso, aunque actualmente, y al tratarse de un ejemplar único, se considera una emisión del reinado de Alfonso VII de León. Dicha moneda actualmente es considerada posterior a Sancho el Mayor, y las afirmaciones que sostenían que se intituló imperator carecen de fundamentación.
Favoreció las peregrinaciones a Santiago de Compostela, estableciendo albergues y hospitales, y convirtiendo a la ciudad en punto clave de la ruta jacobea del Camino de Santiago.
En 1010 contrajo matrimonio con Munia, hija del conde de Castilla Sancho García. Este acercamiento entre ambos reinos facilitó que se repartieran La Rioja en 1016.
Tras su muerte correspondió al primogénito, García Sánchez III, el Reino de Pamplona y la gestión personal de los territorios patrimoniales de Nájera y Pamplona, así como la hegemonía política sobre los demás, cuya administración se encargó a sus demás hijos: Fernando I de Castilla, Ramiro I de Aragón y Gonzalo Sánchez. El testamento paterno no fue respetado y cada hijo se hizo dueño de los territorios que le fueron concedidos en administración entablándose disputas territoriales entre ellos.

### García Sánchez III de Nájera-Pamplona. 1035-1054

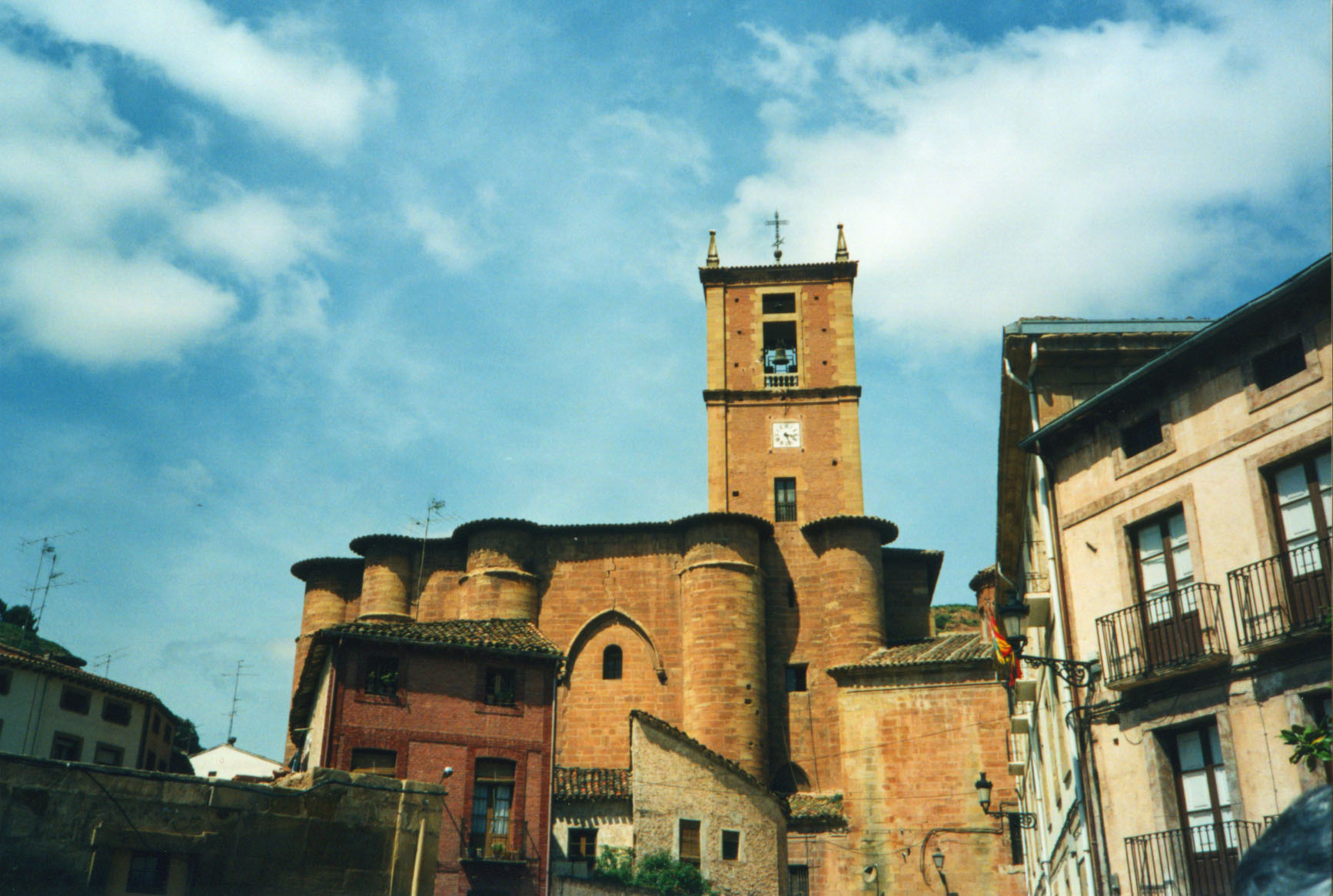
Monasterio de Santa María la Real de Nájera.

Llamado el de Nájera por haber nacido y estar enterrado en la ciudad, además de por haber favorecido mucho a la dicha ciudad.
En 1037, su hermano Fernando I de Castilla solicita su ayuda para combatir a su cuñado Bermudo III de León cerca del Pisuerga, este se la presta, combatiendo los dos hermanos juntos contra el monarca leonés en la batalla de Tamarón, siendo vencido y muerto el último descendiente directo de Don Pelayo. Fernando, en agradecimiento le otorgó prácticamente todo el territorio vasco, con lo que casi todo el centro-norte de la Península quedó bajo supervisión de Nájera.
Aprovechando la debilidad de los reinos de taifas, se dedicó a aumentar sus dominios con buen éxito, logrando conquistar Calahorra de forma definitiva en el 1045. Además empezó a ofrecer a estos sus servicios o su neutralidad mediante una política de parias, cuyos ingresos fueron destinados para mejorar o crear centros eclesiásticos, entre ellos el Monasterio de Santa María la Real de Nájera fundado en 1052 (que pasaría a ser sede episcopal de la diócesis de Calahorra hasta 1079) y el Monasterio de San Millán de Yuso mandado construir en 1053.
Para fortalecer su poder en la zona de Calahorra, colocó varias tenencias en Autol, Quel y Arnedo, cubriendo la retaguardia con los castillos de Ocón y Clavijo.
Debido al reparto de las tierras castellanas estalló la lucha con su hermano Fernando I de Castilla, muriendo García de Pamplona en la batalla de Atapuerca.

### Sancho Garcés IV de Nájera-Pamplona. 1054-1076
Sancho Garcés IV de Pamplona fue nombrado rey en la batalla de Atapuerca tras morir en esta su padre.
Tuvo que soportar varios conflictos por las tierras de Castilla, aún en poder del reino de Pamplona, por lo cual se veía obligado a mantener permanentemente las fronteras bien aseguradas. 
Las pretensiones expansionistas de Sancho II de Castilla "el Fuerte" le llevaron a atacar a Sancho Garcés para ocupar Pancorbo, invadió las riberas del Ebro, cruzándolo por Logroño, llegando hasta Viana y Mendavia, provocándose la llamada Guerra de los Tres Sanchos (1067), en la que el rey de Pamplona contó con la ayuda de Sancho Ramírez de Aragón, resultando el navarro vencedor. 
Culminó las obras de Santa María la Real de Nájera. En este monasterio se celebró en 1067 un concilio en el que se acuerda la sustitución del rito mozárabe por el rito romano.
En 1074 se acuerda la paz y se celebran vistas en San Millán, donde se acuerda paso libre para los peregrinos.
Lo asesinó en Peñalén (actual Funes) su hermano Ramón, que lo precipitó por un barranco durante una cacería.

### Alfonso VI de León y Castilla. 1076-1109

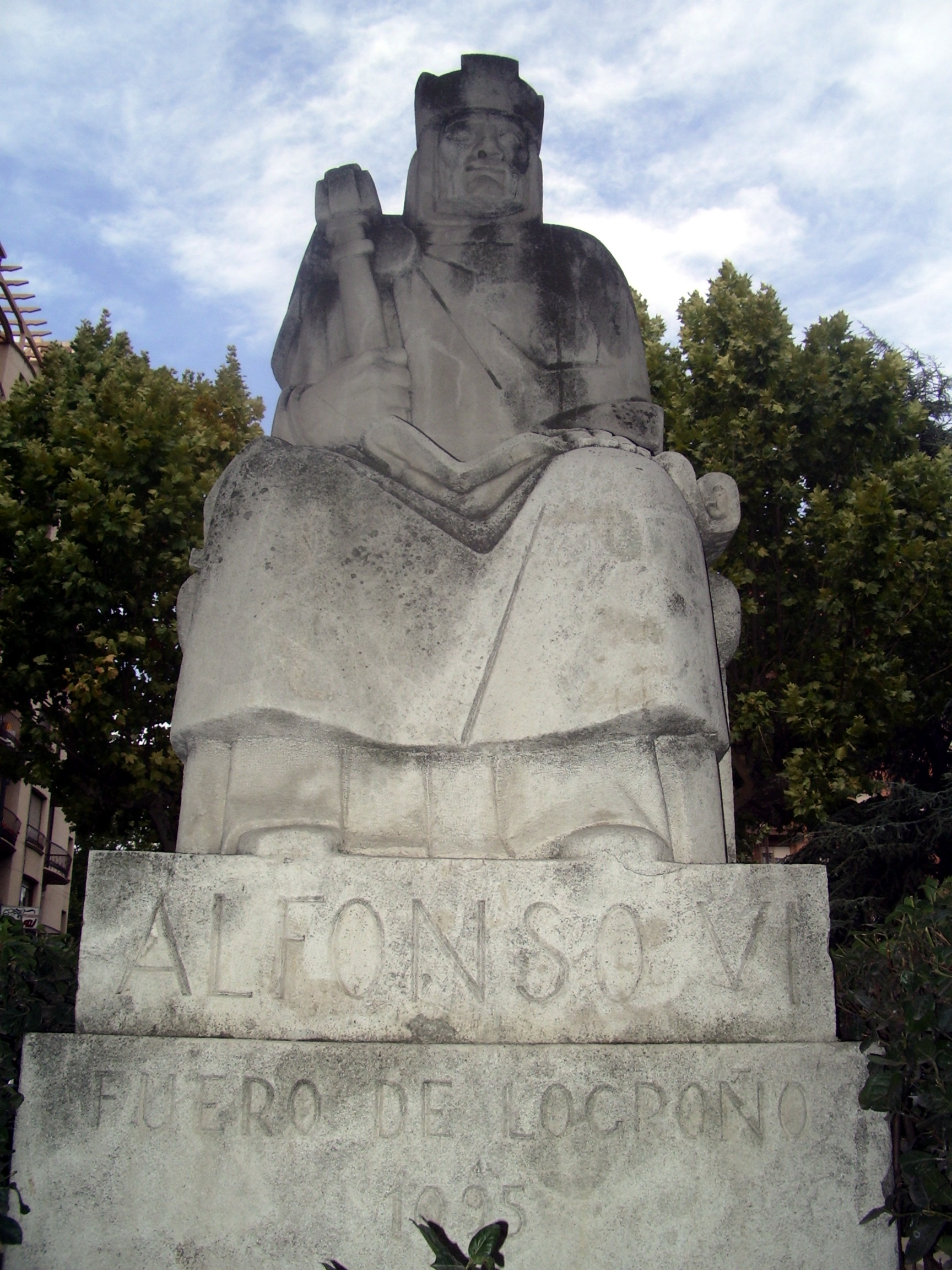
Monumento al Fuero de 1095, otorgado por Alfonso VI.

Cuando Sancho Garcés IV falleció la nobleza de Vizcaya, Álava, Rioja y la familia real, reconocieron a Alfonso VI de Castilla como rey, mientras que la nobleza navarra prefirió a Sancho Ramírez de Aragón, poniéndose así fin a la vinculación con el Reino de Pamplona quedando el territorio riojano anexionado al Reino de Castilla. El título de Rey de Nájera pasaría a formar parte de la intitulación regia castellana y el reino seguiría existiendo durante más tiempo, como un estado diferenciado en el conjunto de los que regían los monarcas castellanos.
Puso el territorio riojano en manos de García Ordóñez conocido como Crespo de Grañón.
Alfonso VI, viendo que el desarrollo del Camino de Santiago contribuía a su proyecto de castellanización de la zona, se hizo partidario de Domingo García conocido como Santo Domingo de la Calzada, visitándole en el 1090 y responsabilizándolo de las obras viarias que se realizaban a lo largo del camino. En esos momentos, Domingo, había iniciado ya la construcción de un templo dedicado al Salvador y Santa María en Santo Domingo de la Calzada. Además Alfonso VI reparó todos los puentes que había entre Logroño y Santiago de Compostela, lo que permitió el auge comercial de la zona y la llegada de inmigrantes, llegándose a crear importantes juderías en Haro, Navarrete, Nájera, Briones, Grañón, Albelda, Logroño, Calahorra, Arnedo, Alfaro y Cervera.
Para acrecentar la población de tan estratégico enclave, Alfonso VI concede el Fuero de Logroño en el año 1095, que pasaría de ser una aldea perteneciente a San Millán de la Cogolla, a una villa de realengo con una artesanía y comercio crecientes. Este fuero fue esencial ya que a partir de él se redactaron la mayoría de fueros de la zona. En este texto se hace referencia también al ataque por parte de Rodrigo Díaz de Vivar "el Cid Campeador", a la ciudad, fruto de su rencilla particular con el conde García Ordóñez.

#### Primeras menciones escritas en las cuales se documenta la existencia de un territorio llamado La Rioja (SigloXI)
Las primeras referencias escritas en las cuales se documenta la existencia de un territorio llamado La Rioja datan del siglo XI. Así pues, en el fuero de Miranda de Ebro de 1099 se encuentra una de las primeras menciones a esta tierra escrita como Rioga y Riogam, pronunciándose como Rioja y Riojam. En otros documentos posteriores, el nombre aparece latinizado y transcrito de diferentes formas como por ejemplo Riuum de Oiha y Rivo de Oia en el cartulario de Santo Domingo de la Calzada de 1150, Rivo de Ogga en un documento del Monasterio de Cañas de 1191, Rivodoia en un documento de la catedral de Calahorra de 1239, Rioija en otro en la Concatedral de la Redonda de 1293 o Rioxa en el libro de Behetrías de 1352, grafía popularizada especialmente a partir del siglo XVII. En sus orígenes, el término designaba el espacio entre las cuentas de los ríos Oja y Tirón, que era donde se situaba La Rioja primigenia, para después irse expandiendo paulatinamente durante la Edad Media al ser utilizado para nombrar a un territorio mucho mayor, como consecuencia de acontecimientos políticos y sociales ocurridos en la época medieval. De esta forma, acaba nombrándose como La Rioja a toda la región que conforma el nacimiento curso y fin de siete ríos con sus valles (Tirón, Oja, Najerilla, Iregua, Leza, Cidacos y Alhama) que va desde el Tirón por el oeste, hasta el Alhama por el este y la cual en la actualidad conforma una región autónoma española.
No hay estudios sobre como y porqué sucedió esta expansión territorial, pero todo parece indicar que fue fundamental la fundación de la ciudad de Santo Domingo de la Calzada en el siglo XI, así como la existencia en el medievo de diversas instituciones riojanas civiles y eclesiásticas, como fueron la merindad de Rioja o el arciprestazgo de Rioja en el siglo XIII, las cuales tenían como cabeza a esta localidad.La fusión de la merindad de Rioja con otras merindades anexas, pero conservando el nombre de esta, fue uno de los sucesos que pudieron permitir el comienzo de la expansión del concepto Rioja hacia un espacio geográfico mayor. A finales de la Edad Media, la mencionada merindad se transformó en un corregimiento, el corregimiento de Rioja, que abarcaba ya un amplio territorio. No obstante, es a partir de este momento cuando empiezan a aparecer referencias escritas en las cuales se mencionan como riojanas localidades ajenas al propio corregimiento.
Los habitantes de la región se llamaban riojanos y así eran conocidos, de manera que el documento más antiguo encontrado en el que aparece el gentilicio riojano data de comienzos del siglo XIII. Así se autodenomina un arcipreste de la diócesis de Calahorra llamado Martino Pascasii. Aparece escrito como “ archiprestibero riogeñ”, abreviatura esta que debemos completar leyendo “riogensi”, es decir, riojano.
Por otra parte, las primeras menciones cartográficas en las cuales aparece La Rioja se documentan desde el XVII (con la grafía Rioia en un mapa de 1662), si bien no será hasta el siglo XVIII cuando se publiquen los primeros mapas de la región en solitario, siendo realizado el primero de ellos por Tomás López de Vargas en 1769 y titulado mapa de La Rioja dividida en Alta y Baja.

### Urraca de León y Castilla. 1109-1126

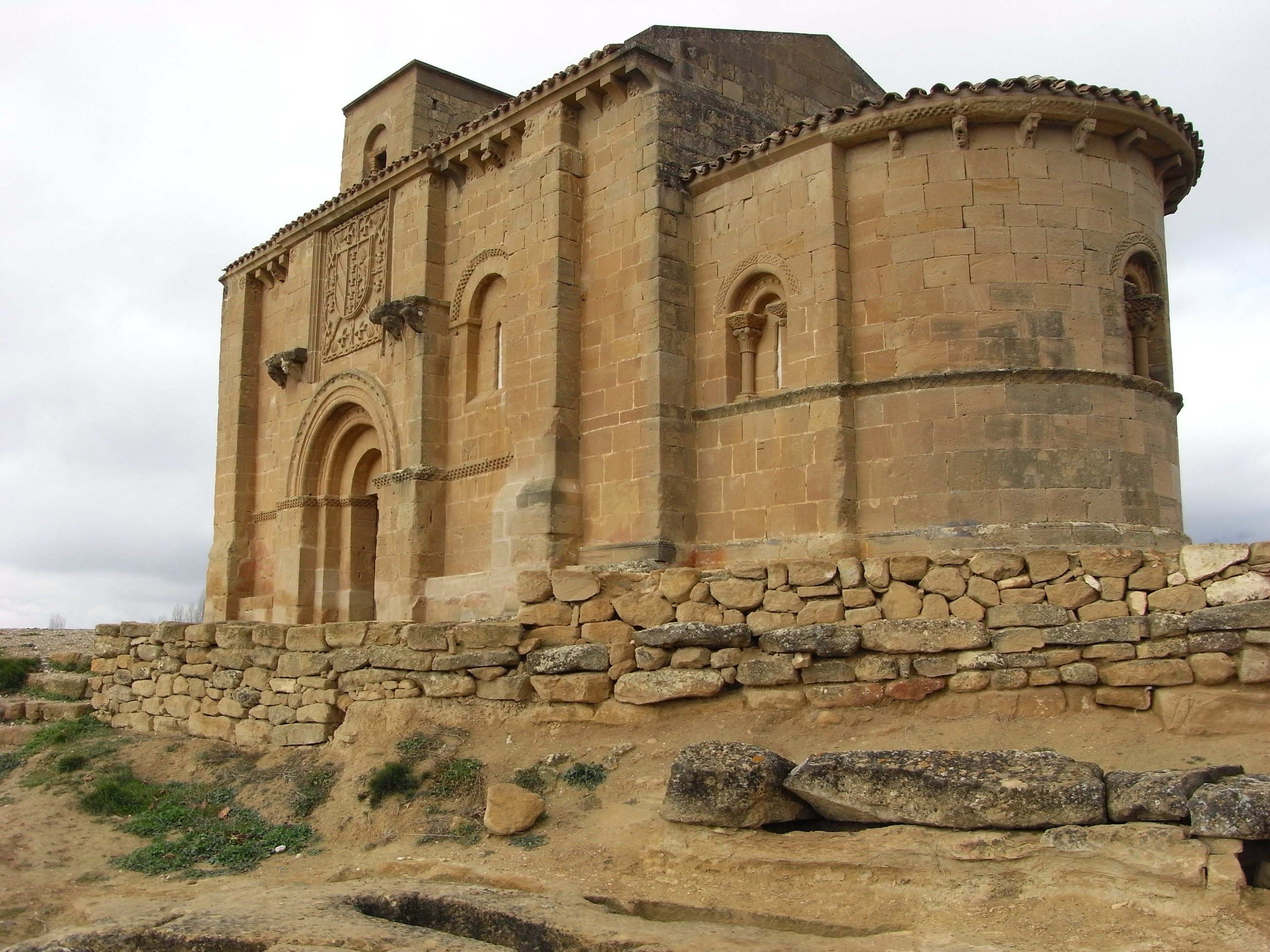
Ermita de Santa María de La Piscina.

Urraca de León y Castilla fue condesa de Galicia, como dote de su padre en su matrimonio con Raimundo de Borgoña. Tras la muerte de su padre le sucedió en el trono de Castilla y León, pero esta se encontraba viuda tras el fallecimiento de su marido dos años antes. Estas tierras nunca habían sido gobernadas por mujeres por lo que los nobles castellanos y leoneses exigieron a la reina un segundo matrimonio y eligieron al rey Alfonso I de Aragón, el Batallador, rey de Pamplona. Este matrimonio tuvo muchas desavenencias hasta el punto de que el Papa les dio la nulidad alegando parentesco.
Desde su separación Urraca se declaró enemiga de su exesposo Alfonso, que intentaba constantemente recuperar el reino de León y Castilla, manteniendo con la ayuda de su hijo Alfonso, futuro rey, y de la Familia Haro guerras continuas para defender sus territorios.

### Alfonso VII de León y Castilla. 1127-1157

El Reino de Navarra Sancho VI el Sabio (1154-1194)
Reino de Navarra
Territorio ganado con carácter permanente (1198-1200)
Primeros dominios en Ultrapuertos (a partir de 1189)
Penetración temporal
Reino de Artajona bajo Sancho III de Castilla (1153-1158)
Reino de Nájera
Reino de Castilla
Reino de Aragón

Alfonso VII sucede en el reino a su madre Urraca.
En 1134, tras la muerte de Alfonso I y estando la iglesia y los nobles en descontento con su testamento, se llega al acuerdo de que en Aragón le suceda su hermano Ramiro y en Navarra García Ramírez. De esta forma se separaban de nuevo las coronas de Navarra y Aragón.
El gobierno de La Rioja, lo llevaba Lope Díaz I de Haro bajo la supervisión de Alfonso VII. En este tiempo recobró Nájera parte de la importancia que tuviera en el pasado, tras poner Alfonso al cargo de la ciudad a su propio hijo Sancho.

#### La merindad de Rioja (siglos XII- XV)
La merindad era una institución administrativa de la edad media presidida por un merino. Se tiene constancia de la existencia de un merino en Rioja desde el año 1191, ya que existe un texto de esa fecha que menciona la frase: "Lupus Moggo merino in tota Rivogia". Se desconoce cual era la sede inicial de esta merindad o si era itinerante. No obstante, a partir del año 1280, se sitúa su sede en la localidad de Santo Domingo de la Calzada, que es donde tenía su residencia el merino. La ampliación jurisdiccional de esta merindad para cubrir una región mayor, fue uno de los sucesos históricos que provocaron que se fuera conociendo como La Rioja a un territorio más amplio. Por tanto, es de esta manera como comenzaron a ampliarse los límites riojanos. Por ejemplo, la merindad de Nájera fue absorbida por la merindad de Rioja, aunque conservando la sede en Santo Domingo de la Calzada y el nombre de merindad de Rioja. La merindad de Rioja desaparecería en el siglo XV al ser convertida en un corregimiento, el corregimiento de Rioja, ya con unos límites mas extensos que los de la inicial merindad.

### Alfonso VIII. 1158-1214

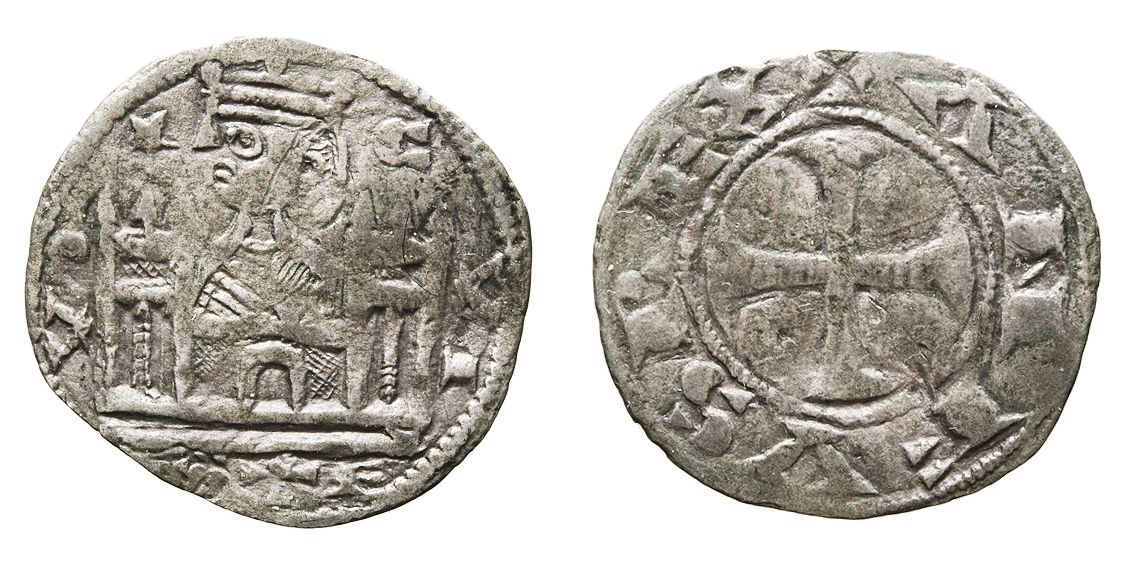
Moneda acuñado durante el reinado de Alfonso VIII en Calahorra.

Sancho III fue rey de Castilla durante solo un año, falleciendo el año 1158. En esa fecha su hijo Alfonso solo tenía tres años. Este momento de debilidad fue aprovechado por los reinos vecinos. En 1162 Sancho VI de Navarra se lanza a la conquista de La Rioja en un intento por recuperar las antiguas posesiones del reino, conquistando en 1163 Logroño, Navarrete, Entrena, Ausejo, Resa, Ocón, Autol, Quel, Grañón, Pazuengos y Treviana. Solo resistieron las poderosas ciudades de Nájera y Calahorra.
En 1170 la diócesis de Calahorra se traslada de su sede en Nájera a Calahorra, para evitar conflictos jurisdiccionales con la Orden de Cluny, propietaria del Monasterio de Santa María la Real de Nájera.
Alfonso VIII comienza a recuperar territorios. En 1176 se recupera la villa de Quel.

#### Laudo arbitral del Rey Enrique II de Inglaterra
En 1176 se llega a un punto en el que es preferible llegar a un acuerdo pacífico, por lo que Alfonso VIII de Castilla y Sancho VI de Navarra por mediación de Enrique II de Inglaterra se reúnen en dos ocasiones en lugares desconocidos entre Nájera y Logroño, firmando un pacto-convenio con una tregua por siete años en agosto de 1176. Posteriormente se dictó el Laudo arbitral del Rey Enrique II de Inglaterra, en marzo de 1177, por el cual, casi toda La Rioja, es cedida a Castilla, a excepción de San Vicente de la Sonsierra que se tomaría más adelante, por Castilla al no aceptar este Laudo.
En 1214 llegó a Logroño Francisco de Asís que fundó el primer convento de la villa.

### Fernando III de Castilla. 1217-1252
Al fallecer Alfonso VIII le sucede en el trono su hijo de diez años Enrique I de Castilla, siendo regente su hermana mayor Berenguela de Castilla. Esta abdicó en 1217 en favor de su hijo Fernando III de Castilla.
En 1219, ante el continuo peligro proveniente del reino de Castilla, Sancho VII de Navarra decide fortificar las villas lindantes a La Rioja, construyendo los castillos de Buradón, San Vicente de la Sonsierra, Laguardia, Labraza, Viana, Mendavia, Azagra, Castejón y Fitero.
En respuesta, Castilla fortificó las villas fronterizas con el reino navarro desde Haro a Alfaro. 
La diócesis de Calahorra, por los abusos cometidos por los López de Haro en el norte de la diócesis y tropelías en sus iglesias realizadas por los propios clérigos en sus iglesias, fue trasladada a Santo Domingo de la Calzada en 1232 por el papa Gregorio IX. Este hecho convirtió al templo de Santo Domingo en catedral, pasando desde entonces la sede a llamarse diócesis de Calahorra y La Calzada.
Hacia 1239 el Merino mayor de Castilla manda detener al alcalde de la localidad de Ojacastro por permitir que los juicios del municipio y los de los pueblos de su valle se celebrasen en euskera, según cita Marichalar y Manrique en su "Historia de la Legislación" dentro del cual se detalla este suceso. El alcalde de Ojacastro era enjuiciado por ello y puesto en libertad al demstrar que el derecho a celebrar los juicios en euskera estaba plasmado en el fuero de los pueblos del valle de Ojacastro. Este suceso es conocido con el nombre de La Fazaña de Ojacastro y es el documento más antiguo que demuestra que el euskera tenía un grado de oficialidad en una zona.

Reinos cristianos y al-Ándalus en 1210.

En estos años de calma se produce un aumento del comercio.

### Alfonso X el Sabio. 1252-1284
Alfonso X el Sabio sucede a su padre Fernando III en el trono de Castilla.
En 1274 atacó Navarra por Viana y Mendavia desde Logroño, pero tuvo que retirarse.
En 1278 tras el fallecimiento de su primogénito Fernando de la Cerda, Alfonso X decide que su sucesor pase a ser su nieto Alfonso de la Cerda pero a esto muchos se revelan en favor del reinado de su segundo hijo Sancho IV de León y Castilla entre ellos Simón Ruiz, Señor de Cameros, que fue quemado ese año en Logroño por oponerse al rey. 

### Sancho IV de León y Castilla. 1284-1295
Sancho IV accedió al trono arrebatándoselo a su sobrino.
El 8 de junio de 1288 asesinó Sancho IV a Lope Díaz III de Haro en Alfaro por sus desavenencias con éste.

### Fernando IV de León y Castilla. 1295-1312
Accedió al trono a la edad de nueve años tras la muerte de su padre Sancho IV, permaneciendo su madre María de Molina como reina regente hasta su mayoría de edad.
El 24 de abril de 1312, ante la despoblación manifiesta del valle del Alto Oja y con la clara intención de repoblarlo por ser zona fronteriza con el Reino de Navarra, el rey Fernando IV de Castilla concedió en las Cortes de Valladolid un privilegio al valle de las villas de Ojacastro, Ezcaray, Valgañón y Zorraquín « […] e porque mejor se pueble el dicho Valle, es mi merced que los vecinos e moradores que agora viven e moran e vinieren a poblar de aqui adelante en el dicho Valle de la dicha Villa de Ojacastro e Ezcaray e Zurraquin e Valgañon, e en los dichos sus terminos, que sean francos [libres] e quitos e exentos de todo pecho [contribución] e pedido e tributo e emprestito [deudas del reino], e de todo otro cualquier pecho Real que los de la otra tierra me hayan de dar que nombre haya de pecho». Solo pagarían cinco maravedís al año por cada hogar. Acompañan también a estos privilegios otra serie de exenciones fiscales y derechos jurídicos. También se contemplaba un privilegio muy peculiar como era el de acogida y derecho de asilo a todo tipo de malhechores, precepto vinculado directamente con el principal propósito del fuero como era el de la repoblación. Fue posteriormente conocido como Fuero de Valdezcaray, único de carácter comarcal en La Rioja.

#### El arciprestazgo de Rioja (sigloXIII)
El arciprestazgo fue una división eclesiástica. El arciprestazgo de Rioja estaba ya creado a mediados del siglo XIII, ya que aparece mencionado por primera vez en la documentación calceatense entre los años 1299 y 1300, siendo entonces su titular Diego Ruiz de Herramelluri.

### Alfonso XI de Castilla y León. 1311-1350
En 1334 hace ejecutar degollado en Agoncillo a Juan Alfonso de Haro, Señor de Cameros, tras acusarle de traidor. 

### Pedro I de Castilla. 1350-1366 y 1367-1369

Reinos en 1360.

Pedro I de Castilla comenzó a tener problemas con su hermanastro Enrique de Trastámara que se fortificaba en Asturias, aunque terminó sometiéndose en 1353 con arrepentimiento. Esto era el preludio de la primera Guerra Civil Castellana.
En 1360 Enrique no dudó del buen éxito de una invasión en Castilla. En ella penetró y al poco tiempo se apoderó de Nájera, haciendo crecer la furia de Pedro I, que con un ejército que por lo menos contaba 10 000 infantes y 5.000 jinetes marchó en busca de su hermano. Atacó y venció a Enrique en las proximidades de Nájera (eran finales de abril); los vencidos se encerraron en dicha ciudad, y el monarca, lejos de acometerlos, regresó a Sevilla, donde se hallaba a mediados de agosto. 
Enrique en 1366, tomando a sueldo en Francia un ejército auxiliar compuesto de aventureros, que formaban allí las tropas irregulares llamadas compañías blancas por el color de sus banderas; contando además con el auxilio de Aragón, pasó con sus tropas desde este reino a Castilla, entrando por Alfaro (marzo de 1366), y en Calahorra, que ni siquiera pensó en resistirse, fue proclamado por los suyos rey de Castilla y León el 16 de marzo, ganando bien pronto las plazas de Navarrete, Nájera, Santo Domingo de la Calzada, Grañón y Belorado.
Recibió Pedro estas noticias en Burgos y apresuradamente marchó a Sevilla. En aquel tiempo hizo dar muerte a Juan Fernández de Tobar hermano del gobernador que había entregado Calahorra. Al cabo de veinticinco días todo el reino se hallaba bajo la obediencia de Enrique, excepto Galicia, Sevilla y algunas otras ciudades y villas. Enrique fue coronado en el monasterio de las Huelgas. Huyó Pedro a Portugal, de allí a Galicia, y embarcándose en La Coruña se trasladó a la ciudad francesa de Bayona, no sin antes ordenar la muerte (29 de junio) de don Suero García, arzobispo de Santiago. Sevilla se rindió a Enrique.

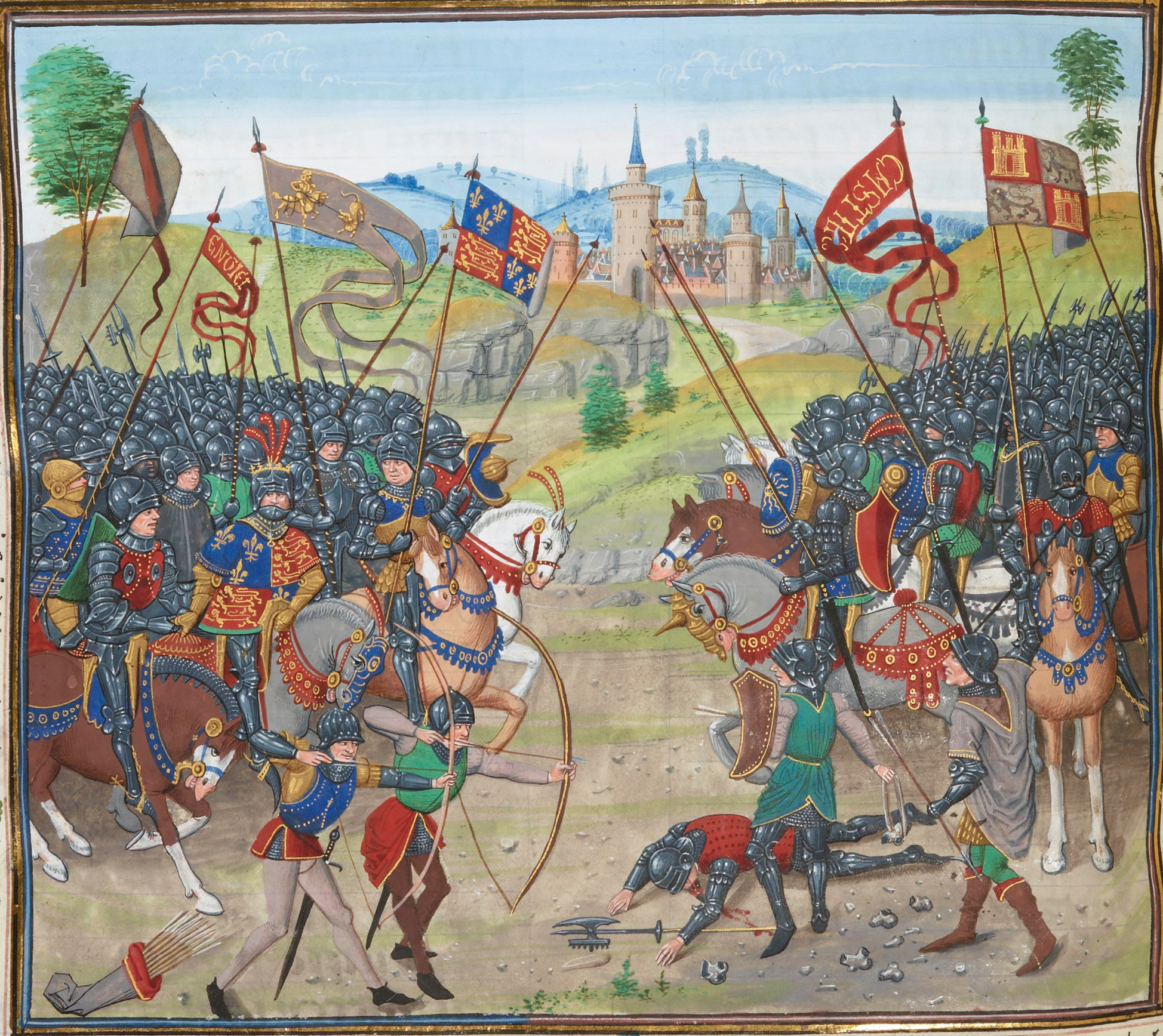
Batalla de Nájera.

En Bayona el rey don Pedro obtuvo el auxilio del Príncipe Negro, comprometiéndose a pagar los gastos. Sin que el navarro pusiera obstáculo, Pedro y su aliado con un ejército pasaron por Roncesvalles y entraron en Castilla (1367). Logroño estaba ocupada por Carlos II de Navarra, Pedro I, su aliado, partió de esta ciudad y Enrique partió de Bañares, batiéndose en armas el 3 de abril a orillas del río Najerilla, en la denominada batalla de Nájera en la que Enrique perdió. 
En agosto, el Príncipe Negro, viendo que el rey no cumplía sus promesas, salió de la península ibérica. Al saberlo Enrique que se hallaba en Francia, pasó con un ejército por Aragón; entró en Castilla; llegó a Calahorra; fue bien recibido en Burgos; ganó para su partido Córdoba, Castilla la Vieja y la comarca de Toledo, y vio transcurrir el resto del año y el siguiente de 1368 dueño de la mitad del reino, pero sin decidir la contienda. Pedro, a quien el rey de Granada envió 7000 jinetes y mucha infantería, se defendió en Andalucía; pero a principios de 1369 resolvió ir en auxilio de la ciudad de Toledo. 
Enrique el 14 de marzo de 1369 venció a su hermano en la Batalla de Montiel, matándole con una daga el 23 de marzo de 1369 en el castillo de Montiel.
Debido a la guerra Vitoria, Salvatierra, Santa Cruz de Campezo y Logroño pasaron a dominio Navarro, siendo reclamadas para Castilla un tiempo después por Enrique, pasando en 1373 Logroño de nuevo a manos castellanas, pero no así San Vicente de la Sonsierra.

### Enrique II de Castilla. 1366-1367 y 1369-1379

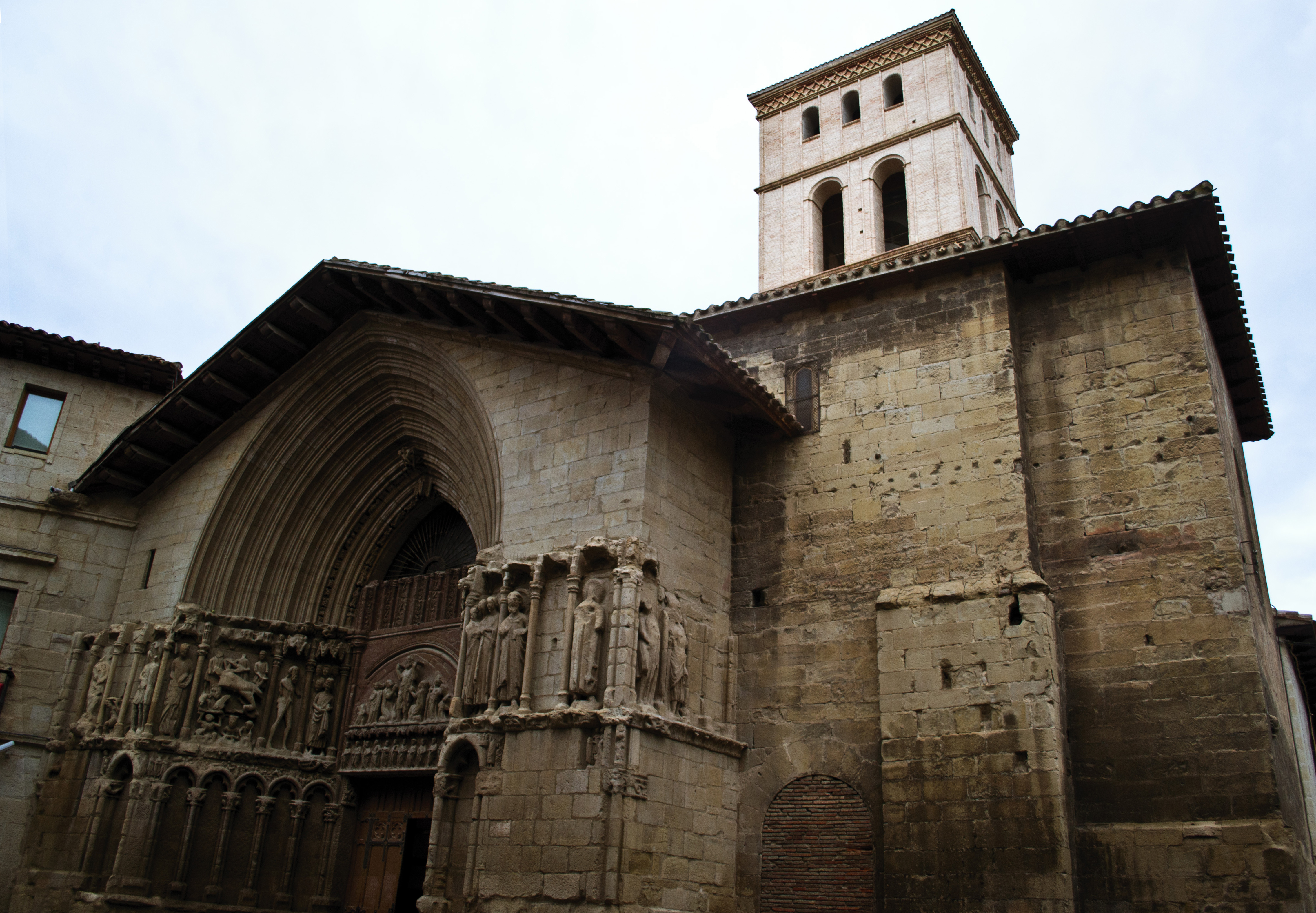
Iglesia románica-gótica de San Bartolomé en Logroño.

Tras la muerte de Pedro I sin descendencia, varios son quienes reclaman el trono de Castilla.
- Fernando I de Portugal, bisnieto de Sancho IV de Castilla
- Juan de Gante, duque de Lancaster, casado con la infanta Constanza de Castilla (hija de Pedro I)
- Pedro IV, rey de Aragón.
- Carlos II, rey de Navarra.

Enrique tuvo que enfrentarse a Fernando I de Portugal y a Juan de Gante antes de consolidarse en el trono.
Fue aliado de Carlos V de Francia en su lucha contra Inglaterra enmarcada en la guerra de los Cien Años, poniendo a su disposición la flota castellana, pieza fundamental en la conquista gala del puerto de La Rochelle. Esto supuso la enemistad con Navarra, que era aliada de Inglaterra, por lo que Enrique invade Navarra por Logroño, Carlos II de Navarra se sitúa en Viana para evitarlo y sobornó a Pedro Manrique, gobernador de Logroño para que le dejara entrar en la ciudad, tras entrar desconfió y se puso de regreso entrando los castellanos en lucha con ellos por la noche. Los navarros tuvieron que huir, pero los castellanos asediaron Viana y San Vicente de la Sonsierra, que terminaron capitulando. En 1379 Carlos II se vio obligado a firmar el Tratado de Briones que permite a Castilla retener durante casi una década una quincena de plazas navarras que había conquistado en la guerra, lo que supuso el final de las ambiciones políticas de Carlos. Todo seguiría así hasta 1386 en que con Carlos el Noble como monarca navarro y gracias a su amistad con Juan I de Castilla se firmó el Protocolo de Estella que suponía la devolución de las plazas navarras retenidas.
Falleció en Santo Domingo de la Calzada, en el año 1379.
La nobleza apoyo continuamente a Enrique, consiguiendo recompensas de este, así en La Rioja concedió el Señorío de Cameros a los Ramírez de Arellano en detrimento de los Fortuniones.

### Juan II de Castilla. 1406-1454
Al fallecer Carlos III, rey de Navarra, surge de nuevo el interés de Castilla, Aragón y Francia por ese reino, entrando en guerra. Así en 1430 Laguardia y San Vicente pasan a pertenecer a Castilla, volviendo a manos navarras en 1436 tras firmarse el Tratado de Toledo.
En 1430 concede a Pedro Fernández de Velasco el condado de Haro, también poseía el señorío de Arnedo y llegaría a ser Condestable de Castilla. En 1431, el rey Juan II de Castilla le concede el título de ciudad a Logroño y en 1444 los títulos de "Muy Noble" y "Muy Leal", teniendo derecho a enviar procuradores a las Cortes de Castilla.
En 1441, Carlos, Príncipe de Viana, tras el fallecimiento de su madre Blanca I de Navarra es nombrado heredero, pero para gobernar deberá contar con el consentimiento de su padre, Juan II de Aragón. Padre e hijo se reunieron en Santo Domingo de la Calzada, siendo Carlos engañado por su padre y nombrado lugarteniente del reino, por lo que entraría en guerra.

### Enrique IV de Castilla. 1454-1474
Enrique IV ayudó a Carlos de Viana en las luchas con su padre, adentrándose en los territorios de San Vicente, Laguardia y Viana para ayudarle. Las plazas fueron liberadas en 1462 tras la muerte del príncipe Carlos de Viana.
En 1463 las Cortes Navarras acceden a la intermediación de Luis XI de Francia entre Castilla y Navarra. Incorporando en 1466 a San Vicente en Castilla. Laguardia pasaría a la Hermandad de Álava, llamándose esa zona desde entonces Rioja Alavesa. De esta forma La Rioja tomaba sus fronteras actuales.
Enrique IV, asediado por las revueltas y las exigencias de los nobles, tuvo que firmar un tratado por el que nombraba a su hermano Alfonso legítimo heredero. Tras la muerte de éste en un accidente, Enrique firma con su hermanastra Isabel el Tratado de los Toros de Guisando, según el cual la nombra heredera, dejando a su hija Juana fuera de la sucesión, a cambio de algunas cuestiones, entre las cuales está que Isabel no se casaría sin la aprobación del rey.
En 1469, el rey, ante el matrimonio secreto entre su hermana Isabel y Fernando de Aragón, celebrado en Valladolid, consideró violado el tratado y proclamó a su hija Juana como heredera al trono, jurando públicamente que era hija legítima.

## Edad Moderna
El comienzo de la Edad Moderna está marcado por la anexión de Navarra a Castilla.

### Isabel I de Castilla. 1474-1504
Tras la muerte de Enrique IV, acaecida en 1474, comenzó una guerra civil entre los partidarios de Isabel y los de Juana la Beltraneja, que se decidió el 1 de marzo de 1475 en la batalla de Toro. 
En 1479 terminó la guerra quedando Isabel I como reina de Castilla.
En 1480 se establece la Santa Inquisición.
En 1492 se firma el Decreto de expulsión de los judíos, que tanta importancia habían tenido en algunos municipios riojanos, dándoles un plazo de cuatro meses para la salida del reino. Este mismo año los reyes Isabel y Fernando visitaron La Rioja.

#### El corregimiento de Rioja (SigloXV-XIX)
El corregimiento fue una institución administrativa de origen medieval, con gran raigambre en la historia española. Estaba presidida por la figura de un corregidor que se encargaba de enmendar y corregir los abusos de los regimientos y tenía importantes funciones de gobierno, judiciales y de orden público. La gran reforma en este sentido la realizaron los Reyes Católicos que convirtieron al corregimiento en una fundamental herramienta de su entramado político.
El 6 de abril de 1491 los Reyes Católicos instauran un corregimiento de Rioja sobre la figura de la antigua merindad de Rioja, ya más extensa territorialmente que en su etapa inicial.  En el espacio riojano existieron dos corregimientos entonces, que fueron el corregimiento de Rioja o de Santo Domingo de la Calzada y el de Logroño-Calahorra-Alfaro-Laguardia, con capital en Logroño. La existencia de estos dos corregimientos contiguos entre sí, fue un hecho histórico fundamental para que el espacio cubierto por ambos se acabara conociendo como riojano en estas fechas, tal y como se refleja en la documentación antigua. Así por ejemplo, en el Compendio Historial de Esteban de Garibay, escrito en el año 1571, se describe a Logroño como una ciudad ubicada en La Rioja, y de la cual es su localidad mas importante. Por tanto, fueron ampliándose territorialmente los  límites riojanos hasta conocerse como La Rioja al amplio espacio entre los ríos Tirón y Alhama, con sus sierras al sur, correspondiente a La Rioja actual  y coincidente con el territorio del antiguo reino de Nájera en su etapa final. Los acontecimientos histórico-políticos que llevaron a esta expansión, no han sido bien estudiados y no son bien conocidos.
La figura del corregimiento perduró hasta el siglo XIX. Primero fue suprimida en la constitución de 1812, luego reinstaurada en 1814 y 1823 por Fernando VII, y ya anulada definitivamente en 1833, con la creación de las provincias actuales. Como se verá en el apartado correspondiente, durante las divisiones provinciales acaecida entonces, distintos sectores  y personalidades riojanas, como la Real Sociedad Económica de la Rioja o representantes de sus pueblos, instaron a crear una provincia que se acomodara a La Rioja, lo cual sucedió finalmente en 1822 y en 1833, aunque bajo la denominación de provincia de Logroño.

### Fernando II de Aragón. 1506-1516
En 1509 el tribunal de la inquisición de Estella fue trasladado a Calahorra.

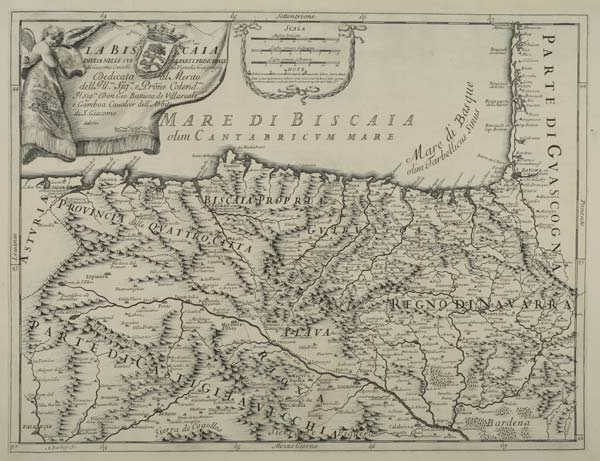
Mapa de italiano de La Biscaia del año 1696. Aparece La Rioja como "Rioxa".

En 1512 Fernando el Católico invadió con las tropas castellanas el Reino de Navarra, con la excusa de apoyar al bando beamontés en la guerra civil de Navarra. Se reforzó la línea fronteriza en el Ebro en Logroño, Laguardia y Calahorra que se dotó con un corregidor.
Una vez bajo control, se reunieron las Cortes de Navarra en 1513, en una asamblea a la que solo acudieron beamonteses, para que le dieran su apoyo que consiguió, tras prometer respetar todos los derechos del Reino. En 1515 en Burgos las Cortes de Castilla, sin presencia de navarros decidieron la incorporación de Navarra a la Corona de Castilla. Esto sería el origen del futuro Reino de las Españas.

### Carlos I de España. 1516-1556
Carlos I, tras la muerte de su abuelo y encontrándose a su madre Juana la Loca, recluida en Tordesillas, fue coronado rey de Castilla. Este había sido educado en el extranjero y no conocía las costumbres castellanas. Colocó en el gobierno a sus partidarios flamencos, lo que provocó rechazo tanto en la nobleza como en el pueblo, desatando en 1520 la llamada Guerra de las Comunidades de Castilla. 
El levantamiento de Toledo del 27 de febrero de 1520 fue apoyado por La Rioja. Haro se enfrentó al Condestable Juan Íñigo Fernández de Velasco, pero éste sofocó la revuelta y dirigió la política de la villa con una veintena de hombres elegidos por él. Algunos implicados tuvieron que huir a Nájera, desde donde se produjo un nuevo levantamiento contra el gobernante el 14 de septiembre de 1520. Los partidarios y criados de Antonio Manrique, virrey de Navarra, tuvieron que refugiarse en las fortalezas de la ciudad. Los rebeldes se apoderaron de la ciudad y pidieron el apoyo de otras poblaciones en rebeldía; Navarrete, Uruñuela, Huércanos, Camprovín y Matute. El 15 de septiembre partió Antonio Manrique desde Navarra con un ejército hacia Nájera, dando un ultimátum a los sublevados el 18 de septiembre, pero estos no se rindieron. Las tropas señoriales asaltaron la ciudad con facilidad, saqueándola a continuación. Antonio Manrique regresó a Navarra, dejando soldados en Nájera para su custodia. La guerra de las Comunidades de Castilla terminó en la batalla de Villalar de 1521.

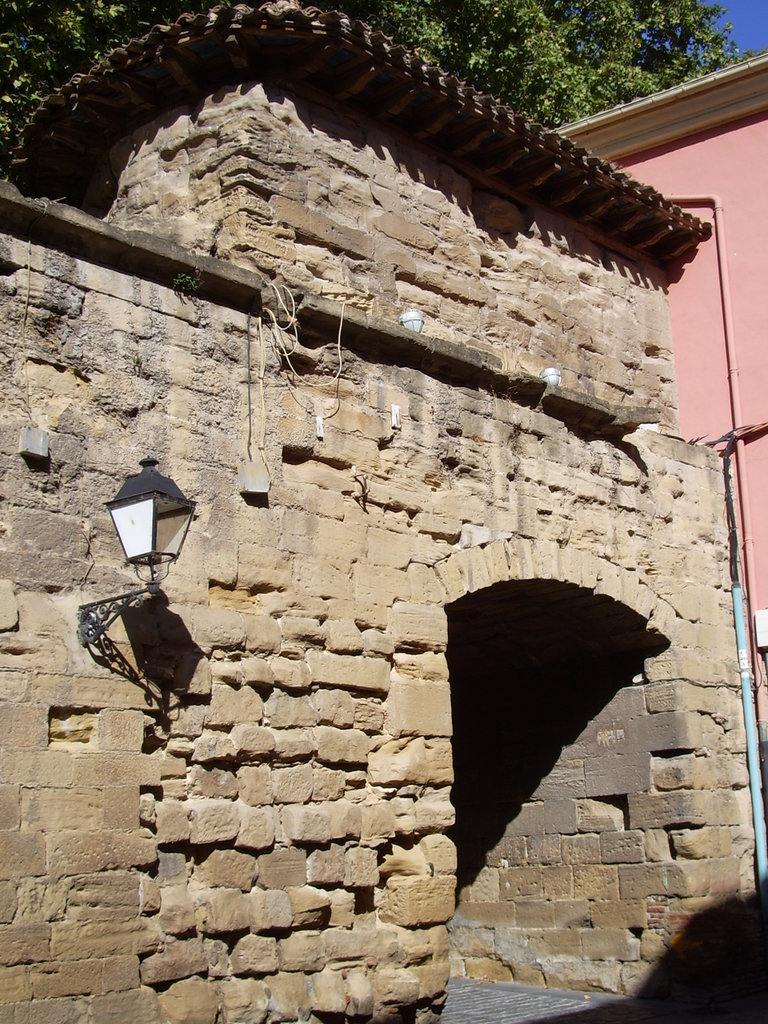
Arco del Revellín, donde aún hoy se sigue celebrando el sitio de 1521.

Ese mismo año, aprovechando la guerra de Castilla Enrique II, que contaba con el apoyo incondicional de su cuñado Francisco I de Francia, deseoso de debilitar a toda costa a Carlos I, tuvo lugar un alzamiento generalizado en toda Navarra. Sin embargo, el ataque se había demorado demasiado, no produciéndose hasta mayo, cuando en abril los comuneros habían sido aplastados por las tropas reales. Además, en vez de consolidar la victoria, el ejército francés quiso entrar en Logroño, donde gobernaba, junto a Laguardia y Calahorra, el Capitán Vélez de Guevara. El cabecilla francés, señor de Asparrot, pedía paso por Logroño hacia Castilla, pero el pueblo se negó a ello. El 25 de mayo treinta mil soldados franceses según crónicas de la época cercaron la ciudad, donde los logroñeses intentaron varias estrategias de defensa, como la de anegar el campamento francés mediante una riada. Después de diecisiete días de asedio y encontrándose la ciudad a punto de caer llegó una columna de cuatro mil caballeros al mando de Don Antonio Manrique de Lara, duque de Nájera, rompiéndose el asedio, y haciendo huir al ejército francés. El 11 de junio Logroño celebró el triunfo y juró el voto de San Bernabé.
Desde 1525 a 1528 el emabajador veneciano Andrés Navagero recorre España en una misión diplomática y en ella pasa por La Rioja. En la primera carta de su viaje menciona su paso por estas tierras de la siguiente manera: "...la región donde está Santo Domingo de la Calzada se llama Rioja y es país fertil y muy poblado".
En 1527 el Tribunal de la Inquisición de Calahorra llevó a cabo el proceso de las brujas de Navarra, donde se ajusticiaron 50 perdidas que se untaban el cuerpo con un ungüento mágico cuyo componente principal era la cabeza de sapo. 
En el año 1544, el cronista Florian Ocampo publicó su libro titulado "Crónica general de España" en el cual se describe La Rioja de la siguiente manera: "vna buena parte de tierra contenida dentro de las vertientes septentrionales, que fe figuen deftos montes y delas riberas del río Ebro fe dize comunmente Rioja, prouinçia muy abrigada, fertil y abundofa, llena de grandes pruechos".
Un representante del renacimiento español fue Navarrete el Mudo, figura importante del manierismo pictórico nombrado como el «Tiziano español».
En 1570 el Tribunal de la Inquisición de Calahorra fue trasladado a Logroño, junto a la actual iglesia de Santiago.

### Felipe II de España. 1556-1598
Según los registros del año 1591, la población de La Rioja constaba entonces de 28.563 vecinos. No obstante, esta cifra está infraevaluada, como lo está en general el conjunto de aquel censo. Sin embargo, es en 1560 cuando se alcanza la población máxima de la centuria. Asimismo durante el siglo XVI es una zona densamente poblada, en comparación con otros territorios del resto del reino.
En el año 1564 llega a La Rioja una epidemia de Peste procedente del sur de Francia. No obstante, el impacto de la enfermedad parece haber sido bastante bajo según se extrae de los registros de entonces. Así como tampoco se da una crisis de subsistencia como si ocurre por el contrario en otros lugares del reino.

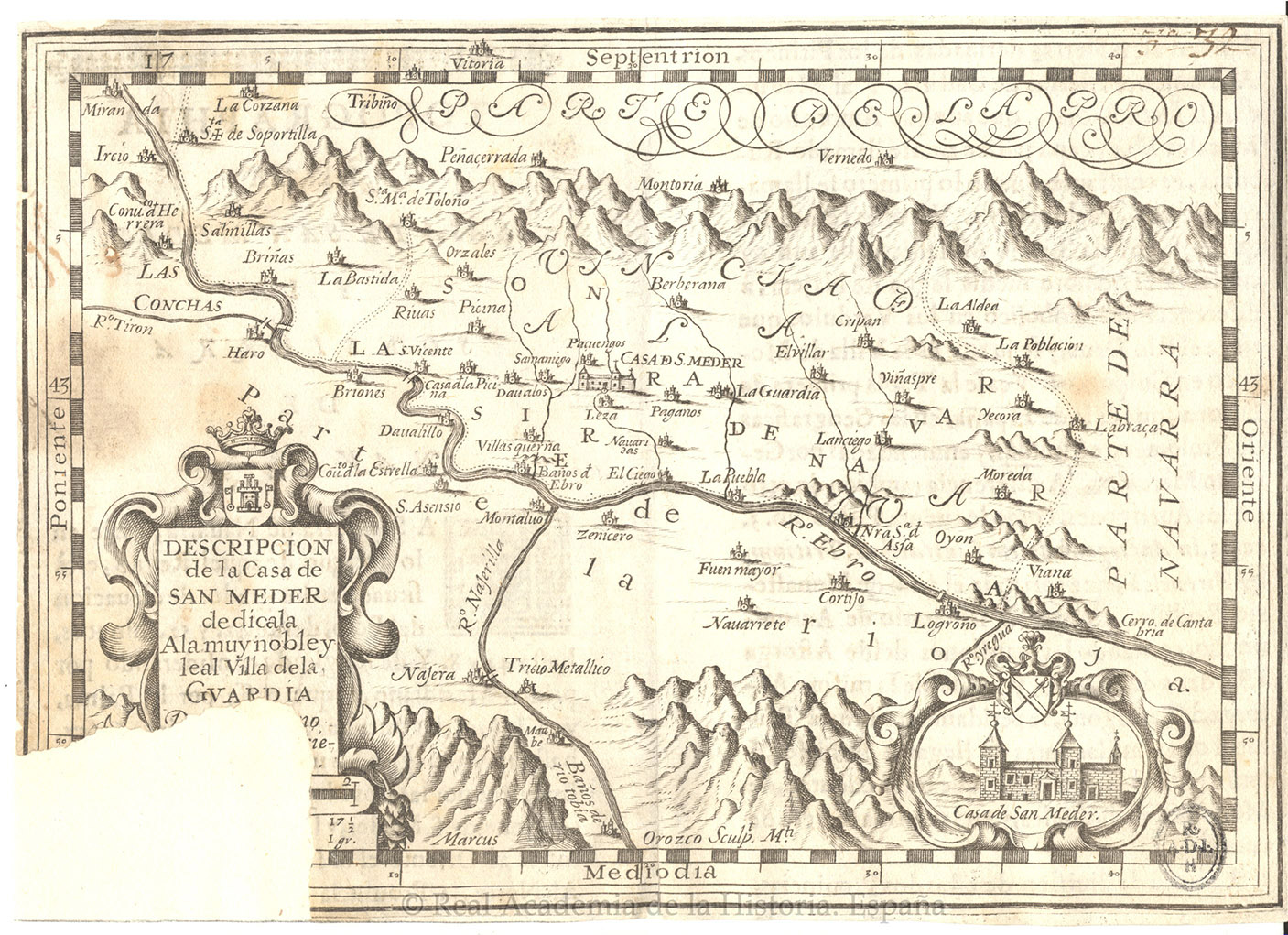
Mapa de la casa de San Meder del año 1678. Aparece una parte de La Rioja bajo el texto: "Parte de la rioja".

En 1592 el rey Felipe II recorre la Rioja Alta, camino de Tarazona por Estella.

### Felipe III de España. 1598-1621
Durante estos años aparece en las referencias bibliográficas todo el territorio riojano definido y con las fronteras bien establecidas, ocupando un terreno un poco mayor al de la actual comunidad autónoma pero englobando toda esta. En esta época, se hace referencia a La Rioja como un área geográfica-histórica y socio-identitaria.
En 1610, el tribunal de la Inquisición española de Logroño condenó a 24 mujeres de la localidad del Pirineo navarro de Zugarramurdi por cometer brujería, siendo ejecutadas seis de ellas a la hogara (cinco en efigie) en un auto de fe. Posiblemente, el caso más famoso de brujería en España

### Felipe IV de España. 1621-1665
En 1633, el historiador Logroñés Fernando Albia de Castro, publica el libro titulado "Memorial y discurso político por la muy noble y muy leal ciudad de Logroño" el cual en una de sus páginas explica que esta ciudad se encuentra situada en La Rioja de la siguiente manera: “tiene su asiento la mui noble y mui leal ciudad de Logroño, en la Prouincia de la Rioja”. Es considerado el primer historiador que desenterró del pasado a la ciudad de Logroño.

### Carlos II de España. 1665-1700
Del año 1672 data el libro titulado Parte del Atlas Mayor o Geographia Blaviana Que contiene las Cartas y Descripciones de Españas elaborado en la oficina del holandés Juan Blaeu donde se dedica un apartado entero a La Rioja, que lleva su nombre como título y donde realiza la siguiente descripción sobre la misma: "LA RIOJA, esta pequeña provincia que separa el río Ebro del reino de Navarra (cuyos principes por el dominio antiguo de Cantabria pretendieron su posesión) ilustra la corona de Castilla reservando la ventilación del derecho de Navarra para decisión más peculiar. Denominase del pequeño río Oja conforme a Esteban de Garibay que a poco curso se incorpora en el caudaloso Ebro. Sus principales ciudades y poblaciones son las siguientes: Cuya mayor parte fue conforme a graves autores apacible morada de los primitivos ebreos que vinieron a España." A continuación nombra y describe algunas de las principales ciudades riojanas empezando por Calahorra, Santo Domingo de la Calzada, Logroño, Nájera, Arnedo o Viguera.
En época de Carlos II las tierras riojanas son repartidas entre Navarra, Álava y Castilla.[cita requerida]

### Felipe V de España. 1700-1724 y 1724-1746

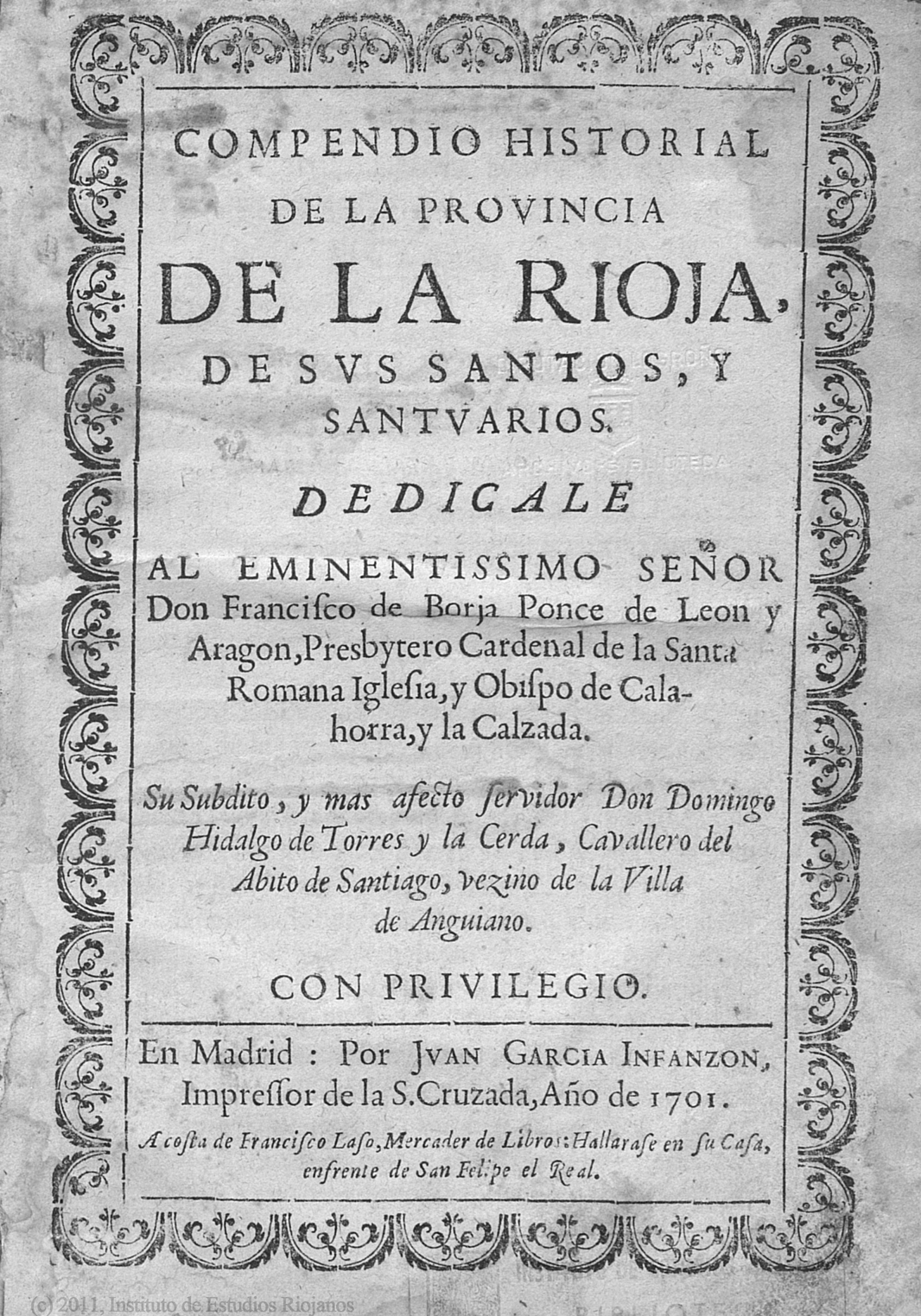
Portada del Compendio historial de la provincia de La Rioja, del fraile Mateo Anguiano Nieva, del año 1701.

En 1701,se publicó una obra realizada por Fray Mateo Anguiano Nieva titulada "Compedio Historial de la provincia de La Rioja, de sus santos y milagrosos santuarios" en la que aparece delimitada La Rioja de la siguiente forma: “en su longitud la Provincia de la Rioja va desde Villafranca de Montes de Oca hasta la villa de Ágreda, y su latitud se toma desde las cumbres de las Sierras, que por la mayor parte ciñen dicha provincia, que son muchas y muy altas. Todas las poblaciones que se contienen en dicha demarcación son pertenecientes a dicha Provincia, y sus Naturales son y se llaman Riojanos (…) La Provincia de la Rioja linda inmediatamente con los Reynos de Navarra y de Aragón, con las provincias de Álava y La Bureba, con tierras de Burgos y de Soria”. Es decir, nos encontramos con unos límites geográficos muy parecidos a los actuales, los cuales englobarían enteramente las fronteras riojanas actuales y se extenderían incluso un poco hacía pequeños territorios limítrofes, actualmente pertenecientes a las provincias de Burgos, Soria y Álava. Una vez más La Rioja aparece en una referencia como una entidad geográfica-histórica y socio-identitaria .
Tras la muerte de Carlos II comienza la guerra de sucesión española entre Austrias y Borbones, en la que los riojanos se situaron en favor de Felipe V.
En 1710, la reina María Luisa de Saboya con el príncipe Luis Fernando, pasó por Miranda de Ebro, Haro, Nájera y Logroño.
Finalizada la Guerra de Sucesión en 1718, se planteó la necesidad de una mejor organización administrativa del Estado. Hasta entonces España era un país atomizado, en el que los antiguos reinos, señoríos y legislaciones locales, entre otras figuras, convivían. El Sistema de Intendencias propició una nueva reestructuración del territorio y en ella la zona conocida como La Rioja sería dividida entre Soria y Burgos, fundamentalmente. Pero en las últimas décadas del siglo XVIII comenzaron a surgir voces que demandaban su reunificación territorial en una provincia.
En 1723 distintos riojanos afincados en Madrid fundan la Real e ilustre Congregación de Nuestra señora de Valvanera de Naturales y Oriundos de la Provincia de la Rioja, cuya primera reunión tuvo lugar el día 23 de febrero de ese año y sus estatutos aprobados el 3 de julio bajo el permiso de Felipe V. Los integrantes colocaron una talla de la virgen de Valvanera en la parroquia de San Ginés de Arlés de Madrid, donde con el tiempo establecieron su sede definitiva. El papa Benedicto XIV la ascendió más tarde a archicofradía. A la sociedad pertenecieron destacados riojanos afincados en la capital de España como Zenón de Somodevilla y Bengoechea, el marqués de la Ensenada, que fue nombrado hermano mayor de la cofradía, el pintor Francisco Zorrilla, el banquero Policarpo Sáenz de Tejada, nacido en Torrecilla en Cameros, el indiano José de la Cámara, el obispo y diputado calagurritano Francisco Aguiriano o María Antonia de Valvanera Ramírez de Arellano, marquesa de la Hinojosa. Este tipo de entidades tuvieron importancia en la corte madrileña del siglo XVIII. Además de todas las funciones religiosas y festivas que les eran propias, brindaban a los integrantes un nexo común de vinculación con su tierra natal.

### Carlos III de España. 1759-1788
En el libro titulado Estado político, histórico y moral del Reino de España, de autor anónimo y fechado en 1765, se dice que La Rioja es una provincia dentro del reino de Castilla y que sus ciudades más importantes son Logroño y Calahorra. 

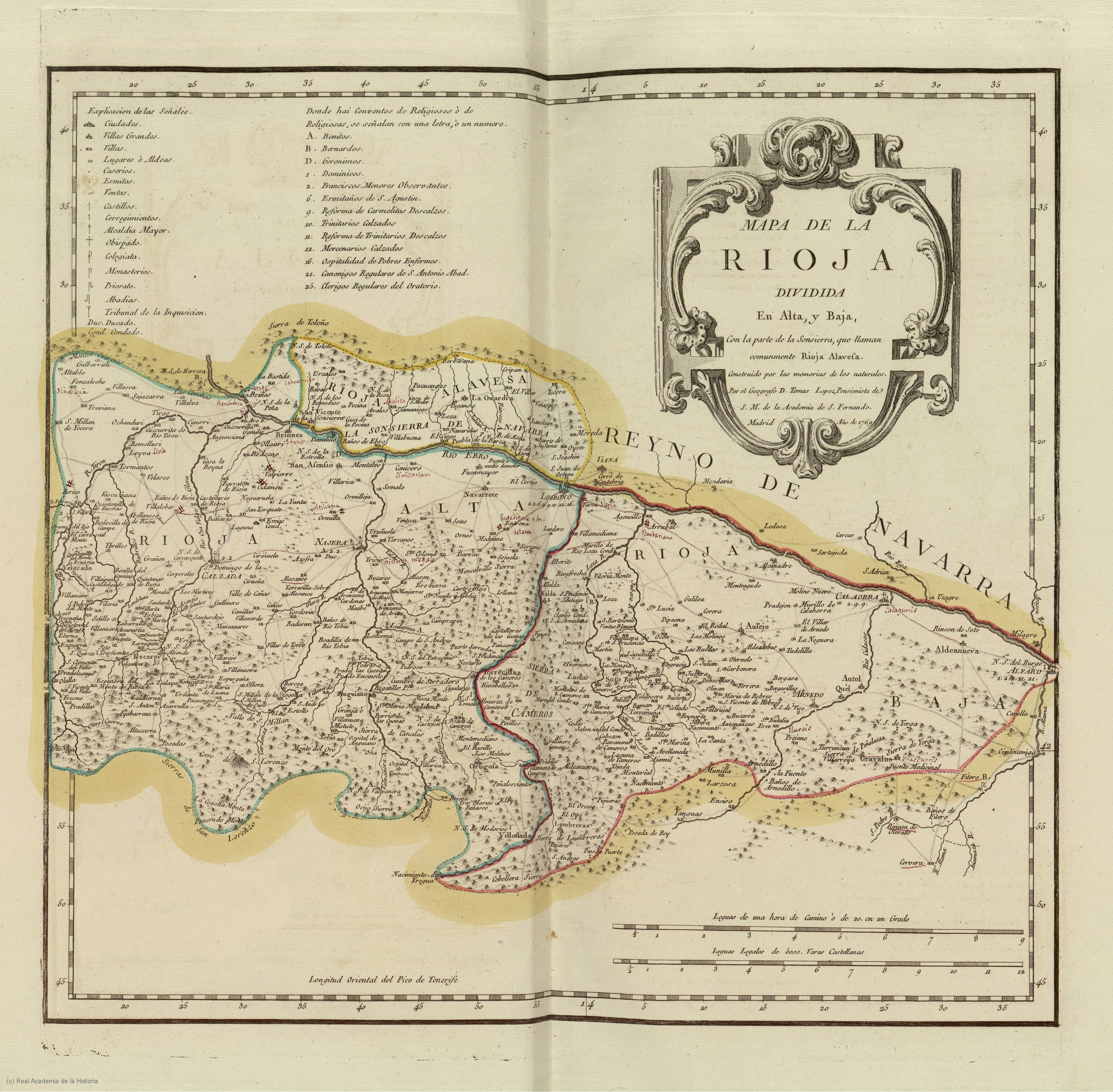
Mapa de La Rioja dividida en Alta y Baja realizado por Tomás López en el año 1769.

En el año 1769, el cartógrafo Tomás López elabora el primer mapa de La Rioja en solitario, que se titula: Mapa de La Rioja dividida en Alta y Baja con la parte de la Sonsierra que llaman comunmente Rioja alavesa.
En 1775, Vicente del Saz, escribió el "Recetario de las sustancias que se emplean en la elaboración de los tintes y maneras con que se tiñen los hilados de lana, los merinos, estameñas, paños y bayetas que se tejen en los pueblos de Cameros en la provincia de La Rioja" . Interesante desde el punto de vista etnogragico para la región. 
En 1775, Floridablanca realizó un Prontuario o Nomenclátor de los pueblos de España y se elaboraron mapas para facilitar el control del reino. En este se reconocía la existencia de 32 provincias, siendo La Rioja repartida entre Burgos (con el partido de Santo Domingo de la Calzada y parte del de Logroño con límite en el río Leza) y Soria (con el partido de Calahorra y la villa de Logroño). Cellorigo, Fonzaleche, Galbárruli y Villalba de Rioja quedaron dentro del Partido de Miranda de Ebro. 
En 1783, los hermanos riojanos Juan José Elhúyar y Fausto Elhúyar fueron los primeros en conseguir aislar tungsteno o wolframio.
En 1788 fue aprobada por Carlos III la fundación de la Real Sociedad Económica de Cosecheros de La Rioja Castellana, que se constituyó en Fuenmayor, la cual fue una de las sociedades económicas de amigos del país fundadas en el siglo XVIII durante la ilustración. Posteriormente se llamaría Sociedad Riojana. Esta sociedad reivindicaría más adelante la constitución de un marco administrativo para la región de La Rioja.

## Edad Contemporánea
El comienzo de la Edad Contemporánea está marcado por el comienzo de la Revolución francesa. A tierras riojanas empezaban a llegar refugiados franceses. 

### Carlos IV de España. 1788-1808

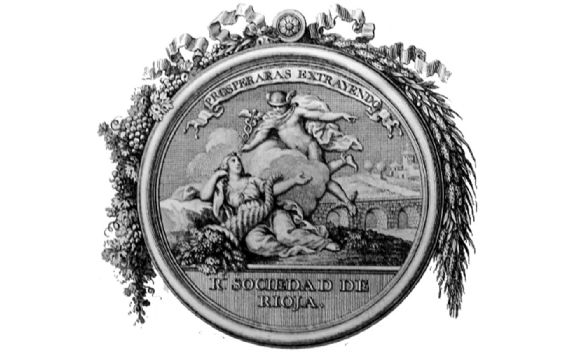
Emblema de la Real Sociedad Económica de La Rioja. Año 1790.

En 1791 se empezó a hacer uso de la Inquisición para ocultar las noticias de la revolución, que aun así se daban a conocer de forma clandestina.
En 1792, encontrándose el conde de Aranda en el poder, llegan las proclamas más importantes, como el manifiesto de José Marchena "A la nación española" y el manifiesto de Condorcet "Advertencia a los españoles". Estas nuevas ideas, llevaron a que en 1793, se produjese el motín de las gentes del campo en Alesanco, se manifestaran en Torrecilla sobre Alesanco y en Hervías. En respuesta, la política de Godoy suprimió privilegios de la minoría noble y eclesiástica e implantó impuestos sobre los agricultores.
En un punto situado entre los años 1790 y 1801, Santo Domingo de la Calzada y Calahorra se integran junto con otros municipios riojanos en la Real Sociedad Económica de La Rioja, la cual era una de las sociedades de amigos del país fundadas en el siglo XVIII conforme a los ideales de la ilustración.
El intelectual asturiano Gaspar Melchor de Jovellanos visitó La Rioja en dos ocasiones. La primera vez fue en 1795 dejando impresiones de la misma en su diario. Lo hizo invitado por la Real Sociedad Económica de La Rioja, entrevistándose con algunos de sus miembros, como por ejemplo su director el conde de Hervías Damián Manso de Zúñiga. La segunda vez que recorre La Rioja sería en 1801 camino del destierro.

### José I de España. 1808-1813
La presencia de soldados franceses en territorio español aumentó la oposición hacia Godoy, enfrentado con los sectores más tradicionales por su política reformista y entreguista hacia Napoleón. En marzo de 1808, ante la evidencia de la ocupación francesa, Godoy aconsejó a los reyes que abandonaran España. Pero se produjo el Motín de Aranjuez, levantamiento popular contra los reyes aprovechando su presencia en el palacio de Aranjuez. Godoy fue aprisionado por los amotinados. Carlos IV, ante el cariz de los acontecimientos, abdicó en su hijo Fernando VII. Haro es de las primeras poblaciones españolas en adaptarse al modelo administrativo del reinado de José Bonaparte habiéndose establecido las tropas napoleónicas cuartel en la ciudad.

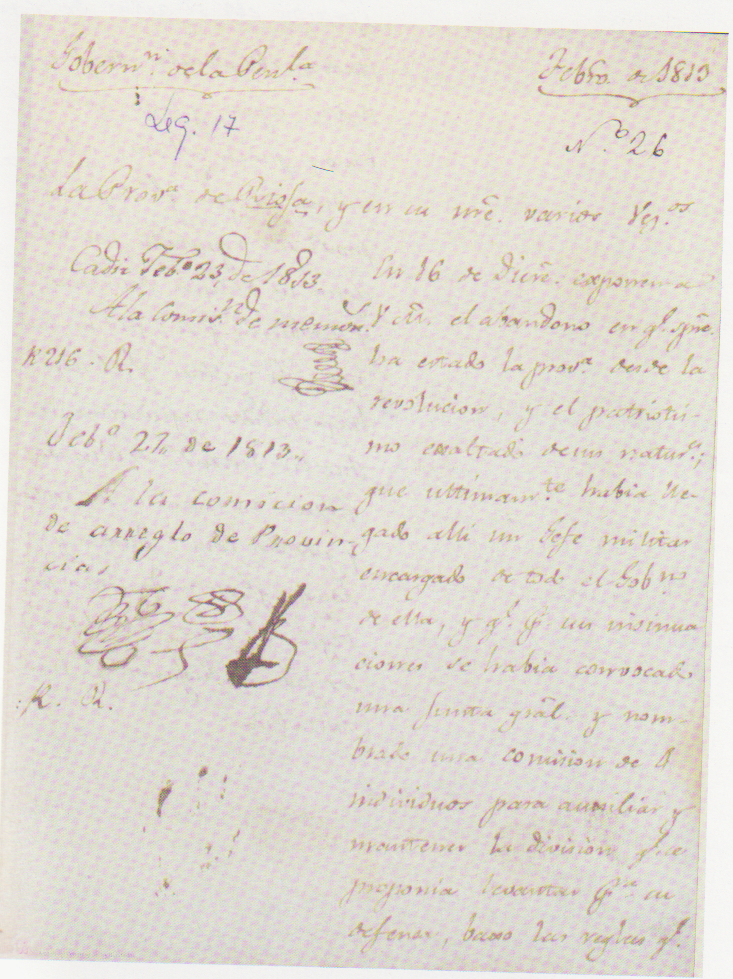
Una de las actas originales de la Convención de Santa Coloma, Junta General de La Rioja o Junta General de Santa Coloma (año 1812). El texto comienza diciendo: "La provincia de La Rioja y en su nombre varios vecinos...."

Napoleón, receloso ante el cambio de monarca, convocó a la familia real española a un encuentro en la localidad francesa de Bayona. Fernando VII, bajo la presión del Emperador, devolvió la Corona a Carlos IV. Éste se la entregó a Napoleón que designó nuevo rey de España a su hermano José. La respuesta no se hizo esperar en todo el territorio, produciéndose la guerra de la Independencia española. El 30 de mayo de 1808 se levantó Logroño, el 5 de junio se lucha en Fuenmayor y un día después 6 de junio, la ciudad de Logroño era ocupada por los franceses, llevando a la completa ocupación de La Rioja a finales de agosto. La resistencia se formó en torno a tres grupos; "Batallón de voluntarios de La Rioja", "Regimiento provincial de Logroño" y el "Escuadrón de los Húsares de La Rioja". El 23 de noviembre de 1808 tuvo lugar la Batalla de Tudela, en la que las tropas napoleónicas salieron victoriosas, lo que dejó a Pradejón bajo ocupación francesa. 
Existen documentos del inicio de la guerra de 1808 y 1809, que reflejan fricciones entre los mandos oficiales de las Intendencias de Burgos y Soria y los oficiales de las partidas de guerrillas de La Rioja. De estos surgiría un sentimiento de unidad del territorio bajo un nuevo mando único, formándose la "Real Junta de la Comisión de Armamento e Insurrección General de La Rioja" con sede en Soto en Cameros con el fin de conseguirlo. Tras los abusos perpetrados por el capitán general de la Intendencia de Burgos, marqués de Barriolucio, denunciados por la junta de Soto en Cameros en noviembre de 1809, la Suprema Junta de Gobierno del Reino por Real Orden de 14 de diciembre de 1809 crea la Junta de La Rioja, que agruparía a todas las Juntas o Comisiones de Insurrección existentes. En la orden, se delimitaba exactamente el territorio al que aplicaba, indicando "El país comprehendido desde el río Tirón hasta el Alhama con inclusión de la ciudad de Alfaro y todas las serranías cuyas aguas corren al Ebro". Por primera vez una autoridad gubernativa superior considera que la región de La Rioja tenía una unidad geográfica fácilmente identificable. 
También se observa la presencia de partidas de brigantes operando en la sierra de la Demanda, hecho que se atestigua en el incidente del desertor napoleónico ocurrido en 1809 en la localidad de Valgañón. Dicho soldado fue encontrado moribundo en las cercanías de esa villa en septiembre de 1809. Junto con otros compañeros había desertado del 44 Regimiento, 4.ª Compañía del Ejército Imperial en el camino que éste seguía de Vitoria a Burgos, y fueron atacados en la sierra de la Demanda por un grupo de brigantes. Fue encontrado por vecinos de Valgañón que lo cuidaron en su hospital hasta que una partida de Juan Díaz Porlier que estaba acampada en el lugar de Pradilla "en cuyo pueblo estaba dicho Marquesillo con dos mil y tantos hombres armados", fue a dicho hospital y se lo llevó ante el rechazo de los vecinos. 
El 15 de febrero de 1811 se reunió en Villanueva de Cameros la mencionada Junta superior de La Rioja y Alava para acatar las cortes de Cádiz y hacer causa común contra Napoléon. El texto de la proclama publicada en el periódico El Conciso de Cádiz comienza diciendo: "Soldados de Rioja y Álava, eclesiásticos y demás patriotas beneméritos..."
El 6 de diciembre de 1811, la Junta de La Rioja fue disuelta por orden de José Canga Argüelles, secretario del Despacho de Estado del Consejo de Regencia.
En 1812 las tropas francesas comienzan a retirarse de la zona, saliendo de Logroño y dirigiéndose a Vitoria por Haro donde se produciría la Batalla de Vitoria y hacia la frontera por Estella. 
El 8 de diciembre de 1812, un año y dos días después de la disolución de la Real Junta de la Comisión de Armamento e Insurrección General de La Rioja, se celebró la "Convención de Santa Coloma" o "Junta general de La Rioja" en la que se reunieron en Santa Coloma los Comisionados de 59 pueblos, solicitando la reunificación de La Rioja en una provincia, enviando la demanda a las Cortes de Cádiz. Tres días más tarde se creó la Diputación Provincial para reglamentar una Hacienda y una Junta provincial, pero con la llegada del gobierno de Fernando VII quedaba todo anulado. Una parte del texto enviado a las cortes de Cádiz dice: "La provincia de La Rioja y en su nombre varios vecinos. En 16 de diciembre a V.M. exponen el abandono en que siempre ha estado la provincia desde la revolución y el patriotismo exaltado de sus naturales...".
A partir de 1813, los sublevados españoles lograrán ganar terreno a los franceses, que acabarán abandonando La Rioja tras la Batalla de Vitoria, el 21 de junio de 1813.

### Fernando VII de España. 1813-1833

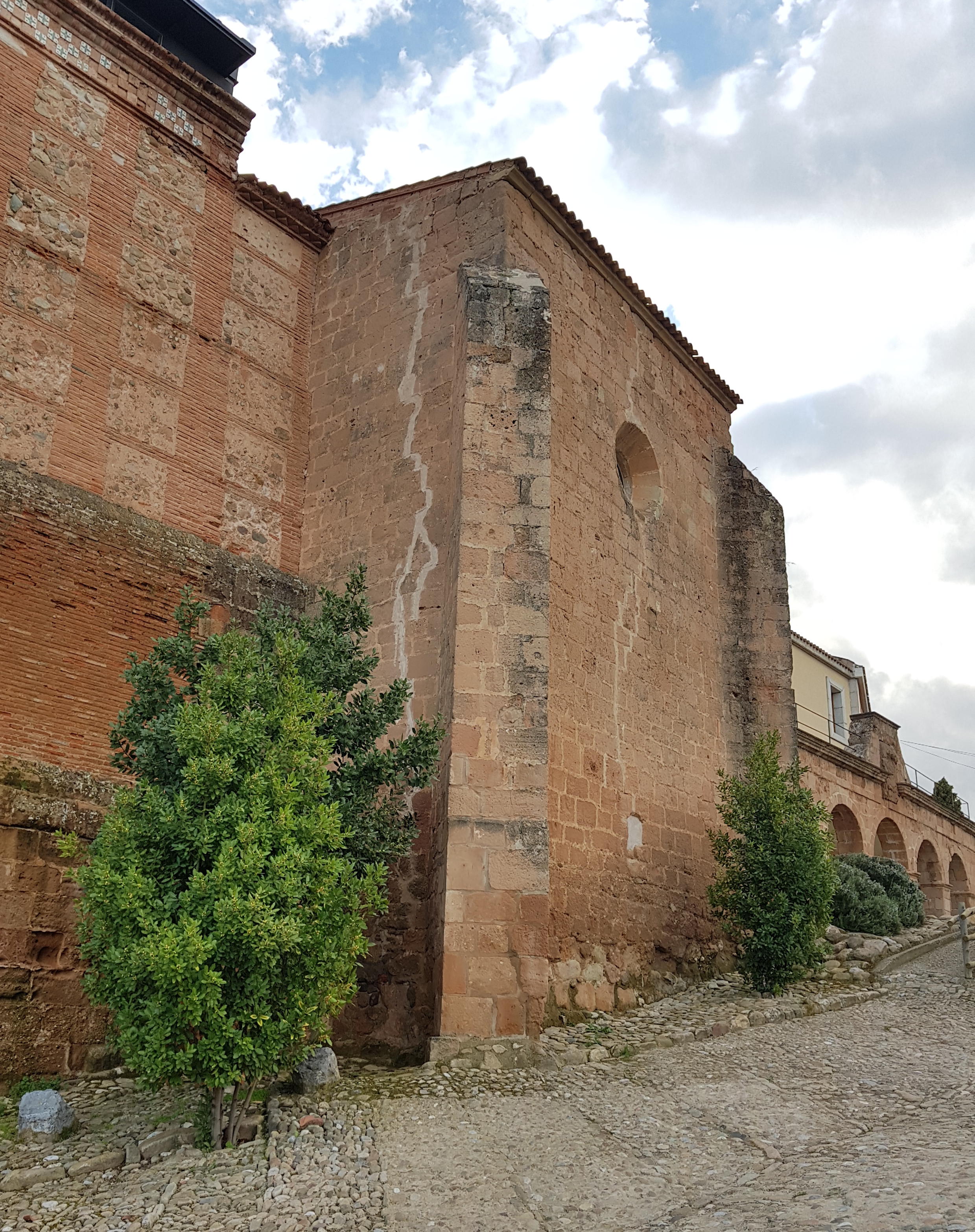
Vista de las grietas causadas por el terremoto de 1817, tal y como se ven aún hoy en día en la fachada del Monasterio de Vico en Arnedo.

En el 8 de marzo de 1817, ocurrieron una serie de terremotos en Arnedo y Préjano con epicentro en la comarca de Arnedo (España), así como las 16 réplicas registradas en los siguientes meses.

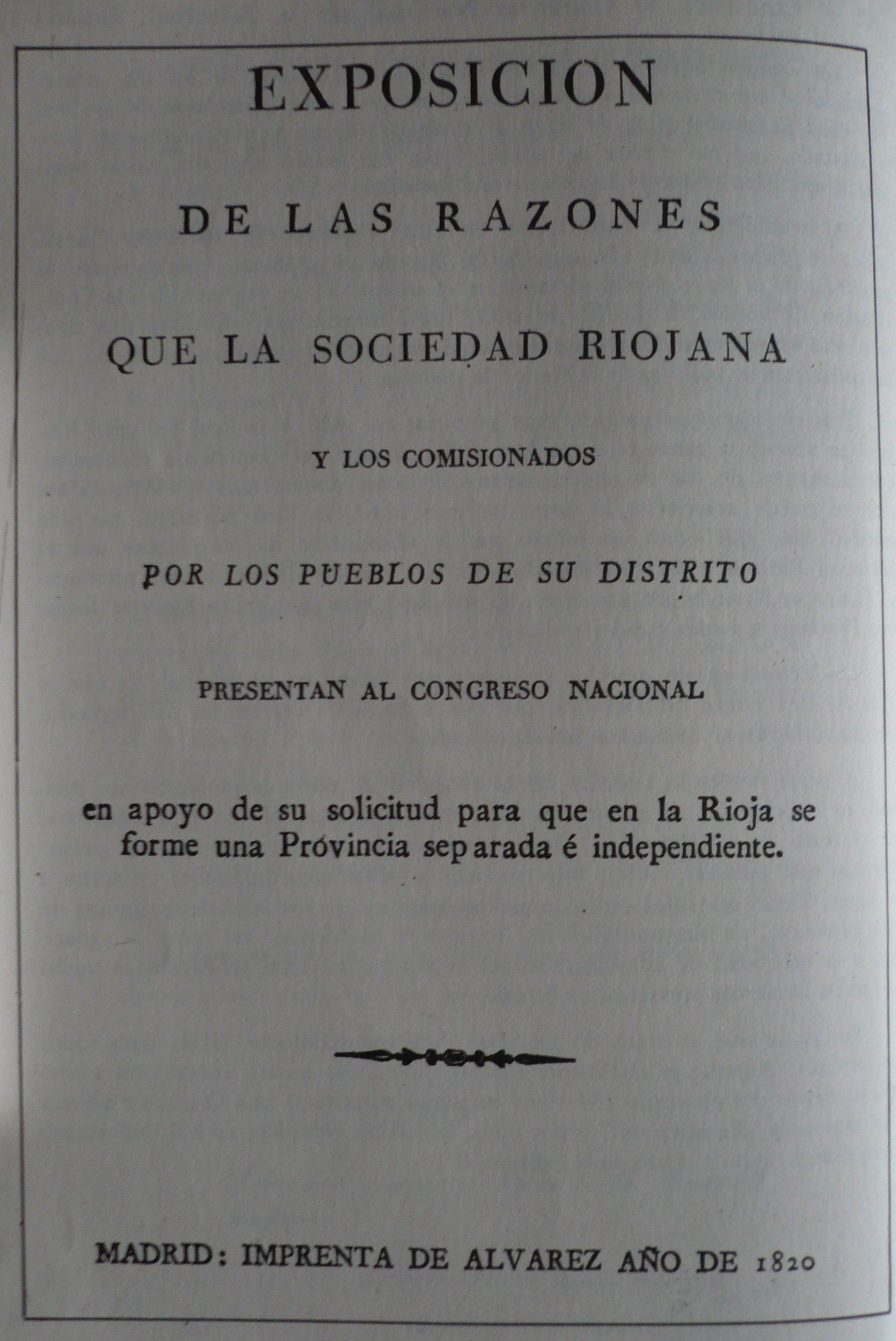
Portada del documento enviado por la Sociedad Riojana de amigos del país al congreso nacional solicitando que en La Rioja se forme una provincia separada e independiente (año 1820).

 Ante el proyecto de división de España en provincias que tuvo lugar en la época, planteado en la constitución de 1812 y retomado en 1820, la Real Sociedad Económica de La Rioja y otras instituciones solicitaron que a la región de La Rioja se la dotara de uno de estos marcos administrativos provinciales. De esta manera, dicha sociedad publica en 1820 una exposición con ese fin titulada "Exposición de las razones que la Sociedad Riojana y los Comisionados por los pueblos de su distrito presentan al Congreso Nacional en apoyo de su solicitud para que en la Rioja se forme una Provincia separada e independiente".
Asimismo, Antonio Norberto Fernández de Navarrete escribió en 1813 una carta titulada "Discurso sobre la necesidad, utilidad y ventajas que resultarían a la Rioja y al Estado, en su erección a Provincia Política de la Monarquía, e independiente de las demás" en defensa del mencionado propósito. También lo haría su hermano el ilustrado Martín Fernández de Navarrete en una carta de 1821 titulada "Carta de un riojano a un Señor Diputado en Cortes". Además en 1820, surgía en Torremontalbo una reunión de municipios riojanos con el mismo propósito de solicitar la unificación de la región de La Rioja en una única estructura administrativa provincial. En sus propias palabras el escrito que elaboraron demandaba que "Los riojanos estén unidos en una sola familia".

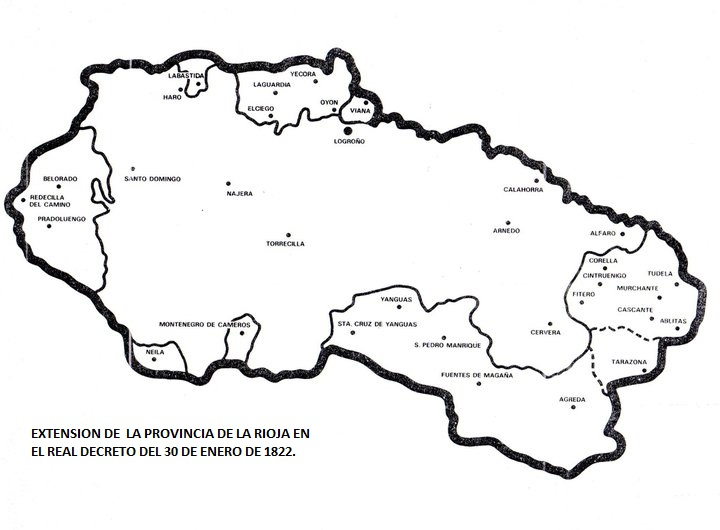
Provincia de La Rioja tal y como aparece en el real decreto del 30 de enero de 1822. Finalmente constituida con el nombre de su capital, Logroño.

En octubre de 1822, durante el Trienio liberal, se realizó una división de España en provincias, lográndose el objetivo solicitado de formación de una de ellas para la región riojana. Sin embargo, fue eliminando del proyecto su nombre de La Rioja, que era el nombre histórico del territorio y adoptado el de provincia de Logroño, si bien en un principio se pretendió conservarlo. Esto fue así debido al acuerdo por el cual la mayoría de provincias debían recibir la denominación de sus capitales, con el propósito de obtener una uniformidad nominal. No obstante, su efímera vida acabó en 1823 con la restauración del absolutismo en la denominada Década Ominosa, en la cual se derogó esta estructura provincial española. En un texto de la época llegado desde las cortes de Madrid a Logroño, dando cuenta de la aprobación de la provincia, puede leerse: «En la sesión de cortes celebrada este día se ha declarado a La Rioja por provincia independiente bajo la denominación de provincia de Logroño y por capital a esta ciudad». 
Además es también en 1822 cuando se funda el diario titulado El Patriota Riojano, que constituye el primer periódico riojano contemporáneo, el cual tenía un carácter ideológico provincialista riojano.

#### División provincial española de Javier Burgos. 1833
Tras la derogación de la división provincial de 1822, se comenzó a elaborar de nuevo en 1826 un proyecto de división provincial española en 49 de ellas que quedó en suspenso y sin ningún cambio hasta 1829. Este tenía como característica más significativa la recuperación para las circunscripciones correspondientes de las denominaciones históricas de Asturias, La Rioja y La Mancha, así como los de las cuatro provincias forales, en lugar de la adopción de los nombres de sus capitales, tal y como se había acordado en la división de 1822.
Sin embargo, en algún momento de la tramitación del proyecto se decidió suprimir los nombres tradicionales de Asturias, La Mancha y La Rioja, que se llamarían como sus capitales, conservándose únicamente los de las provincias forales de Navarra, Guipúzcoa, Álava, Vizcaya y los archipiélagos. Esto supuso que La Rioja adoptara nuevamente la denominación de provincia de Logroño en la división provincial de España aprobada el 30 de noviembre de 1833 por Javier de Burgos, siendo encuadrada en la región de Castilla la Vieja. Se formaba con 9 partidos judiciales: Alfaro, Arnedo, Calahorra, Cervera de Río Alhama, Haro, Logroño, Nájera, Santo Domingo de la Calzada y Torrecilla en Cameros. 
A pesar del éxito aparente de las reivindicaciones para la unificación de la región riojana en un mismo marco administrativo provincial que llevaban produciéndose desde hace décadas, algunos pequéños territorios históricamente considerados riojanos quedaron incluidos en Soria, Álava y Burgos, a diferencia de lo que había sucedido en la división de 1822, que los integraba. Dos de estos territorios excluidos de la provincia de Logroño aún hoy, en el siglo XXI, conservan nominalmente su condición riojana (Rioja Alavesa y Riojilla Burgalesa).
Aunque a la provincia se le otorgara la denominación oficial de Logroño en lugar de su nombre histórico de La Rioja, este último nunca llegaría a perderse. Sus habitantes se siguieron denominando riojanos y continuaron nombrando a su territorio como La Rioja. De la misma manera incluso diversas instituciones y medios de comunicación de la provincia tales como el Diario La Rioja (1889) o el Instituto de Estudios Riojanos (1946) y organismos como el partido político Acción Riojana (1931) utilizaron este nombre en lugar del de Logroño, llegando así hasta nuestros días. Famosas eran las arengas del gobernador civil de la provincia José Esteban Santisteban que siempre las iniciaba al grito de "¡riojanos!".

### Isabel II de España. 1833-1868

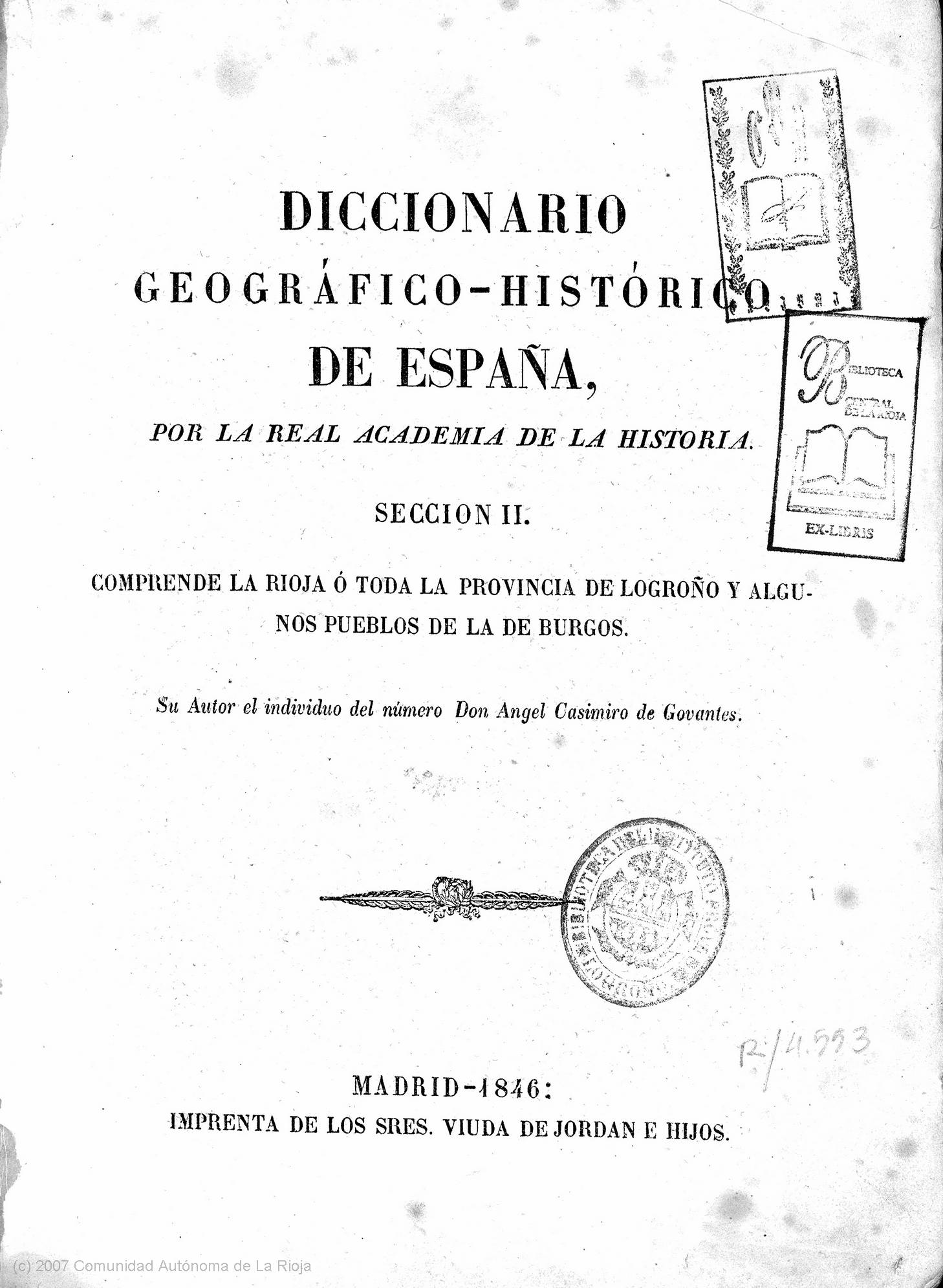
Portada del Diccionario geográfico-histórico de España. Sección II: Comprende La Rioja o toda la provincia de Logroño. Año 1846. Obra de Ángel Casimiro de Govantes.

Tras la muerte de Fernando VII, que había eliminado la ley sálica para nombrar sucesora a su hija Isabel, Carlos María Isidro de Borbón, hermano del rey fallecido, aspiraba al trono en virtud de una pretendida vigencia de dicha ley. Sus partidarios fueron denominados carlistas. 

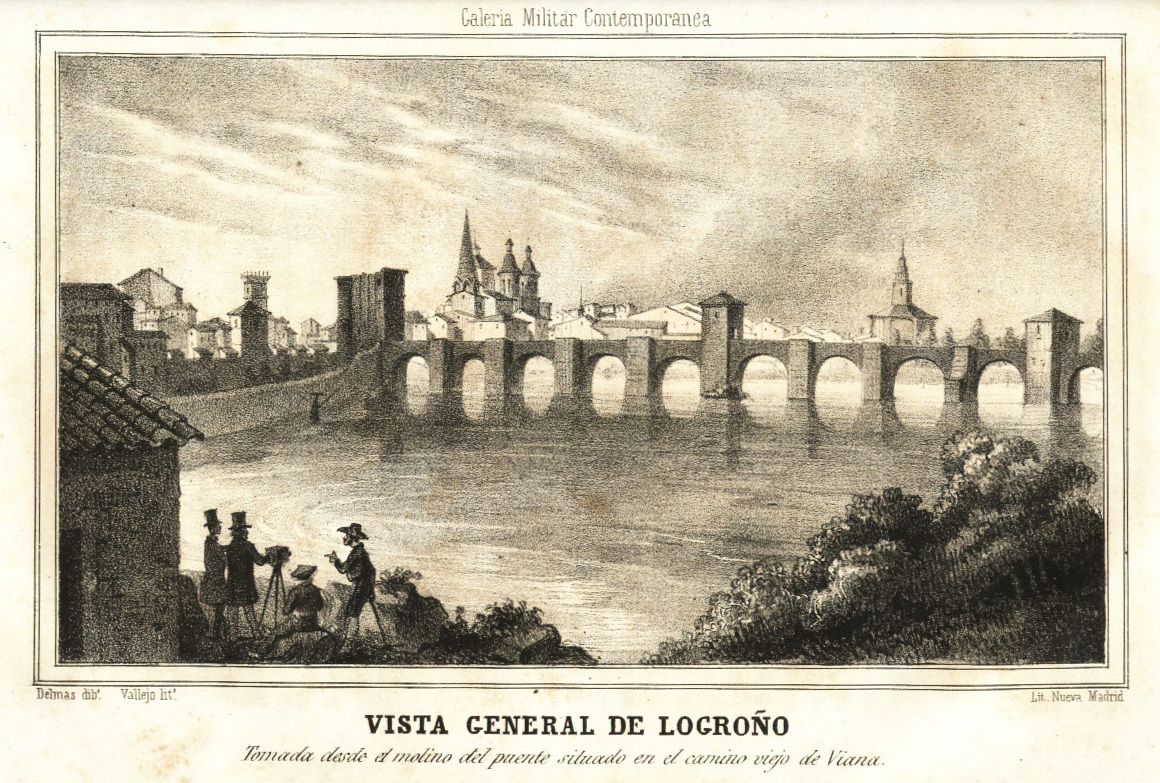
Logroño en 1846.

Uno de los más sobresalientes partidarios carlistas era el general navarro Santos Ladrón de Cegama que se encontraba acuartelado en Valladolid cuando se enteró de la muerte de Fernando VII. Huyó hacia Navarra por Salas de los Infantes, llegando a Valvanera donde esperaba encontrar un emisario. Al no llegar éste, se desplazó a Tricio donde tenía contactos con la familia Marrón. En casa de estos carlistas proclamó rey al infante don Carlos con el nombre de Carlos V el 6 de octubre de 1833, dando inicio a la primera guerra carlista. A su encuentro fue Basilio García con sus partidarios que ya se habían apoderado del ayuntamiento de Logroño. Ambos jefes se trasladaron a Navarra donde se formó una partida con gentes de La Rioja y Navarra. El 11 de octubre de 1833 tuvo lugar en las afueras de la localidad de Los Arcos (Navarra) el primer choque armado de esta guerra, en la que el isabelino Lorenzo venció a esa partida carlista.

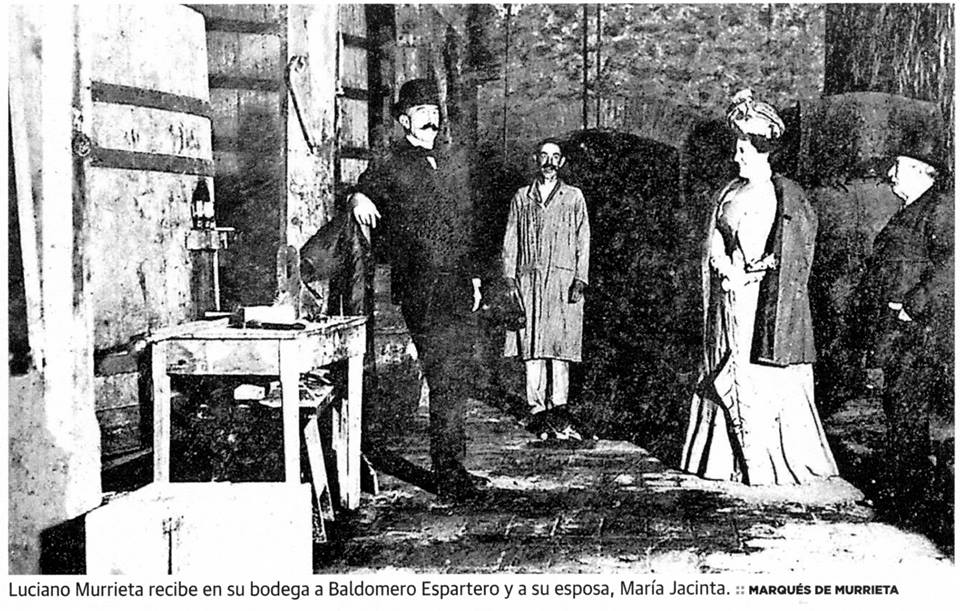
El marqués de Murrieta, Baldomero Espartero y su esposa María Jacinta de Sicilia.

Baldomero Espartero fue dos veces presidente del Consejo de Ministros y regente durante parte de la minoría de edad de Isabel II, el hombre que pudo ser rey, fijó durante parte de su vida su residencia en Logroño, donde falleció en 1879). Se conservan actualmente de la época, su estatua ecuestre en el centro del paseo del Príncipe de Vergara, más conocido como paseo del Espolón, y su palacio residencia (actual Museo de La Rioja). En la concatedral de Santa María de la Redonda se halla el mausoleo con los restos mortales de Espartero y de su esposa, la logroñesa María Jacinta Martínez de Sicilia, conocida como duquesa de la Victoria, con calle en la ciudad; y que lo fue por su matrimonio con el general, verdadero propietario del título.

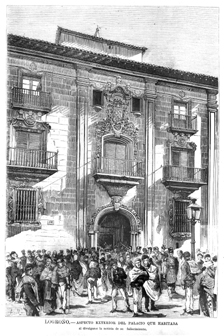
La vivienda de Baldomero Espartero en Logroño.Xilografía publicada en La Ilustración española y Americana. Madrid, 1879.

En 1834 se produjo una epidemia de cólera morbo asiático que afectó especialmente a las poblaciones situadas en el valle del Ebro. Las estimaciones oficiales cifraron en 21.165 el número de afectados (13,6% de la población) y en 4895 el de muertos (3,2%).

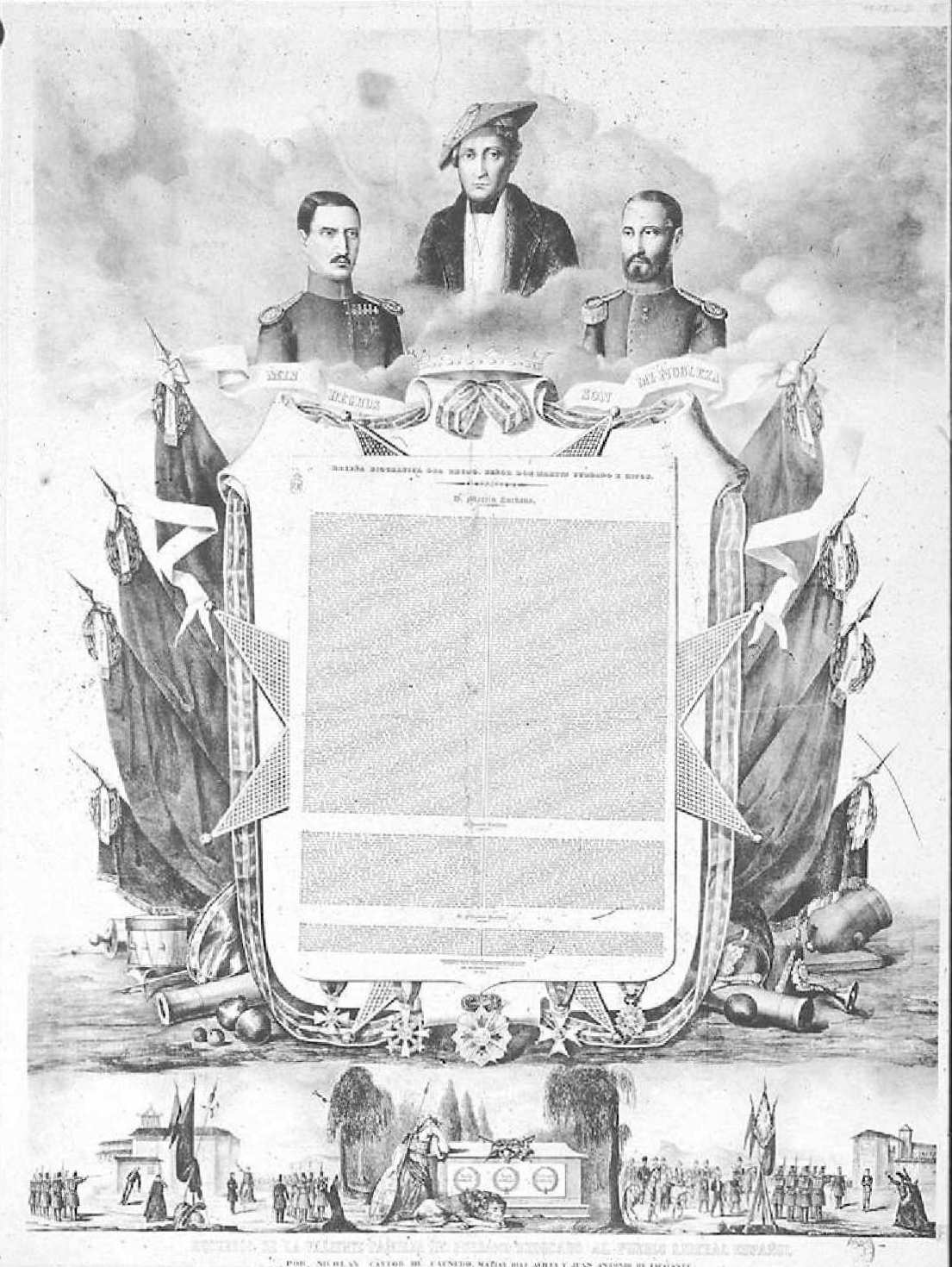
Retratos de Martín Zurbano y sus hijos Benito y Feliciano.

Tras sucesivas victorias carlistas, el caudillo Tomás de Zumalacárregui emprendió una campaña con el objetivo de tomar Ezcaray. El general carlista conde de Negri asedió Ezcaray obligando a los milicianos del regimiento de África a retirarse al edificio del fuerte, donde se guarnecía el resto del batallón. Tras la imposibilidad de mantener el ataque, los carlistas se retiraron a Quintanar de Rioja.

En 1837, Espartero fortificó Logroño e inició la conquista de Viana, Rioja Alavesa y Treviño para llegar a Navarra y Vascongadas donde firmó el Abrazo de Vergara. 

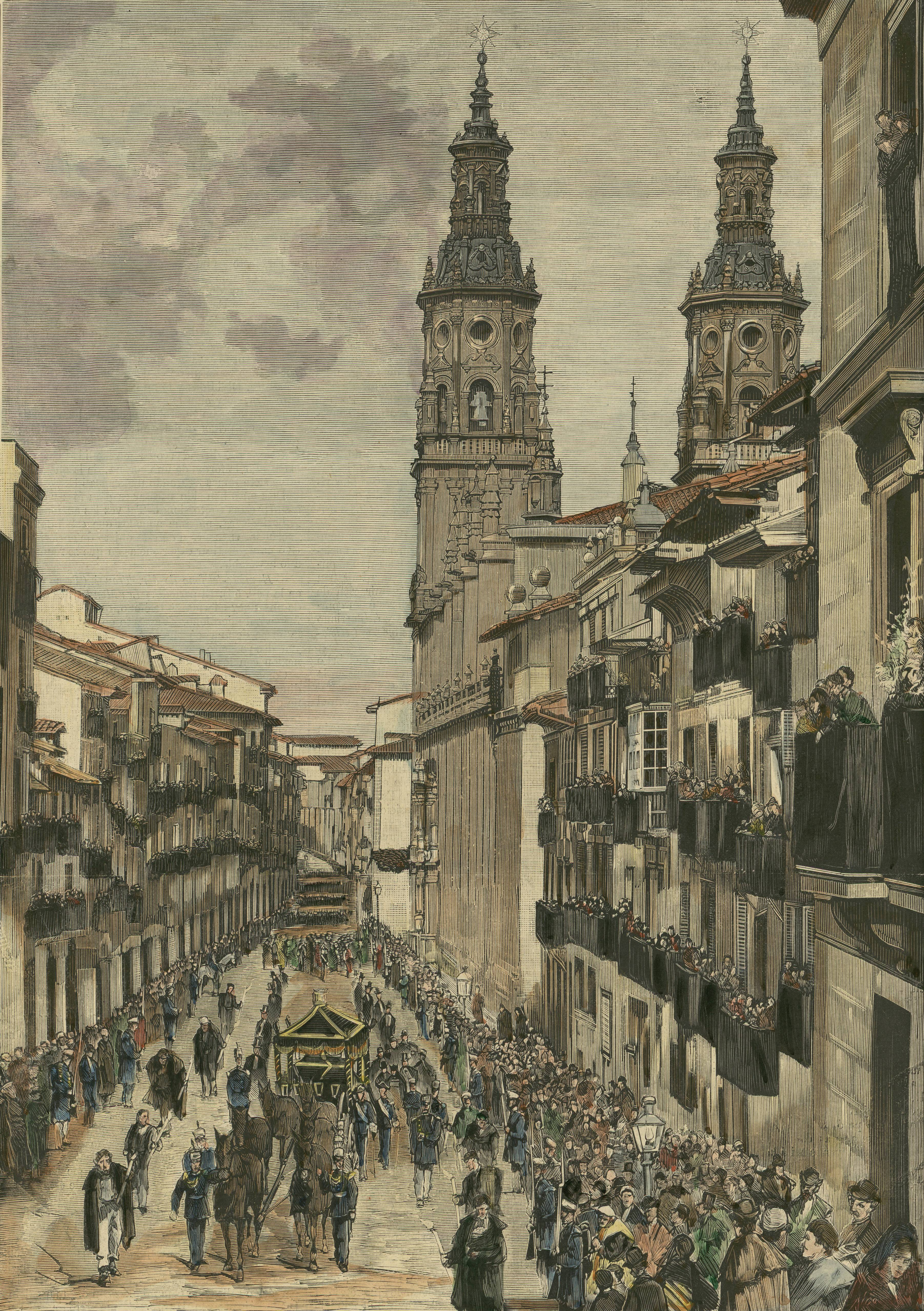
Paso del entierro del General Espartero por la calle del Mercado y la concatedral de Santa María de la Redonda de Logroño.

El 13 de noviembre de 1844, Martín Zurbano se subleva en Nájera a favor de Espartero y contra el gobierno de Narváez, liderando una partida de ochenta hombres. Posteriormente, consciente de su fracaso, se esconde a la espera del momento oportuno para pasar a Francia. Su búsqueda se convierte en una auténtica cacería. Finalménte es encontrado en el pueblo riojano de Ortigosa de Cameros, víctima de una delación. Es capturado y trasladado a Logroño. Sería fusilado el 21 de enero de 1845 junto a la tapia del convento de Valbuena de la capital riojana. Varios de sus acompañantes, entre los que se encontraban sus propios hijos y su cuñado, también fueron ejecutados en distintas fechas.
Entre 1844 y 1854, el gobierno central proyecta una carretera que iría de Madrid a París pasando por Soria, Logroño y Pamplona. En estos años se organizó la provincia tanto política como administrativamente.
Tras el gobierno del Bienio Progresista, Espartero se retiró definitivamente de la política para vivir hasta su muerte en su palacio en Logroño, propiedad de la familia de su esposa María Jacinta Martínez de Sicilia y Santa Cruz (actual Museo de La Rioja).
Cuando estalló La Revolución Gloriosa en España, en septiembre de 1868, los demócratas de tendencia progresista y republicana de la provincia liderados por Alberto Ruíz Royo tomaron las armas contra Isabel II habiendo un combate en Castañares de las Cuevas, concretamente en un lugar conocido como Peña del Cura. El resultado fue negativo para los sublevados que se saldó con nueve prisioneros, diez muertos y en total unas 25 personas afectadas de una manera o de otra. Las autoridades municipales de Logroño intervinieron para evitar el atentado contra la vida de los prisioneros. Finalmente, al triunfar la revolución a nivel nacional, en octubre de 1868 se realizaron elecciones municipales por sufragio universal, logrando los demócratas-republicanos riojanos un buen número de concejalías. Posteriormente se presentaron como diputados en todas las elecciones del sexenio democrático, sumando un alto porcentaje de votos. Existían centros políiticos de carácter republicano en Logroño, Ezcaray y Cervera del río Alhama. Juan Prim y Pascual Madoz ofrecieron la Corona de España a Espartero, cargo que no aceptó.

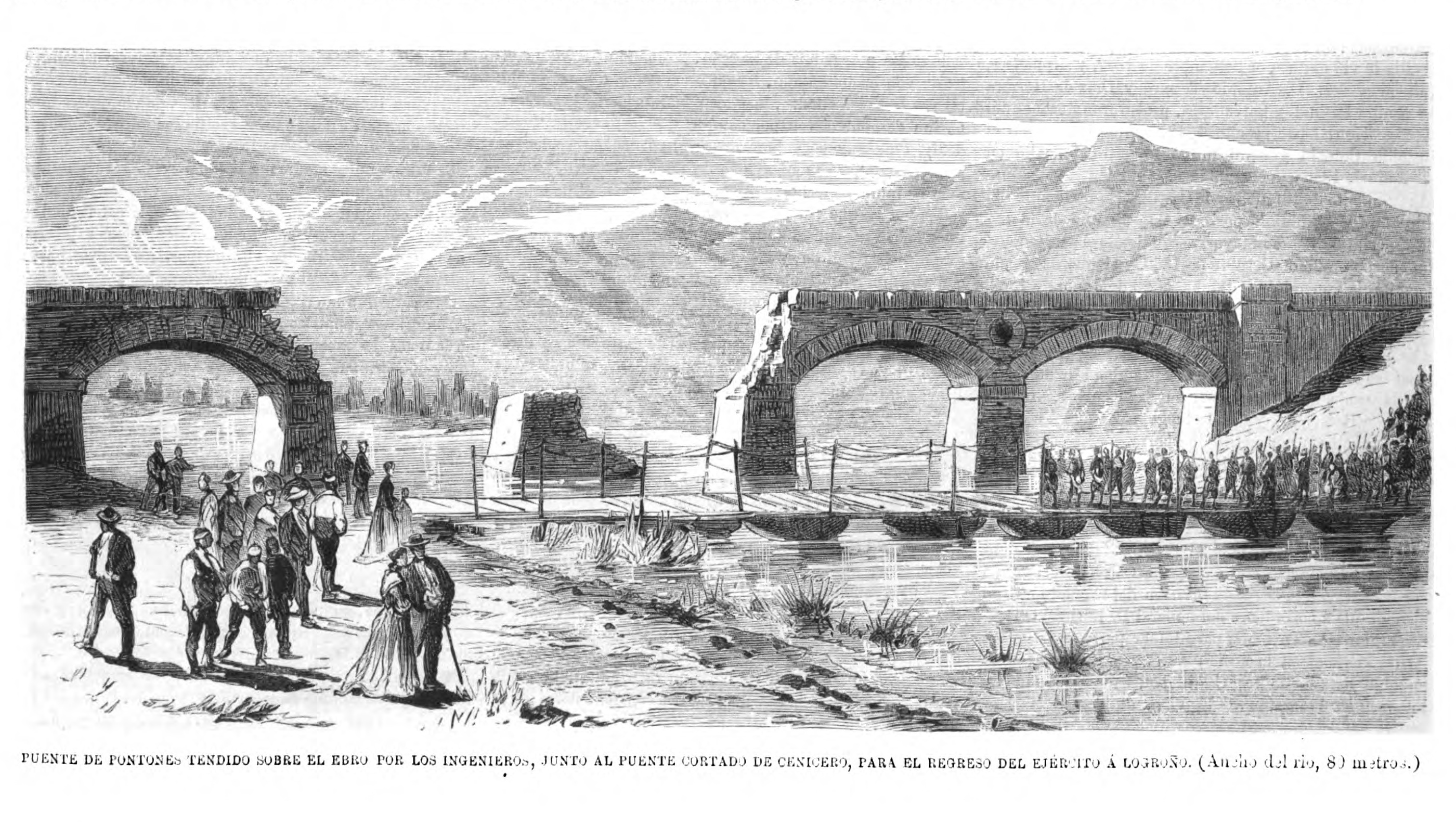
Puente de pontones tendido sobre el Ebro junto al puente cortado de Cenicero, para el regreso del ejército gubernamental a Logroño, durante la tercera guerra carlista ("La Ilustración Española y Americana", 1874).

En 1872 como inicio de la que sería la tercera guerra carlista, Carlos VII, entra en Navarra por Vera de Bidasoa, toma Estella y en Montejurra los carlistas vencen a los liberales. El general Ollo llegaría a Logroño para realizar en Viana el intercambio de prisioneros, tras el cual la comarca logroñesa fue saqueada.
Tras el fracaso de la monarquía democrática de Amadeo I que dio paso a la Primera República Española, Espartero fue sondeado para que aceptara la presidencia de la República pero la rechazó.

### Primera República Española. 1873-1874

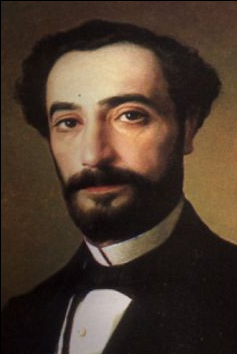
Retrato de Práxedes Mateo Sagasta (1871).

Proclamada la Primera República Española el 11 de febrero de 1873, su implantación en La Rioja se realiza en siete núcleos que contaban con distritos con diputados provinciales. Estas son la capital y sus poblaciones satélites, las poblaciones norteñas occidentales, el valle de Ezcaray, las situadas en torno a Cervera del río Alhama y dos de las poblaciones más destacadas de La Rioja Baja, Alfaro y Calahorra. 
El día 22 de junio de 1873 se proclama la repubública desde los balcones del ayuntamiento de la capital de La Rioja, celebrándose con diversas festividades como desfiles militares y cívicos, manifestaciones con estandartes de las secciones republicanas, toros, vaquillas y bailables en el paseo de las Delicias, los cuales fueron iluminados con luz eléctrica por primera vez en la historia de La Rioja. Todo ello acompañado de sus correspondientes discursos.
La experiencia republicana muere muy pronto en España con el asalto al congreso de los diputados del general Pavía, de manera que en La Rioja desaparecen los fieles a la república sustituyéndoles los seguidores de Práxedes Mateo Sagasta que ocuparon los cargos políticos y administrativos de la provincia. Los demócratas y republicanos riojanos se retiraron para formar y reunirse en distintas organizaciones afines a su ideología creando círculos y logias masónicas.

### Alfonso XII de España. 1874-1885

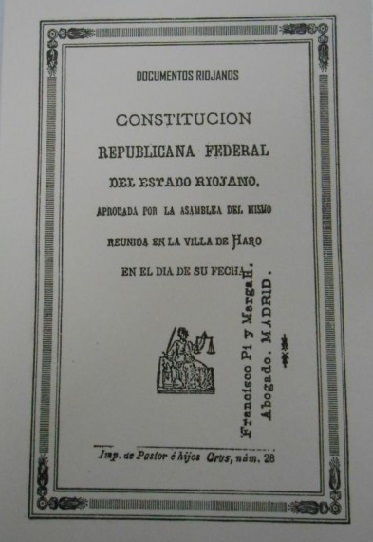
Portada de la Constitución Republicana Federal del estado Riojano, año 1883.

En febrero de 1881, reinando Alfonso XII, llega por primera vez en la restauración a la presidencia del consejo de ministros el riojano Práxedes Mateo Sagasta, lo cual supuso una cierta liberalización del régimen monárquico. En este contexto se van a dar en el año 1883 dos manifestaciones de importancia en La Rioja y las dos de carácter republicano. Una sublevación militar republicana en Santo Domingo de la Calzada y la aprobación de la Constitución Republicana Federal del estado Riojano.
El día 8 de agosto de 1883 el regimiento de lanceros Numancia, ubicado en Santo Domingo de la Calzada, participó en una sublevación militar republicana promovida por la Asociación Republicana Militar (ARM) que dirigía Manuel Ruiz Zorrilla. El pronunciamiento además fue secundado también por unidades militares en la Seo de Urgel y en Badajoz. Finalmente fracasó en sus aspiraciones siendo el levantamiento de Santo Domingo de la Calzada el único del los tres que acabó trágicamente. El teniente Juan José Cebrián Piqueras que dirigió la acción fue asesinado en el desarrollo de la misma, además de ser fusilados cuatro de los sargentos participantes tras un consejo sumarísimo.
En abril del año 1883 se celebró en la ciudad riojana de Haro una asamblea presidida por el político federalista Juan Sayol en la que se aprobó la Constitución Republicana Federal del Estado Riojano para que La Rioja fuera un estado soberano dentro de una futura España federal que se intentó plantear en la época. Esta carta magna estaba inspirada en el republicanismo de Pi y Margal con tres principios básicos: oposición a la reacción, el principio federativo y la defensa del cantonalismo. Esto denota una clara ideología regionalista, aunque al final no se pudo llevar a cabo.

### Alfonso XIII de España y la dictadura de Primo de Rivera. 1886-1931

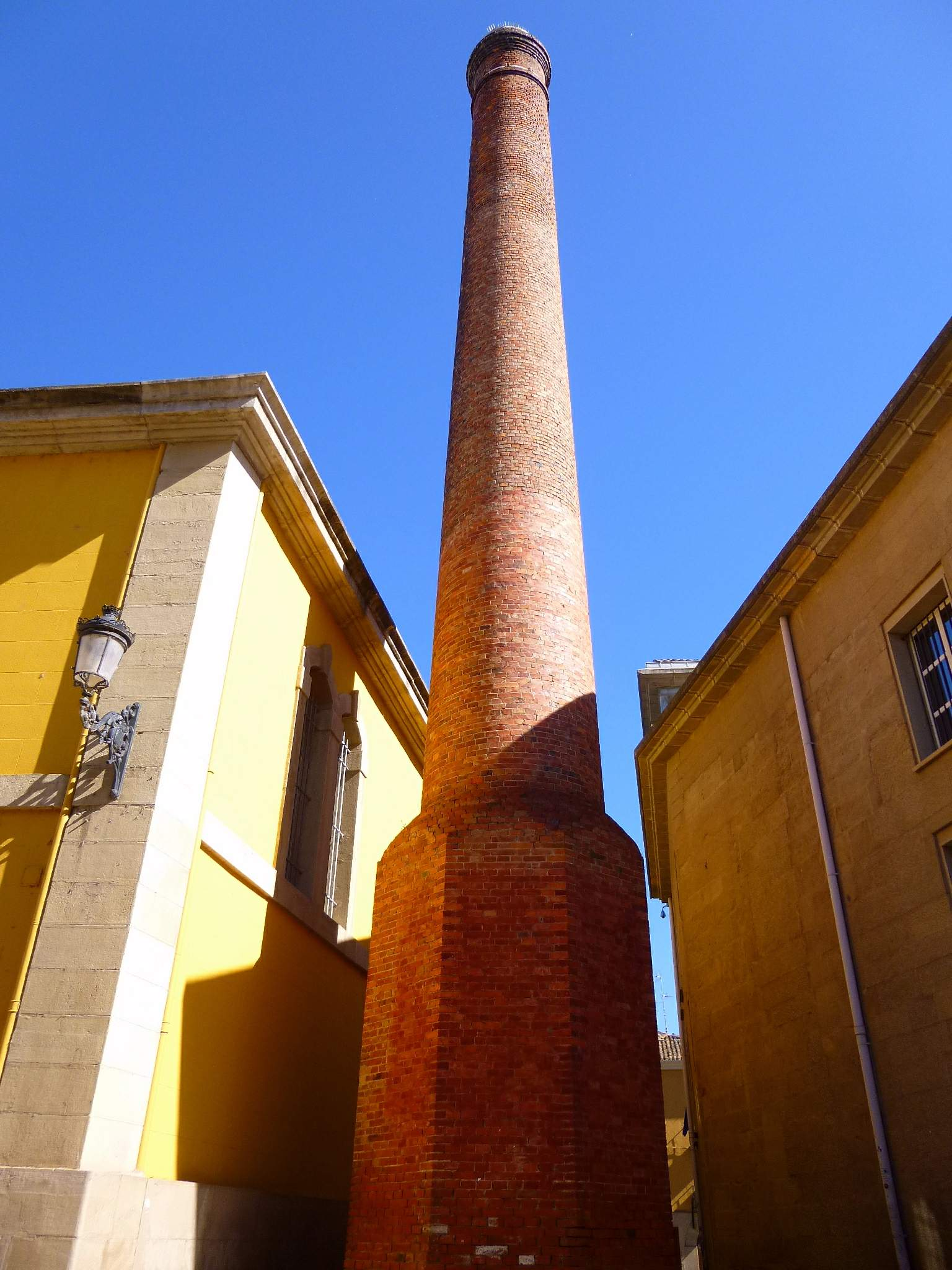
Antigua Fábrica de Tabacos en Logroño (1890), actualmente la biblioteca de La Rioja.

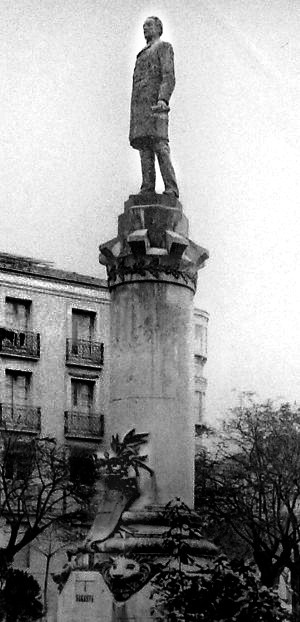
Monumento a Sagasta, inaugurado en 1891.

En 1891 se completa la instalación del alumbrado público por electricidad en la ciudad de Haro. En este periodo España comenzará ahora a elegir los gobiernos locales, provinciales y nacionales mediante sufragio universal masculino, sin embargo, esta elección distará mucho de ser democrática: son los años de la España del caciquismo y el pucherazo.
En 1889 nace en Logroño el diario titulado La Rioja, todavía aún hoy existente.También se fundaron otros periódicos regionales durante estos años como La Rioja Baja en Calahorra en el año 1900 o El Postillon de La Rioja en Haro en 1887.

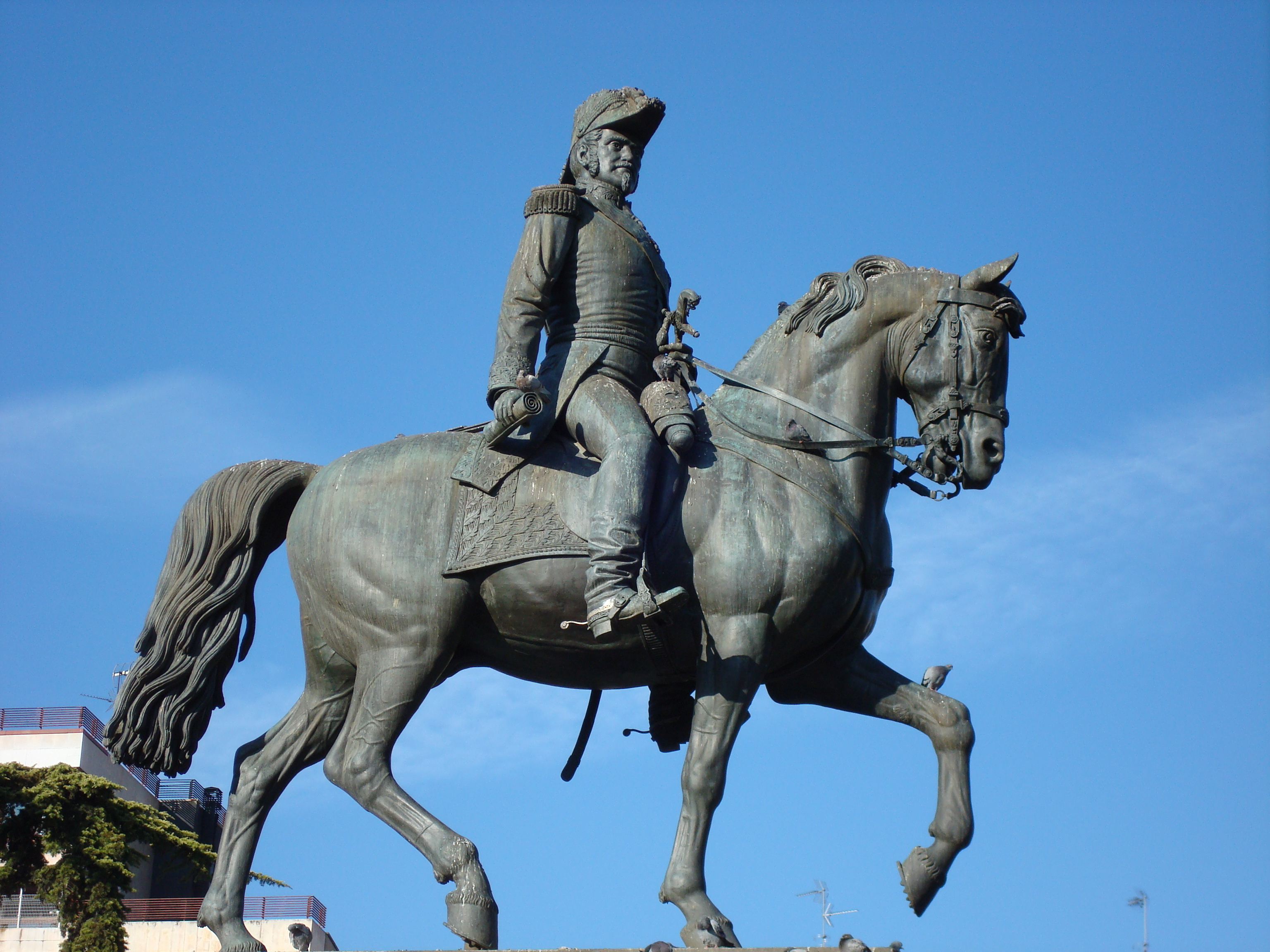
Monumento al general Baldomero Espartero, inaugurado en 1895.

El monumento al general Baldomero Espartero, se inaugura en el año 1895. Este mismo año en abril, se comienzan las obras del histórico edificio del actual Instituto Práxedes Mateo Sagasta. El instituto es fruto de las presiones de Sagasta y Amós Salvador en el gobierno central de Madrid. Su arquitecto fue Luis Barrón, el cual cobró 15.456,10 pesetas por el proyecto. También de Luis Barrón es el edificio del matadero público, inaugurado en 1911, y reconvertido en Casa de las Ciencias actualmente.

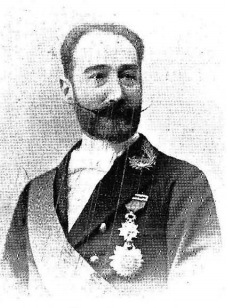
Amós Salvador Rodrigáñez.

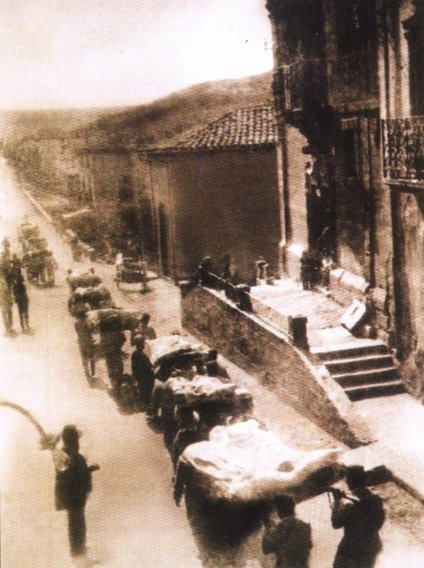
Traslado de heridos en la catástrofe de Torremontalbo (1903)

En el año 1903 se produjo un accidente de ferrocarril en la localidad de Torremontalbo, la cual constituyó la mayor tragedia ferroviaria habida hasta el momento. El tren que pasaba por la localidad descarriló mientras cruzaba el puente sobre el río Najerilla, lo que provocó su caída al cauce. Tanto la familia del conde de Hervías, que tenía allí su residencia, como los vecinos del vecino pueblo de Cenicero, se volcaron en socorrer a las víctimas. Por ello el rey Alfonso XIII le otorgó a esta última los títulos de "ciudad" y de "ciudad muy humanitaria". El suceso se saldó finalménte con 44 muertos y más de 80 heridos.
Durante la primera década del siglo XX se expandieron por toda España los movimientos regionalistas al calor de la ley de mancomunidades de 1912, como otra posible respuesta a los nacionalismos en continuo crecimiento. En 1918 se reunieron en el recientemente desaparecido teatro moderno de Logroño, representantes de más de 100 ayuntamientos para realizar un documento en el que se exigía para La Rioja un marco federal propio, con una independencia político-administrativa pero sin renunciar a su pertenencia al estado Español. Es un claro ejemplo de regionalismo riojano.Sin embargo, no fue la primera vez que se intentó durante esta década. Anteriormente, ya se había producido un manifiesto similar del partido Anticaciquista Riojano, con similares reivindicaciones.
En los años 1922-1923 nace en Logroño el Ateneo Riojano. Institución de carácter cultural en el cual se realizan conferencias, conciertos, exposiciones o funciones teatrales. También integraba una completa biblioteca y un servicio de préstamo. Desde su fundación no ha dejado de realizar estas actividades.

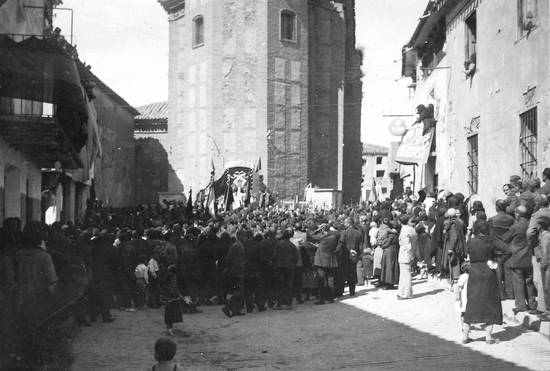
Procesión católica en Pradejón.

En los años 1923-1931 comienza la Miguel Primo de Rivera en la que se disolvió los partidos políticos y se impuso un régimen nacionalista y católico basado en el mantenimiento del orden. En La Rioja como en el resto de España, se puso en práctica estas reformas, "suponiendo la prohibición del movimiento obrero, lo que permitió a las antiguas clases caciquiles seguir influyendo en la vida pública".

### Segunda República Española. 1931-1939

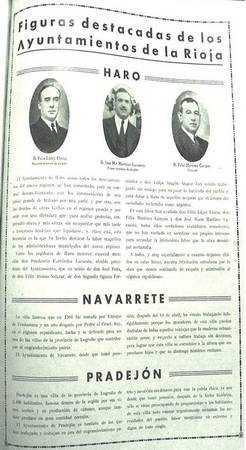
"Libro de Oro" de la Segunda República española sobre "figuras destacadas de los Ayuntamientos de La Rioja".

Ante el desgaste político de la dictadura, Alfonso XIII decidirá convocar elecciones municipales para el 12 de abril de 1931, con el fin de regenerar el régimen y devolver el poder perdido a las instituciones monárquicas. Sin embargo, la victoria de las candidaturas de coalición republicana y socialista en las grandes ciudades supondrá la proclamación democrática de la Segunda República Española y la salida al exilio del propio Alfonso XIII.
En 1931 ante el proyecto regionalizador de España de la segunda república, se va a dar un suceso que sirve de precedente en la región para lo que iba a ocurrir 50 años después con el estado de las autonomías. Se produjo un debate en los medios de comunicación provinciales sobre el lugar en el cual debía situarse La Rioja en el posible nuevo panorama político del país. Hubo dos posicionamientos de carácter regionalista enfrentados dentro de la provincia: los que pretendían crear una federación vasco-navarra-riojana y los que demandaban una Rioja autónoma en solitario.

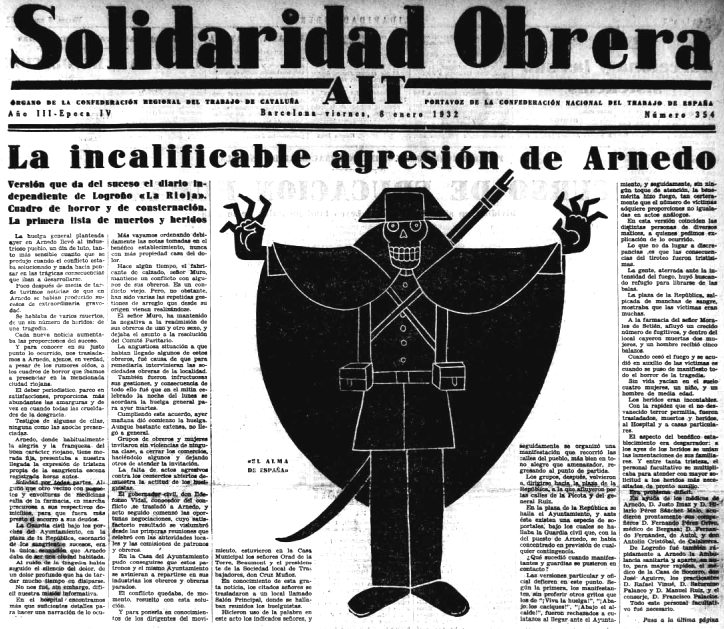
Un agente de la Guardia Civil caracterizado como La Muerte, en una caricatura del periódico anarquista Solidaridad Obrera en respuesta a la actuación de este cuerpo policial durante los Sucesos de Arnedo (8 de enero de 1932).

Otro de los hechos acaecidos entonces se conoce como los "Sucesos de Arnedo". Los acontecimientos que se produjeron entre 1931 y 1932 a partir de unos despidos en una fábrica de calzados y terminarían con la muerte de once personas por disparos de la Guardia Civil durante una manifestación en apoyo a los obreros despedidos. Estos hechos causaron una gran polémica, añadidos a otros casos de matanzas de Guardias Civiles por parte de campesinos y obreros, como en Castilblanco (anterior), o la situación inversa en Casas Viejas (posterior). Arnedo se convirtió en un símbolo para anarquistas y republicanos de izquierda radical durante los años treinta.
En diciembre de 1933 se producen durante un día y medio unas revueltas anarquistas en La Rioja ordenadas por la CNT, con el objetivo de conseguir sus aspiraciones políticas libertarias. Hubo levantamientos en Cenicero, Fuenmayor, Ábalos, San Vicente, Briones y San Asensio además de en Logroño, Calahorra, Autol, Arnedo o Quel. Pronto fueron sofocados por el ejército y la Guardia Civil que acabaron con las esperanzas de los rebeldes. San Vicente fue la última localidad en rendirse, algo facilitado por su orografía. Sin embargo, unos aviones militares sobrevolaron el municipio amenazando con el bombardeo si los anarquistas no abandonaban sus pretensiones. Finalmente, la localidad se rindió y el conflicto se saldó en La Rioja con 11 muertos, 32 heridos graves y un centenar de condenas de más de 10 años de cárcel.
Durante los desórdenes sociales del final de la Segunda República Española, el 18 de marzo de 1936 ardieron los colegios de Escuelas Pías, Enseñanza y Adoratrices, los conventos de Madre de Dios, Agustinas y Carmelitas, la parroquia de Santiago El Real, además de los talleres del Diario de La Rioja. Los sucesos anticlericales ocurridos en Logroño, aunque muchos de ellos tuvieran una raigambre más de tipo social y económica, constituyen así un claro ejemplo de lo que iba a ocurrir meses después en toda la provincia y en el resto de España.

### Guerra civil española. 1936-1939

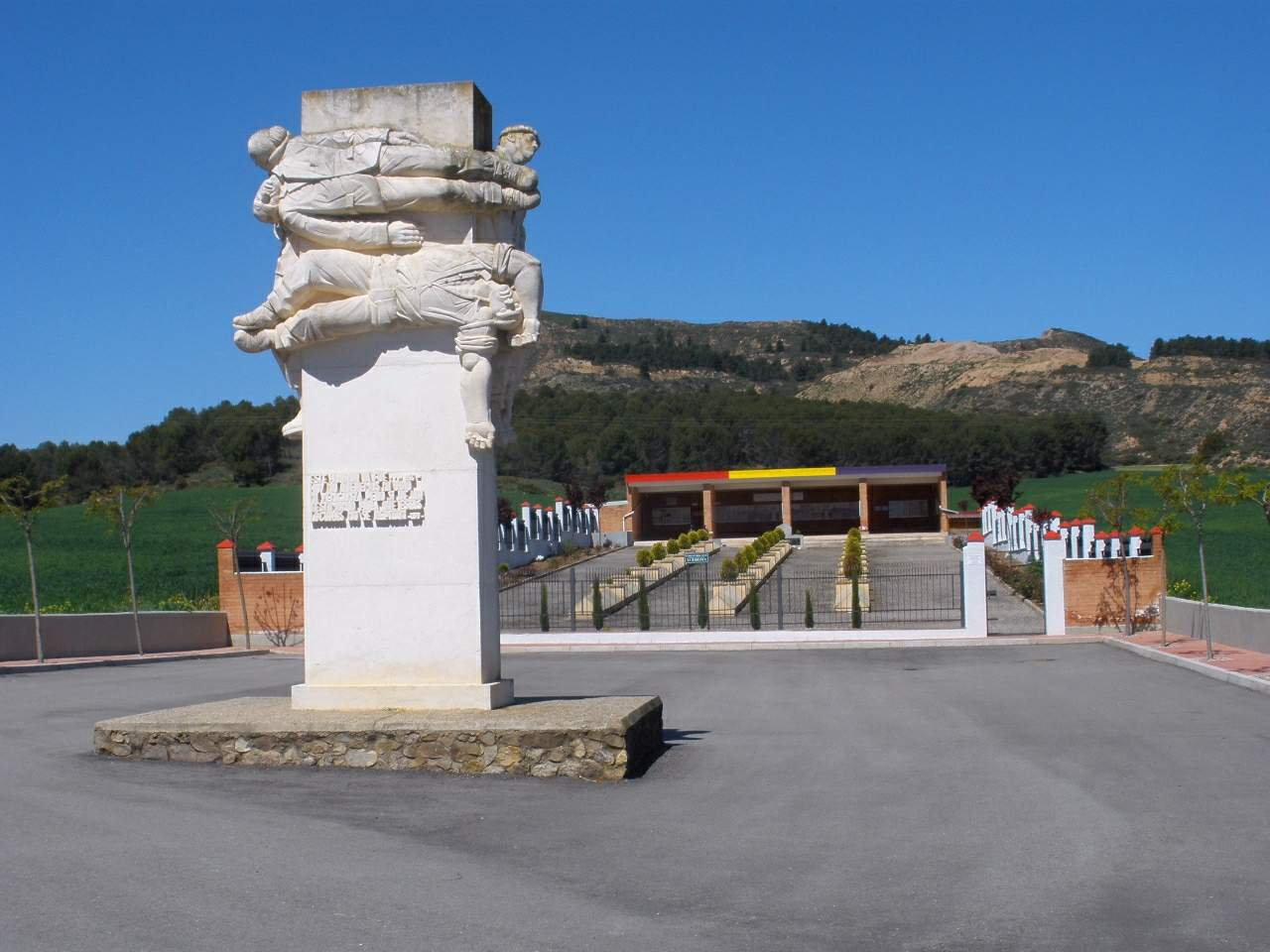
Cementerio Civil "La Barranca", en Lardero. Acoge los restos de los represaliados del bando franquista en la zona durante la guerra civil española.

El coronel Ricardo Moltó al mando del regimiento de artillería con cuartel en Logroño y el teniente Terán al mando de la escuadrilla con base en Agoncillo estaban informados de la sublevación militar que se estaba fraguando para el 17 de julio de 1936. Conocida la noticia de que en Marruecos había dado comienzo la rebelión, a primeras horas de la mañana del día 19 el capitán de artillería Emilio Bellod Gómez se hizo cargo del gobierno civil y el capitán de ingenieros Santiago Torre Enciso ocupó la única emisora de radio provincial, comenzando a emitirse proclamas y el bando de Mola. Aquel mismo día ya se realizaron las primeras detenciones y asesinatos de personas consideradas como peligrosas para que la sublevación prosperase. El escritor logroñés Jesús Vicente Aguirre estima en su libro Aquí nunca pasó nada a unos 2000 asesinados en toda La Rioja por la represión franquista en 1936. La noticia del golpe llegó a Pradejón el sábado 18, donde el Ayuntamiento y las organizaciones de izquierdas hicieron rondas de vigilancia con voluntarios armados. Estas patrullas sumaban unos 200 hombres, la mayoría afiliados a Izquierda Republicana, CNT y UGT. Sin embargo, el domingo 19 se sublevaron Logroño y Calahorra y el lunes 20 lo hicieron Lodosa y Mendavia, convirtiendo al Pradejón republicano en un foco aislado.
En La Rioja, no hubo en general grandes conflictos durante la Guerra Civil, lo que sí hubo fue miedo ya que hubo actos tales como asesinatos, no solo en Logroño también en otras localidades, también hubo presos. Muchos de los asesinados fueron enterrados en la Barranca en Lardero. La magnificación de los motines anticlericales sirvió como un excelente elemento de propaganda franquista. Tras la guerra, varios personajes riojanos exiliaron como Amós Salvador o María de la O Lejárraga.
En 1938, Franco decretó la fusión de los dos periódicos regionales: el liberal La Rioja y el conservador Diario de La Rioja. Esto dio lugar a un cambió en el nombre del diario que pasaría a denominarse Nueva Rioja hasta la transición.

### Régimen franquista. 1939-1975

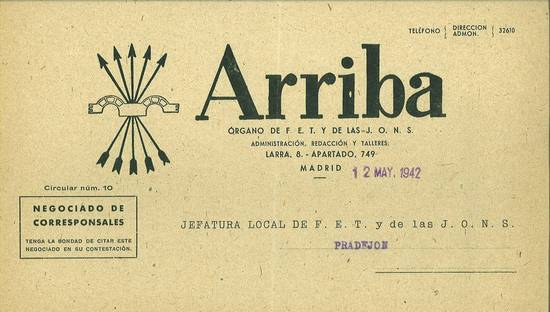
Carta del semanario falangista Arriba, indicando el envío de cinco ejemplos a Pradejón.

La sociedad española se enmarcaba también a un amplio programa dirigido a la recatolización de la clase obrera española intentando conciliar, al menos hasta 1942, catolicismo y fascismo. La Iglesia dictó las normas de conducta que debían enmarcar la vida la nueva España, arrogándose un importante papel en el diseño de la ideología de la autarquía.
En 1944 ardió la nave de la iglesia de lo que fue el anterior convento de la Merced, integrada en la fábrica de Tabacos en Logroño.
En 1946 tiene lugar la fundación del Instituto de Estudios Riojanos con el objetivo de la investigación difusión y promoción de la cultura riojanas.
En la primavera de 1950 son apresados y encarcelados los principales promotores del socialismo clandestino riojano. Es a partir de los años 70 cuando el antifranquismo logroñés goza de un cierta estructura y actividad práctica.

### Transición Española. 1976-1981
Con la muerte de Franco en 1975 y el comienzo de la transición a la democracia, se va a dar primero un nuevo proceso de reivindicación de la identidad riojana; y, a continuación, nuevamente, la demanda de autonomía; una vez definido el proceso de descentralización del estado que iba a realizarse con la creación del sistema autonómico.

### El proceso autonómico riojano
Ya en 1976 los medios de comunicación riojanos recogían las inquietudes de su población con respecto al futuro de la región. El diario Nueva Rioja (denominación que recibió el noticiario La Rioja durante el franquismo y periódico decano de la prensa provincial) plasmó las demandas de la población riojana mediante cientos de artículos de opinión y cartas al director. Estos reivindicaban la identidad riojana frente a la de otras regiones y describían los problemas de la región. El mencionado periódico realizó una serie de encuestas a personalidades ilustres e intelectuales riojanos sobre la personalidad propia y diferente a la de los vascos, aragoneses o castellanos, cuyos resultados fue publicando. Todos los encuestados afirmaron que La Rioja poseía una personalidad propia y diferente a la de las regiones de alrededor, argumentando las razones. También se produjeron quejas por la discriminación que suponía para la región el habérsele quitado su nombre histórico durante tanto tiempo, con la consecuente demanda del cambio de nombre oficial de la entonces provincia de Logroño por el de La Rioja. Nombre este último que nunca se llegó a perder y que se seguía utilizando para denominar a toda la provincia a pesar de no ser un nombre oficial. 
Estos sucesos y reivindicaciones de la identidad riojana partieron exclusivamente de la propia sociedad civil de la región, los políticos se mantenían al margen en estos primeros momentos. Es más, comenzaron a surgir desde la sociedad civil movimientos que iban a reivindicar la identidad riojana y que jugaron posteriormente un papel esencial en la consecución de la autonomía. Estos fueron el Colectivo Riojano y la asociación Amigos de La Rioja (agrupación que sigue existiendo en la actualidad), formados en su mayoría por gente joven, mayoritariamente de izquierdas. Posteriormente los partidos políticos comenzaron a posicionarse con respecto a este tema, aunque su postura no estaba nada clara ya que existían grandes dudas sobre como se iba a realizar la descentralización. Desde UCD se apostaba por la integración de la región en Castilla y León, mientras que el PSOE y PCE planteaba unirla al País Vasco o a una región vasco-navarra-riojana. Todas estas posibilidades planteadas por los políticos suscitaron un enorme rechazo en la sociedad riojana. El discurso identitario riojano se iba a centrar en las muchas cosas que diferencian a los riojanos de los castellanos y de los vascos, ya que eran las posibilidades "oficialistas" de integración. 
Poco a poco los políticos empezaron a comprender que eran los riojanos los que debían decidir su propio futuro. Los grupos sociales realizaron una recogida de firmas para exigir que a La Rioja se le concediera la preautonomía, logrando finalmente la cifra de 40.000. Un número muy importante para la población que tenía la provincia entonces. También se organizaron manifestaciones y Días de La Rioja. El primero fue celebrado en Nájera el 8 de octubre de 1978 como día de exaltación de la identidad regional y en él se procedió a entregar las firmas recogidas a los políticos. Este día fue todo un éxito, con una asistencia de más de 15.000 personas que se concentraron en Nájera. Finalmente se consiguió la autonomía tras un proceso dificultoso y la votación a favor de 171 municipios de los 174 que posee la región.
En el primer semestre de 1977 comenzaron a darse los primeros trámites burocráticos para solicitar la recuperación del nombre histórico de la provincia. El 12 de septiembre de 1980 el Congreso de los Diputados aprobaba la proposición de Ley del Senado por la que la provincia recuperaba su nombre y pasaba a denominarse provincia de La Rioja. El día 15 de noviembre de 1980 era promulgada la Ley 57/1980 sobre el cambio de denominación.
Tras un complicado proceso, la Asamblea de Parlamentarios riojanos aprueba el proyecto de estatuto. Supuso el comienzo de la tramitación del texto en las Cortes, donde fue finalmente aprobado en sesión plenaria de 25 de mayo de 1982, siendo sancionado por el Rey Don Juan Carlos I el día 9 de junio del mismo año. El estatuto recibiría el nombre de Estatuto de San Millán (por su firma protocolaria en el Monasterio de Yuso) y con él concluyen 150 años de lucha identitaria y queda constituida la actual comunidad autónoma de La Rioja y reconocida la identidad de esta tierra.

## Historia actual

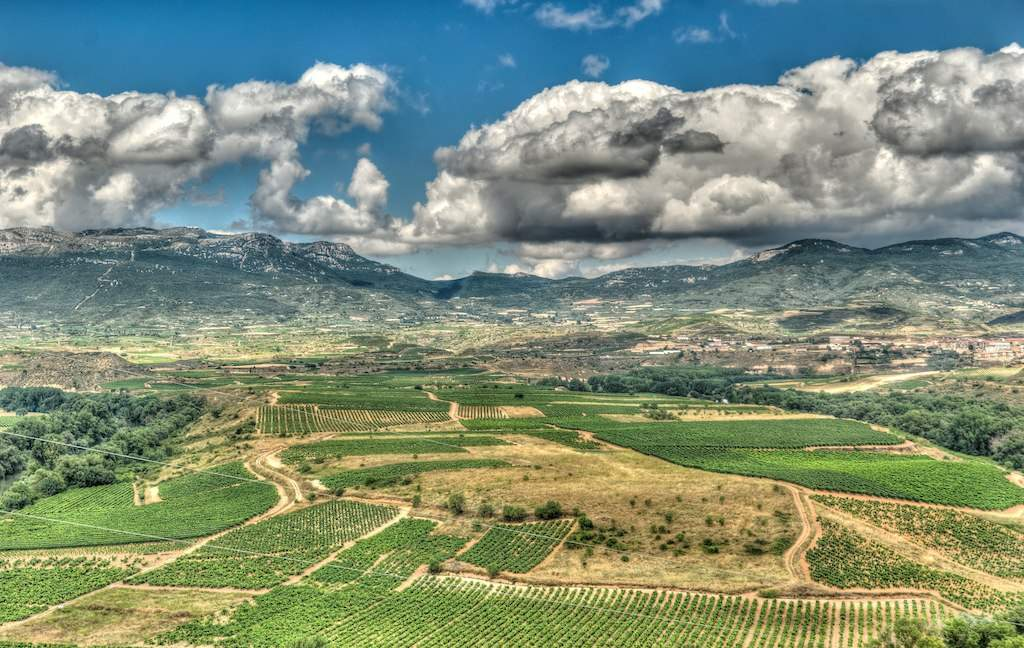
Vista de La Rioja desde Briones.

Logotipo del Gobierno de La Rioja.

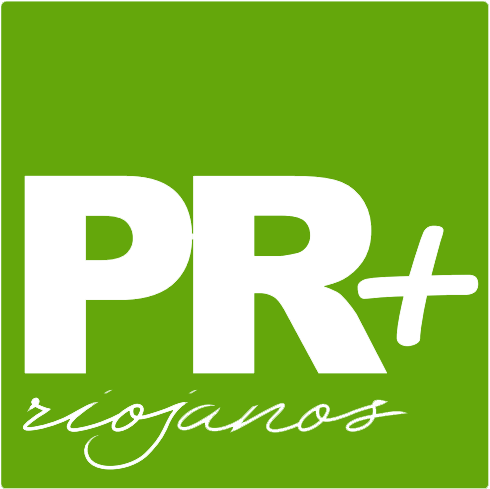
Partido Riojano (PR+).

El 6 de diciembre de 1982, se formaliza en Logroño el acta de constitución del Partido Riojano Progresista (PRP), inscribiéndose en el Registro de Asociaciones Políticas del Ministerio del Interior el 2 de febrero de 1983. Fue creado al amparo del "Grupo Parlamentario Progresista" y liderado entonces por el primer presidente de la recién nacida comunidad autónoma de La Rioja, Luis Javier Rodríguez Moroy, miembro de Unión de Centro Democrático (UCD) hasta su desaparición, y del Partido Social Demócrata anteriormente. El III Congreso se celebró el 23 de junio de 1990 y en él se decide el cambio de nombre por el de Partido Riojano (PR+).
La banda terrorista ETA atentó en varios lugares de La Rioja con un total de 40 atentados terroristas. En Calahorra en 1983 y 2008;Casalarreina en 1991, Arnedo en 1995 y Logroño en 2001.

El 4 de mayo de 1992 se fundó la Universidad de La Rioja, cuando el Congreso de los Diputados aprobó la Ley de Creación de la Universidad de La Rioja y absorbió el llamado Colegio Universitario y las escuelas de Magisterio, Politécnica o Empresariales, entre otras, que pertenecían a la Universidad de Zaragoza hasta entonces. En 1995 se inaugura el Monumento al Noveno Centenario del Fuero de Logroño.

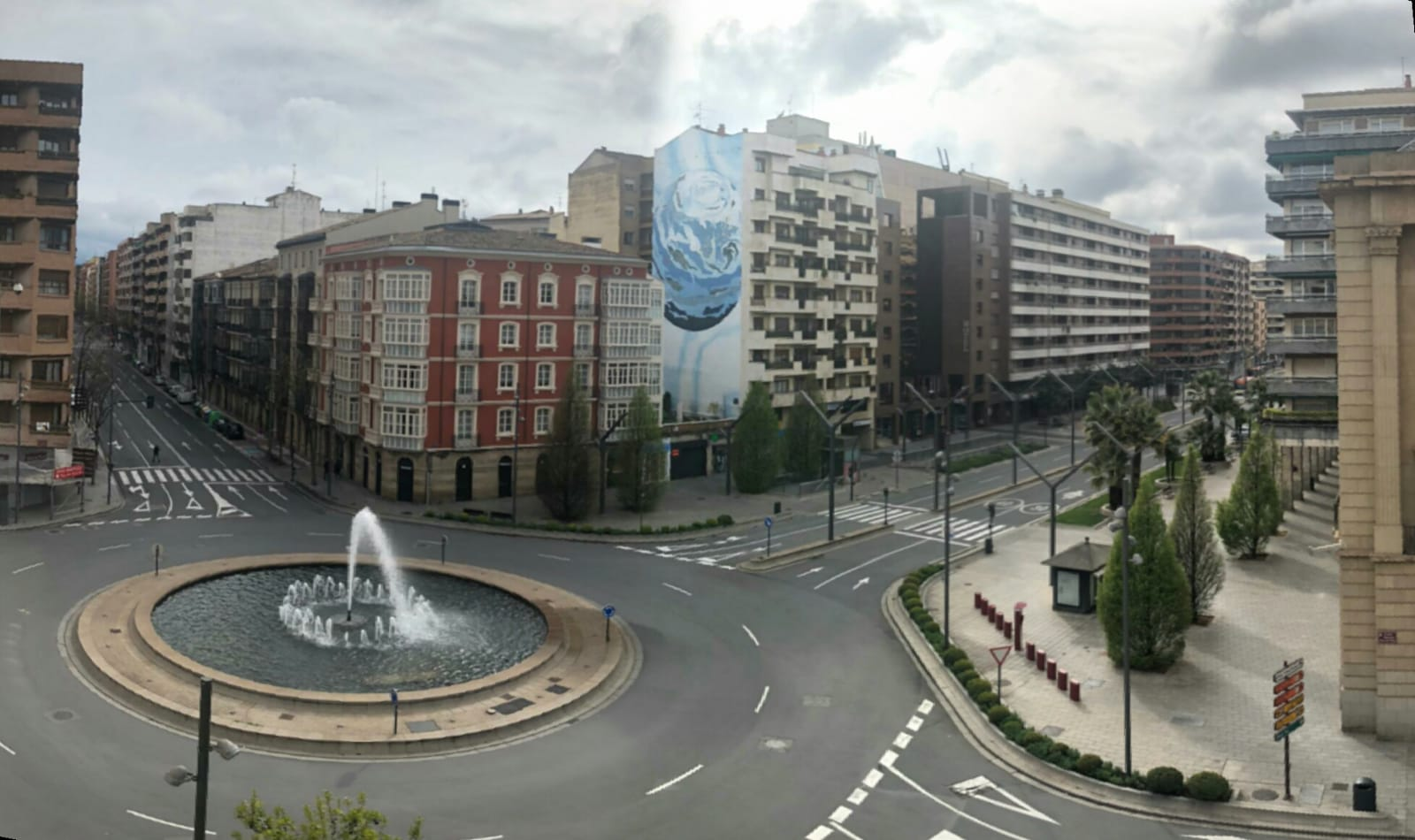
Logroño durante la cuarentena por COVID-19.

Actualmente, La Rioja es famosa por su producción de vinos Rioja (aunque la región vitivinícola de Rioja se extiende ligeramente hacia las regiones administrativas vecinas de Álava y Navarra). Logroño es sede de Actual, un festival de música y cine independiente. En 21 de junio de 2020, tras el final del estado de alarma declarado en España debido a la pandemia de COVID-19, la comunidad de La Rioja registró 4 073 contagiados y 365 fallecidos por la enfermedad de coronavirus, con un total de 3 107 recuperados y 1 930 pruebas PCR.